# Moscou
Pour les articles homonymes, voir Moscou (homonymie).
Moscou (en russe : Москва, Moskva, [mɐˈskva] ) est la capitale de la Russie et compte environ 13 100 000 habitants intra muros en 2023 sur une superficie de 2 510 km2, ce qui en fait la ville la plus peuplée à la fois du pays et d'Europe. Sur le plan administratif Moscou fait partie du district fédéral central et a le statut de ville d'importance fédérale qui lui donne le même niveau d'autonomie que les autres sujets de la Russie. Elle est quasiment enclavée dans l'oblast de Moscou, mais en est administrativement indépendante. Ses habitants sont les Moscovites. Moscou se situe dans la partie européenne de la Russie au milieu d'une région de plaine. Sa latitude élevée lui vaut un climat froid et continental. Le Kremlin, son cœur historique, est édifié sur une colline qui domine la rive gauche de la rivière Moskova.
Moscou a joué un rôle central dans l'histoire de la Russie. Petit point d'appui militaire créé en 1147 dans le nord de la Rus' de Kiev, elle prend progressivement le relais de Kiev, après la décomposition politique de cet État et les invasions mongoles du XIIIe siècle. Elle devient la capitale du grand-duché de Moscou, tsarat de Russie puis de l'Empire russe qui étend progressivement son territoire jusqu'à la frontière avec la Pologne à l'ouest, la Crimée au sud et l'océan Pacifique à l'est. Elle perd son rôle de capitale au profit de Saint-Pétersbourg lorsque Pierre le Grand au début du XVIIIe siècle décide de moderniser son pays à marche forcée. Néanmoins, au cours des XVIIIe et XIXe siècles, Moscou devient un centre industriel majeur et le cœur du réseau de communications ferré et routier d'un pays qui compte désormais parmi les grandes puissances européennes. La révolution d'Octobre en 1917 redonne le rôle de capitale à Moscou et met en place un régime communiste qui accélère en deux décennies l'industrialisation de la ville et quadruple la population qui passe de un à quatre millions d'habitants. Ayant échappé de peu à l'occupation allemande durant la Seconde Guerre mondiale, la ville renoue avec une croissance économique et démographique effrénée à l'issue de celle-ci. Elle devient la capitale d'une des deux superpuissances mondiales. L'effondrement du régime communiste en 1991 entraîne une profonde transformation de la ville qui abandonne presque complètement son rôle de centre industriel au profit d'une position de pôle tertiaire complètement converti à l'économie de marché. La construction du Centre de commerce international de Moscou est le symbole de cette transformation.
Moscou concentre une part particulièrement importante de la richesse économique du pays : elle produit 25 % du PIB de la Russie. La ville est le siège de nombreuses institutions universitaires et culturelles du pays. Mais cette mutation ne s'est pas faite sans poser de problèmes, les écarts socio-économiques étant devenus considérables : une part de la population s'est fortement enrichie, tandis que l'augmentation du coût de la vie a aggravé les conditions de vie des plus modestes. Moscou a du mal à adapter ses structures routières à l'explosion du parc des véhicules des particuliers et à une croissance démographique qui se poursuit dans un contexte national pourtant déprimé sur ce plan. Ses autoroutes et son périphérique, la MKAD, sont connus pour leurs embouteillages importants.
Moscou dispose d'un important patrimoine artistique et architectural dont trois ensembles inscrits au patrimoine mondial de l'Unesco. Ce sont notamment le Kremlin avec ses palais et églises, la cathédrale Saint-Basile-le-Bienheureux sur la place Rouge, la galerie Tretiakov, le couvent de Novodievitchi, l'église de Kolomenskoïe ainsi que les sept gratte-ciel staliniens.

## Géographie

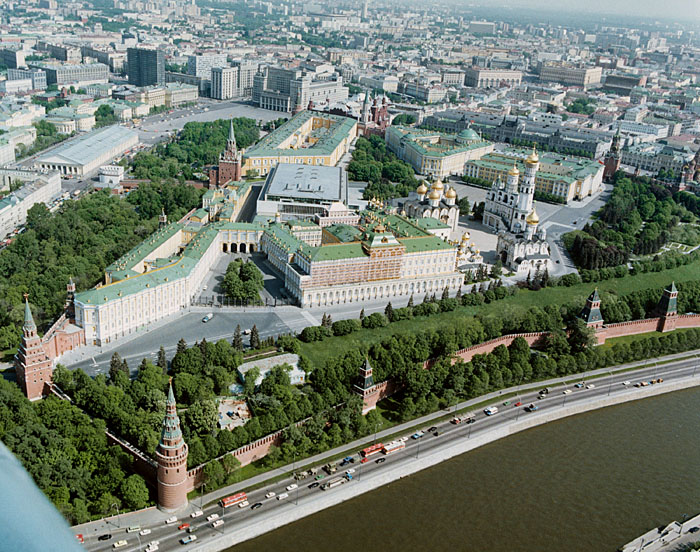
Le Kremlin vu d'avion.

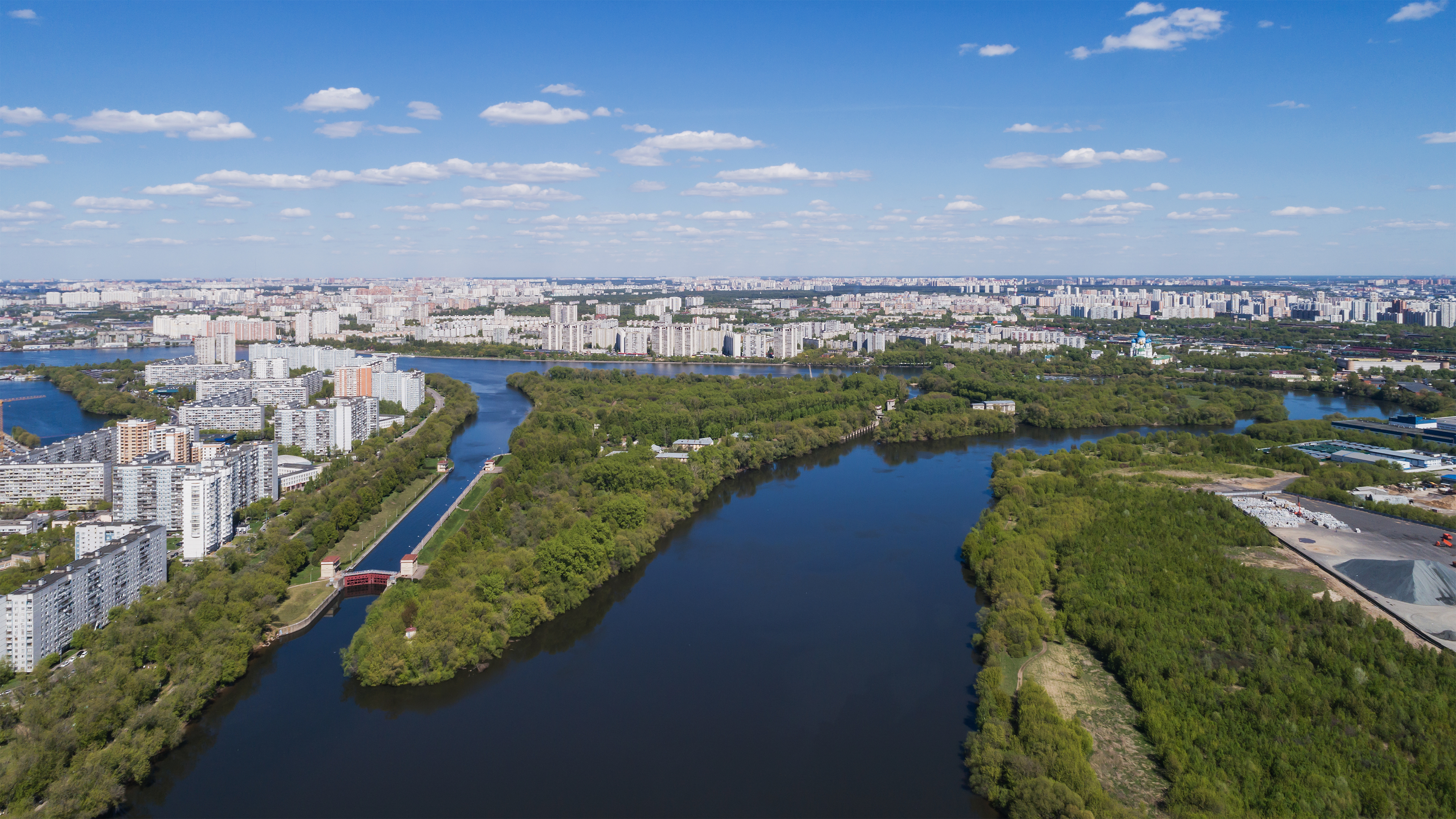
La Moskova et les quartiers sud-est de Moscou.

### Situation
Moscou se trouve à 893 km à l'est-sud-est d'Helsinki, à 1 151 km à l'est-nord-est de Varsovie, à 1 569 km au nord-est de Budapest, à 1 649 km au nord-nord-ouest de Tbilissi, à 2 273 km à l'ouest-nord-ouest d'Astana et à 4 635 km au nord-ouest d'Oulan Bator.
La superficie de la ville est de 2 561 km2, la longueur totale est du nord au sud de 51,7 km, et celle d'est en ouest est de 29,7 km. Moscou est le noyau du district fédéral central, et la ville, qui est un sujet fédéral, est presque entièrement enclavée par l'oblast de Moscou, ne touchant qu'au sud-ouest l'oblast de Kalouga.

### Topographie
Moscou est située au milieu de la plaine d'Europe orientale, une immense région couvrant la majeure partie de l'est de l'Europe caractérisée par des reliefs peu accentués et parcourue par de nombreux fleuves. Lors de la dernière période glaciaire, qui s'est achevée il y a 10 000 ans, la région de Moscou se situait à la limite de l’inlandsis (glacier continental) qui occupait le nord-ouest de la Russie. Ce glacier a largement façonné les reliefs et les sols. Au nord-est de Moscou le plateau de Russie, un ensemble de collines et de plateaux culminant à 300 mètres, est formé par les moraines laissées par le glacier. À l'ouest se trouve le plateau de Smolensk-Moscou, et à l'est la plaine de la Moskova-et-Oka, deux plaines composées de moraines. Au sud-est de Moscou se trouve la plaine de la Mechtchiora, qui est une région marécageuse couverte de lacs et comprenant des tourbières. Celle-ci constituait la plaine d'épandage des eaux s'écoulant devant le front du glacier (sandur). Dans la région le socle rocheux est profondément enfoui sous les dépôts morainiques : la rareté de la pierre explique la prédominance du bois dans l'habitat traditionnel y compris dans les villes. La région est couverte en grande partie d'une forêt mixte,.
Le relief de la ville a été largement influencée par la rivière Moskova, avec ses plaines inondables et ses terres. Les plaines inondables occupent environ 30 % du territoire moscovite. Les parties les plus basses de la ville sont à l'est et au sud-est, qui sont la périphérie de la plaine de la Mechtchiora. L'altitude est comprise entre 120 et 200 mètres, et ne comporte pas de reliefs marqués. Le point haut le plus remarquable est la colline des moineaux qui s'élève sur la rive droite de la Moskova à 60-70 mètres au-dessus du niveau du fleuve.
Le cœur de la capitale a été construit sur les berges de la rivière Moskova qui la traverse de part en part du nord-ouest au sud-est en formant de nombreux méandres. Cette rivière, a formé successivement au cours du temps trois terrasses, la plus ancienne dominant le lit actuel d'une trentaine de mètres. Le Kremlin est construit sur une avancée de cette troisième terrasse (dite Khodynka ou Borovaïa) qui surplombe la rive gauche de la rivière et en fait un site défensif naturel. Les quartiers de Taganski et de Loublino situés à l'est du Kremlin sont construits sur la deuxième terrasse dite Mnevnikovska qui domine d'une vingtaine de mètres le lit de la rivière. Enfin la première terrasse, la plus récente, se situe à une hauteur intermédiaire entre le lit et la deuxième terrasse.

### Hydrographie
Le réseau hydrographique de la ville de Moscou compte environ 1 200 cours et plans d'eau, dont la rivière Moskova et ses affluents, le réservoir de Khimki, les lacs de Kossino, ainsi que de nombreux réservoirs et cours d'eau. D'un point de vue hydrogéologique, la ville se situe dans la partie sud-ouest du bassin artésien de la Moskova. Les dépôts quaternaires proches de la surface sont alimentés par les précipitations, à la suite desquelles se forment des nappes phréatiques, qui à leur tour fournissent une alimentation constante au réseau fluvial, aux sources et aux rivières souterraines. Les principales ressources en eaux souterraines de la ville sont contenues dans les sédiments du Carbonifère ; et dans la nappe qui s'étend jusqu'à une profondeur de 250 à 300 m.
La Moskova est un affluent de l'Oka, qui coule plus au sud avant de se jeter dans la Volga principal fleuve de la Russie européenne. La Moskova a un débit moyen de 120 m3/s dont 60 % sont apportées par le canal de Moscou long de 128 kilomètres qui partant de la capitale la relie à la Volga. Ce canal a son point de départ sur la Moskova en amont du centre-ville et se dirige vers le nord après avoir traversé une série de lacs artificiels qui constituent autant de zones de loisirs pour les moscovites. Deux petites affluents d'une quarantaine de kilomètres de long, la Setoun (rive droite) et la Iaouza (rive gauche), ont leur source à l'extérieur de la rocade MKAD et se jettent dans la Moskova respectivement en amont et en aval du cœur de la cité. La Neglinnaïa, un petit affluent de 7 km prenant sa source au nord du centre-ville, arrosait autrefois les douves du kremlin mais circule aujourd'hui dans des tunnels enfouis sous le sol.

### Limites et structure de la ville
Moscou s'est développé en occupant des cercles concentriques de diamètre croissant. Contrairement à Paris la ville a incorporé ses banlieues et occupe une superficie de 1 100 km2 (en excluant les villes satellites peu denses situées à l'extérieur de la rocade routière MKAD mais rattachées à la ville qui représentent une population de 300 000 habitats sur 1 420 km2). On peut comparer cette superficie aux 814 km2 de la Métropole du Grand Paris. Avec douze millions habitants dans cette partie de la ville (2017), la densité est de 10 900 hab./km2 supérieure à celle de la petite couronne parisienne (9 000 hab./km2) malgré la présence importante de forêts et de parcs.
Au cœur de la ville et pratiquement à son centre géométrique, se trouve le Kremlin (du russe kreml, fortin), une forteresse de forme triangulaire de 500 mètres de côté érigée sur la colline Borovitski dominant la rive gauche de la Moskova. Le Kremlin est entouré par une muraille en briques rouges de 2 230 mètres de long comprenant 19 tours. Elle abrite la présidence de la République, des services administratifs, plusieurs palais et musées ainsi que des parcs. Une première muraille entourait autrefois le Kremlin et le quartier de Kitaï Gorod, noyau initial de la capitale situé immédiatement à l'est du kremlin et de la place Rouge. Sur son emplacement se trouve aujourd'hui un large cours bordé d'édifices publics tels que les théâtres du Bolchoï et le Maly, le parlement fédéral (la Douma), la Grande Bibliothèque, le Manège, plusieurs grands hôtels, le musée d'Histoire et le siège des services secrets russes (FSB) (ex KGB). L'anneau des boulevards (Koltso), un boulevard circulaire planté d'arbres occupe l'emplacement de la deuxième muraille édifiée au 16e siècle et longue de sept kilomètres qui délimitait Bely Gorod (la ville blanche). Il n'est pas complet car il reste cantonné à la rive gauche de la Moskova.
La troisième ceinture, la Sadoïava (Anneau des Jardins), est constituée par un boulevard à grande circulation long de 15,6 kilomètres formant un cercle complet de 2,5 kilomètres de rayon franchissant la Moskova. Elle est située à l'emplacement d'une muraille de terre édifiée à la fin du XVIe siècle et délimitant les faubourgs (la ville de terre ou Zemly Gorod). L'anneau des Jardins délimite le centre historique de la ville. Celui-ci présente une architecture peu homogène car la conservation du patrimoine historique est une préoccupation récente. On y trouve les principales administrations et les sièges sociaux de grandes entreprises. Cette partie de Moscou comprend de nombreux commerces. À l'intérieur de cette zone de Moscou, la densité de la population, chassée par l'afflux des commerces et des entreprises, est relativement basse. Le troisième anneau routier de Moscou long de 35 kilomètres de long situé à cinq kilomètres du centre a été construit entre 1960 et 2003. Il englobe la ville du XIXe siècle et en particulier la plupart des gares ferroviaires terminus. C'est dans cette partie de la ville urbanisée entre le XVIIIe siècle et 1917, que se sont édifiés les quartiers industriels, désormais souvent abandonnés ou reconvertis sous l'impulsion de la mairie. Celle-ci a pour objectif de créer des centres secondaires regroupant des commerces et des services pour alléger la fréquentation du centre. C'est là qu'a été édifié au cours de la décennie 2010 Moskva-city un ensemble de gratte-ciel accueillant de grandes entreprises du secteur tertiaire. Le dernier anneau routier, le MKAD, de 16 kilomètres de rayon et 109 kilomètres de circonférence, est formé par une autoroute de 2 × 5 voies inaugurée au début des années 1960 qui englobe la ville du XXe siècle,.

Plans de Moscou
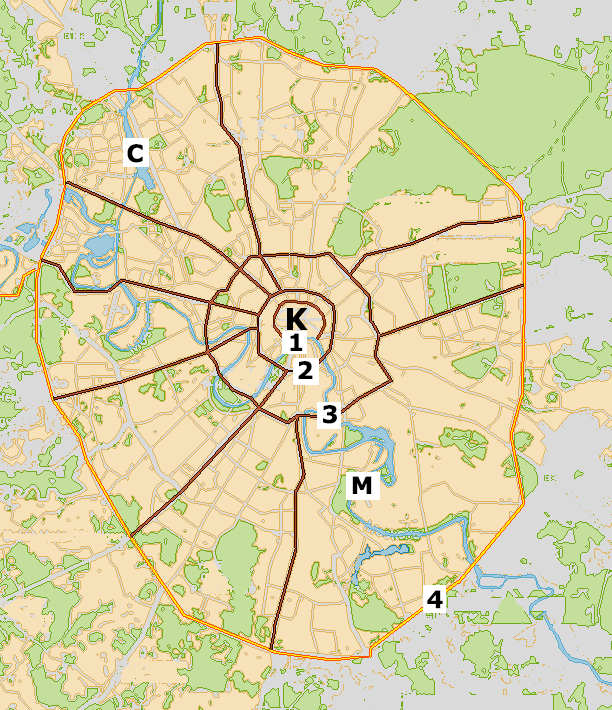
Plan simplifié de Moscou montrant les zones construites (beige), les parcs et forêts (vert) et les principales avenues : K : Kremlin - M : Moskova - C : Canal de Moscou - 1 : Anneau des boulevards - 2 : Anneau des Jardins (limite extérieure du Moscou historique) - 3 : Troisième anneau routier de Moscou - 4 : Rocade MKAD.
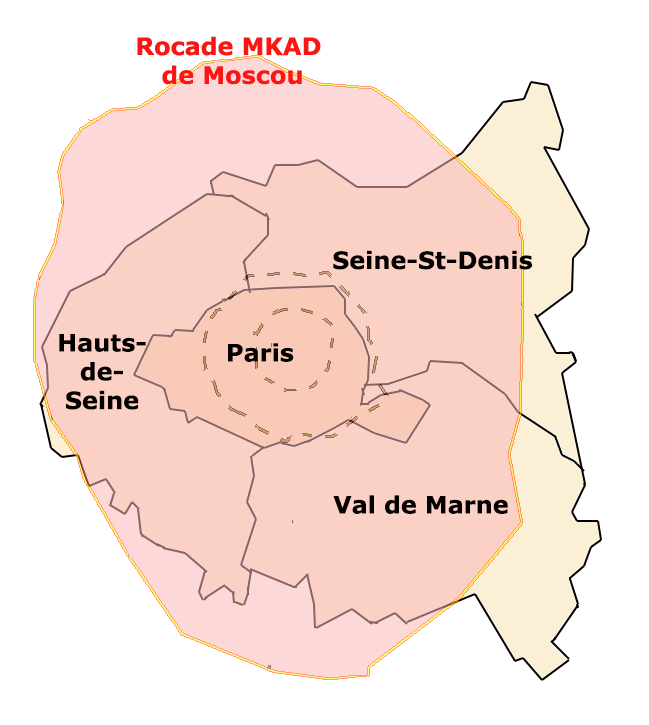
La partie de Moscou entourée par la rocade MKAD et qui comprend la majeure partie de la population de la capitale (12 millions habitants) est comparée à l'ensemble formé par Paris et sa petite couronne (7 millions habitants). Le cercle intérieur en pointillé le plus petit correspond à l'Anneau des Jardins qui délimite le Moscou historique.

L'énorme espace compris entre l'ancienne muraille de terre et la rocade MKAD a été progressivement occupé dans le cadre d'une gigantesque plan d'expansion de Moscou lancé par Staline dans les années 1930 mais dont la réalisation n'a véritablement démarré qu'au début des années 1960. D'anciens villages ont été remplacés par des quartiers d'immeubles collectifs initialement relativement bas (quatre à cinq étages) pour ne pas avoir à installer d’ascenseurs. Aujourd'hui ces cités sont constituées de barres de 12 à 18 étages et longues de plusieurs centaines de mètres comportant des établissements scolaires mais souvent mal desservis dans le domaine des transports et des commerces. Cette partie de Moscou accueille la plus grande partie de la population moscovite. De nombreuses zones naturelles, constituées de parcs, lacs et forêts ont été préservés entre les différents ensembles et constituent une des caractéristiques les plus frappantes de Moscou. Le développement de la circulation automobile dans les années 1990 a conduit à la construction de grands centres commerciaux au niveau des échangeurs situés aux intersections entre le MKAD et les grands axes routiers rayonnant depuis le centre de la capitale. L'urbanisation s'est étendue au-delà de cette rocade dès les années 1970.
Moscou est relié aux régions voisines par ce réseau de routes radiales (prospekt) qui coupent les différentes rocades construites au fur et à mesure du développement de la capitale. Dans le centre ces artères radiales sont souvent des rues à la fois prestigieuses et animées comme la rue Tverskaïa (rue de Tver). Leur intersection avec les rocades circulaires est souvent dédié au commerce et aux communications comme la place Pouchkine et la place Soukharev. La population aisée est installée principalement dans les quartiers occidentaux du centre-ville comme le vieux quartier de l'Arbat. Celui-ci se prolonge à l'ouest par des quartiers plus récents tels que Kountsévo et Sérébriany Bor habités par l'ancienne Nomenklatura remplacée par la nouvelle classe possédante et qui sont aménagés autour des plans d'eau de la plaine de la Moskova.

### Climat
| Donnée                  | Moscou | Paris  | Berlin  |
| ----------------------- | ------ | ------ | ------- |
| Temp. minimale moyenne  | 2,1 °C | 8,9 °C | 5,9 °C  |
| Temp. maximale moyenne  | 9,6 °C | 16 °C  | 13,4 °C |
| Précipitations (mm)     | 705    | 637    | 570     |
| Ensoleillement (heures) | 1 731  | 1 661  | 1 626   |

Moscou se situe à une latitude relativement élevée, à peu près au même niveau que la capitale du Danemark, Copenhague (55,5°N), mais étant plus éloignée des océans la ville subit un climat plus continental caractérisé par de fortes variations de température entre l'été et l'hiver. Compte tenu de sa latitude, la température annuelle moyenne est basse (6,7 °C) et l'hiver est long et froid avec une température hivernale qui se maintient en moyenne en dessous de 0 °C entre le 10 novembre et le 20 mars. Le mois le plus froid de l'année est février (température moyenne −6,7 °C). Le printemps et l'automne sont brefs et peuvent connaître de fortes variations de température sur quelques jours. Les étés sont chauds avec une température moyenne supérieure à 17 °C entre juin et aout et une température maximale moyenne de 25 °C en aout. La plus forte température enregistrée a été de 38,2 °C le 31 juillet 2010 et la plus faible de −42,2 °C en janvier 1940. Les précipitations (707 mm par an et 142 jours de pluie par an) sont réparties tout au long de l'année mais avec des quantités plus élevées l'été que l'hiver. La neige recouvre le sol en moyenne 138 jours par an de la mi-novembre à la fin mars. La hauteur de neige peut atteindre jusqu'à 80 cm au milieu de l'hiver. Le nombre d'heures d'ensoleillement est de 1731 heures (1 900 heures sur la décennie 2000) avec un déséquilibre très important entre l'hiver et l'été. Les brouillards (15 jours par an) et les orages (29 jours par an) sont des phénomènes fréquents. Moscou connait parfois des phénomènes météorologiques violents comme des tornades et des précipitations très violentes.
| Mois                                        | jan.       | fév.       | mars       | avril     | mai       | juin      | jui.      | août      | sep.      | oct.       | nov.       | déc.       | année      |
| ------------------------------------------- | ---------- | ---------- | ---------- | --------- | --------- | --------- | --------- | --------- | --------- | ---------- | ---------- | ---------- | ---------- |
| Température minimale moyenne (°C)           | −8,7       | −8,8       | −4,2       | 2,3       | 8,1       | 12,2      | 14,8      | 13        | 8         | 3          | −2,4       | −6,5       | 2,6        |
| Température moyenne (°C)                    | −6,2       | −5,9       | −0,7       | 6,9       | 13,6      | 17,3      | 19,7      | 17,6      | 11,9      | 5,8        | −0,5       | −4,4       | 6,3        |
| Température maximale moyenne (°C)           | −3,9       | −3         | 3          | 11,7      | 19        | 22,4      | 24,7      | 22,7      | 16,4      | 8,9        | 1,6        | −2,3       | 10,1       |
| Record de froid (°C) date du record         | −42,1 1940 | −38,2 1929 | −32,4 1913 | −21 1879  | −7,5 1885 | −2,3 1916 | 1,3 1886  | −1,2 1885 | −8,5 1881 | −20,3 1920 | −32,8 1890 | −38,8 1892 | −42,1 1940 |
| Record de chaleur (°C) date du record       | 8,6 2007   | 8,3 1989   | 19,7 2014  | 28,9 2012 | 33,2 2007 | 34,8 2021 | 38,2 2010 | 37,3 2010 | 32,3 1890 | 24 1915    | 16,2 2013  | 9,6 2008   | 38,2 2010  |
| Ensoleillement (h)                          | 33         | 72         | 128        | 170       | 265       | 279       | 271       | 238       | 147       | 78         | 32         | 18         | 1 731      |
| Précipitations (mm)                         | 53         | 44         | 39         | 37        | 61        | 78        | 84        | 78        | 66        | 70         | 52         | 51         | 713        |
| dont neige (cm)                             | 24         | 35         | 29         | 2         | 0         | 0         | 0         | 0         | 0         | 0          | 4          | 12         | 106        |
| Record de pluie en 24 h (mm) date du record | 20 1965    | 36 1966    | 26 2013    | 31 1965   | 39 1976   | 65 2017   | 62 1981   | 88 2016   | 49 2004   | 41 1997    | 30 1967    | 23 1981    | 88 2016    |
| Nombre de jours avec précipitations         | 8          | 6          | 9          | 15        | 16        | 16        | 15        | 16        | 16        | 17         | 13         | 8          | 155        |
| Humidité relative (%)                       | 85         | 81         | 74         | 68        | 67        | 72        | 74        | 78        | 82        | 83         | 86         | 86         | 78         |
| Nombre de jours avec neige                  | 25         | 23         | 15         | 6         | 1         | 0         | 0         | 0         | 0,3       | 5          | 17         | 24         | 116        |
| Nombre de jours d'orage                     | 0,2        | 0,1        | 0,3        | 1         | 3         | 7         | 7         | 4         | 1         | 0,3        | 0,1        | 0          | 24         |
| Nombre de jours avec brouillard             | 0,2        | 0,4        | 0,3        | 1         | 0,2       | 0,3       | 1         | 1         | 1         | 1          | 1          | 1          | 8          |

| Diagramme climatique                                  |          |         |           |         |            |            |          |         |        |           |            |
| J                                                     | F        | M       | A         | M       | J          | J          | A        | S       | O      | N         | D          |
| −3,9−8,753                                            | −3−8,844 | 3−4,239 | 11,72,337 | 198,161 | 22,412,278 | 24,714,884 | 22,71378 | 16,4866 | 8,9370 | 1,6−2,452 | −2,3−6,551 |
| Moyennes : • Temp. maxi et mini °C • Précipitation mm |          |         |           |         |            |            |          |         |        |           |            |

## Histoire

### Fondation

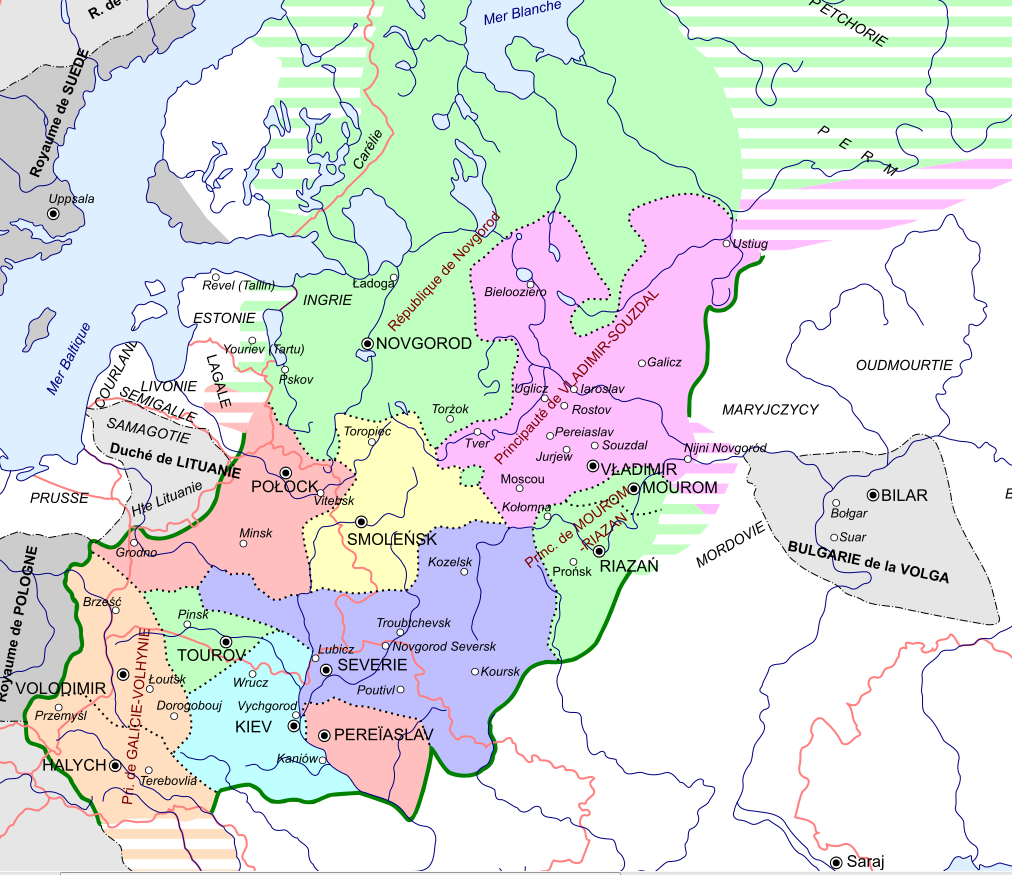
Les principautés composant la Rus' de Kiev en 1237.

En Europe de l'Est émerge en 862 la Rus de Kiev, un état fondé par des princes vikings régnant sur des peuplades slaves. Sa richesse et son pouvoir résultent de sa position sur la route commerciale qui relie la mer Baltique et la mer Noire. Sa capitale est Kiev. Ses souverains adoptent au tournant du millénaire la foi orthodoxe. Au XIe siècle, les rivalités entre les descendants des dirigeants amènent à un morcèlement de l'état. Il se crée une cinquantaine de principautés quasi indépendantes comme Novgorod et Vladimir-Souzdal. Moscou est mentionné pour la première fois en 1147, sous le nom de Moskov, dans un écrit relatant la rencontre de Iouri Dolgorouki prince de Vladimir-Souzdal et du prince Sviatoslav Olgovitch de Novgorod-Severski sur ce territoire appartenant aux Souzdal,. En 1156 Iouri Dolgorouki y édifie un simple fortin de bois sur une petite éminence qui domine de 30 mètres la rive gauche de la rivière Moskova. La forteresse est située au confluent de la Moskova et la Neglinnaïa, petit cours d'eau dont les eaux sont utilisées pour remplir les douves. Un pont permet de passer sur la rive droite basse et marécageuse qui reste inoccupée. Le site est brulé à plusieurs reprises. La superficie totale de ce bourg ne dépasse pas les cinq hectares aux XIe et XIIe siècles. La ville poursuit son expansion durant les siècles suivants essentiellement sur la rive gauche car la rive droite est occupée par des prairies inondées au moment de la débâcle et est ouverte aux invasions venues du sud.
Au XIIIe siècle, Moscou devient le bien patrimonial des fils cadets de la dynastie des princes de Souzdal. Une résidence princière est édifiée ainsi que trois églises en bois dont la plus ancienne, Saint-Jean-Baptiste, s’élève sur l'emplacement d'un temple païen. En 1223, débute l'invasion de la Rus' par les tribus nomades venues de Mongolie qui va bouleverser pour des siècles l'histoire de la région. Sous la direction du khan Batu, les envahisseurs défont en 1238 tous les princes russes en laissant derrière eux un sillage de destruction et de mort. C'est la fin de la puissance dominante locale, la Rus de Kiev. Durant ce conflit Moscou est détruite. Toutes les principautés russes doivent se soumettre et désormais payer tribut aux mongols. Ceux-ci s'installent définitivement sur la basse-Volga d'où ils font et défont les dirigeants russes. Ils y créent un état la Horde d'or qui s'étend sur plusieurs millions de km2.
Jusque là Moscou n'était qu'une simple bourgade, mais sa position à l'orée de la forêt lui offre une certaine sécurité contre les attaques mongoles, tout en étant située sur les routes commerciales menant aux bassins de la Volga, de la Neva et du Don. Alexandre Nevski en fait une principauté indépendante qu'il confie à son fils Daniel de Moscou (1272-1303). Celui-ci élargit le territoire avec la ville de Pereslavl-Zalesski et la forteresse de Kolomna à l'est.
Vladimir-Souzdal, dont la capitale est la ville de Vladimir, est à cette époque la principauté russe dominante qui est chargée de lever le tribu pour le compte des mongols. Mais les dirigeants des principautés vassales, en particulier Tver et Moscou, se disputent le pouvoir. Michel III le Saint Vladimirski, prince de Tver est le titulaire du trône de la principauté de Vladimir-Souzdal qui a été adoubé par les mongols. Mais le prince de Moscou Iouri III Moskovski, utilisant les liens matrimoniaux forgés avec la sœur du khan des mongols, obtient sa déposition (1317) et sa mort. Son triomphe est bref car il est assassiné par le fils de Michael III. Le frère de Iouri, Ivan Ier, avec l'accord du khan des mongols, prend à son tour le titre de prince de Vladimir-Souzdal. Il profite d'une révolte de Tver contre les Mongols en 1327 pour se joindre à ceux-ci et dévaster les terres de Tver. Les Mongols lui accordent le titre de Grand Prince de Moscou. Ivan devient l'intermédiaire principal entre les seigneurs mongols et les principautés russes, qui versent par ailleurs un supplément de tribut aux dirigeants de Moscou. Moscou prospère et bénéficie, en tant que principal collaborateur, d'une protection contre les bandes Mongols qui ravagent périodiquement les autres principautés. Cette sécurité relative attire les nobles et leurs serviteurs qui viennent s'installer sur les terres contrôlées par Moscou. Les services rendus aux mongols lui permettent d'obtenir certains privilèges notamment de transmettre le contrôle de la principauté à l'aîné et non de la diviser entre tous les enfants. Par ailleurs le Khan renforce le rôle de Moscou en autorisant le transfert du siège de l'église orthodoxe de Vladimir à Moscou. Sous le règne d'Ivan la superficie du territoire double passant de 20 000 à 40 000 km2.

Le Kremlin au fil des siècles. Peintures d'Apollinaire Vasnetsov 1921-1922
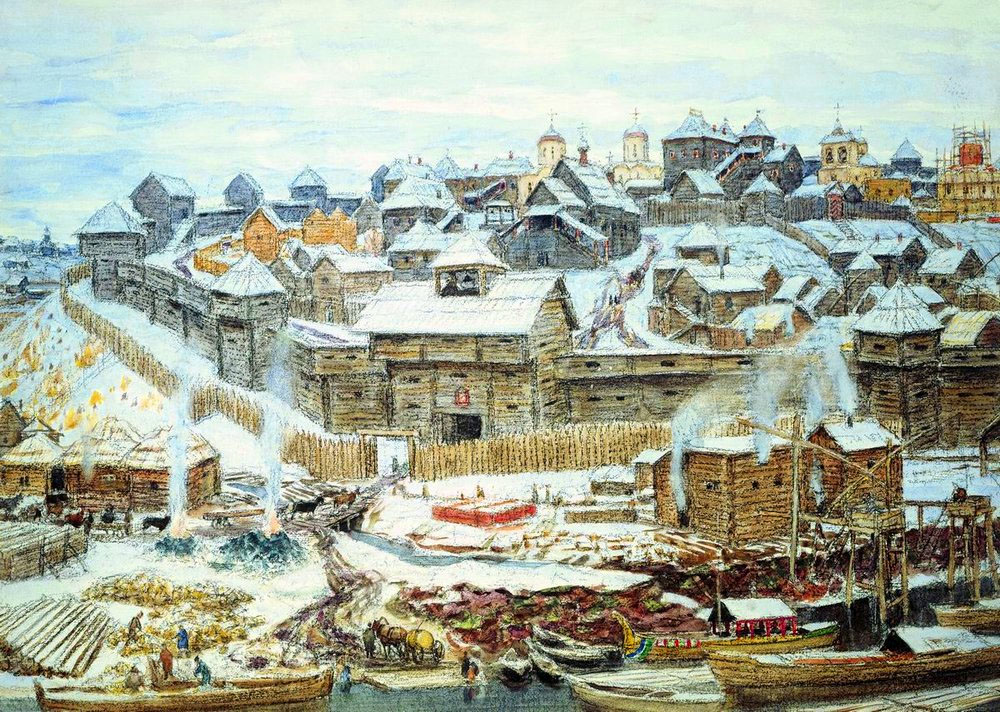
Le Kremlin et sa palissade de bois sous Ivan Ier.
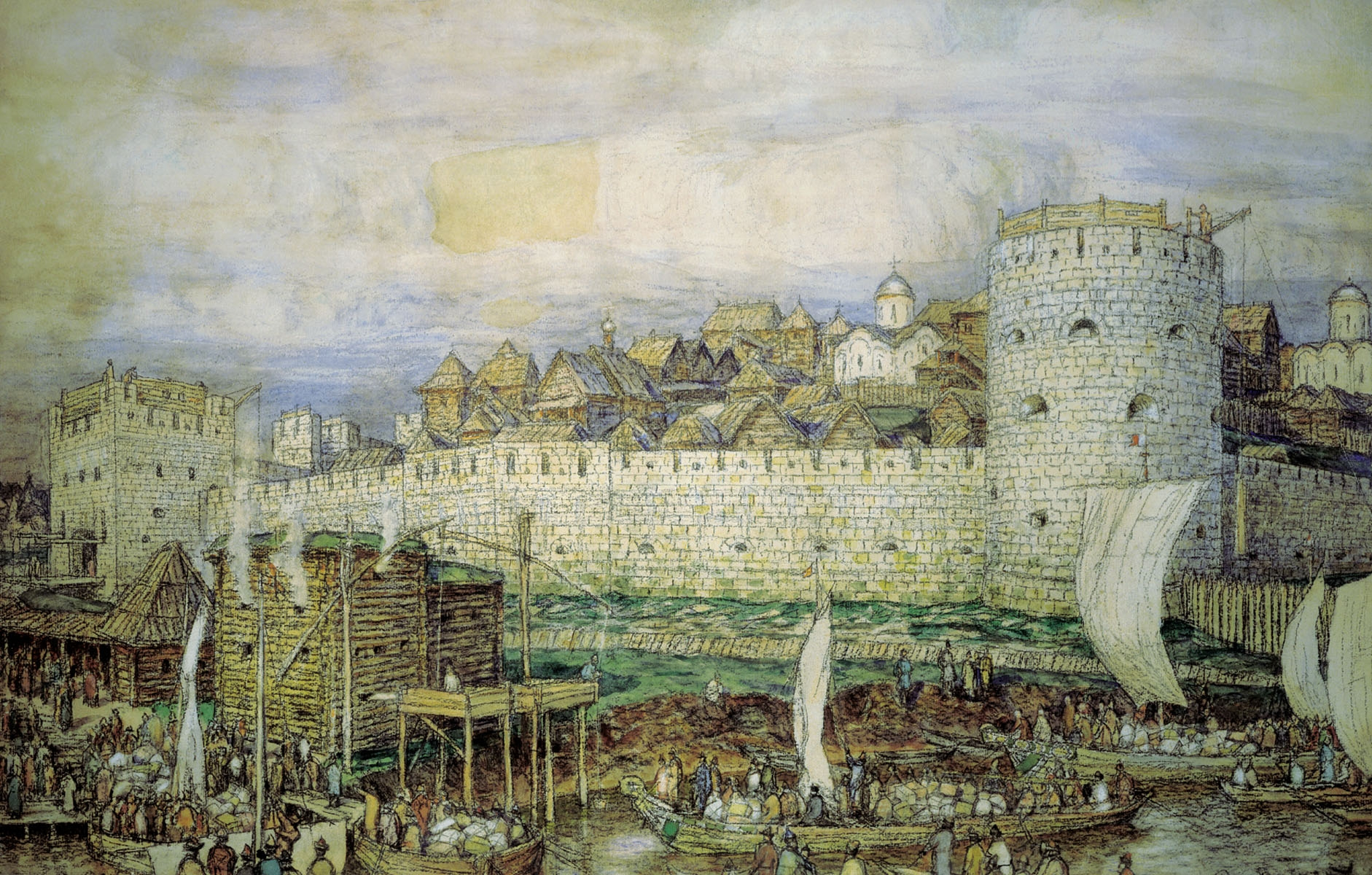
Le Kremlin et ses remparts de pierres blanches sous Dimitri Donskoï.
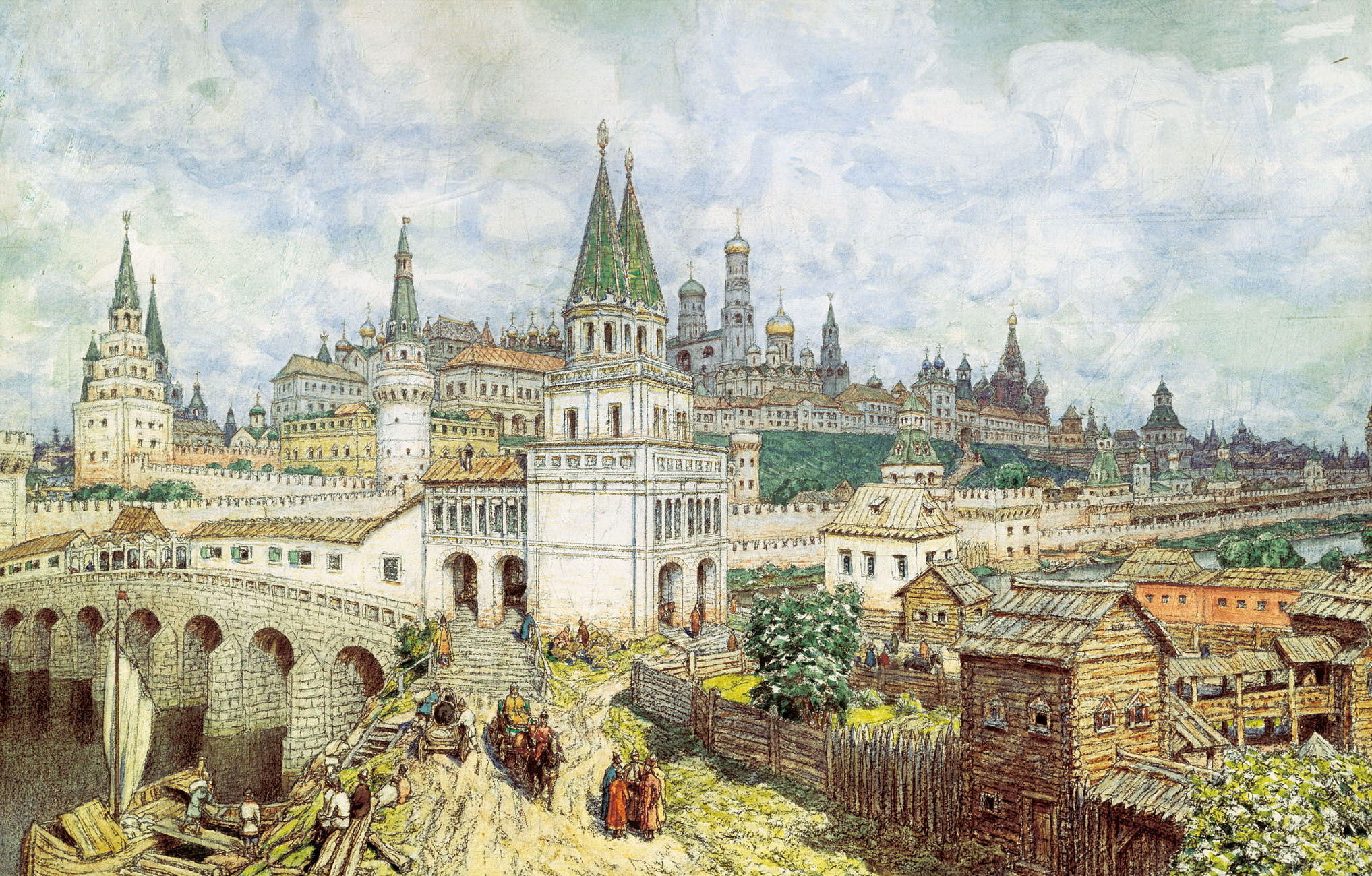
Le Kremlin et Moscou au XVIIe siècle. Le Pont de pierre Vsekhsviatski

### Lutte contre les Tatars et montée en puissance

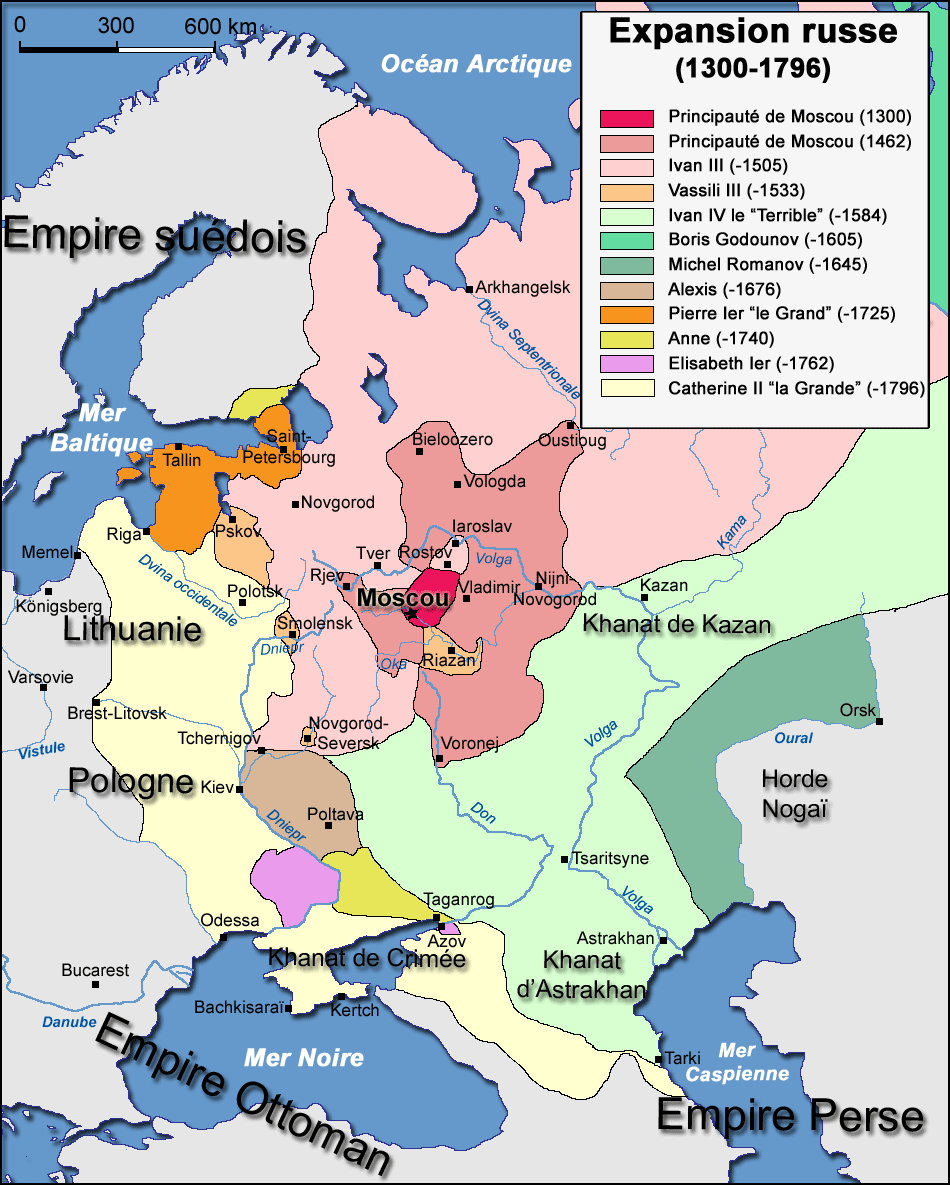
Expansion de la Russie entre 1300 et 1796.

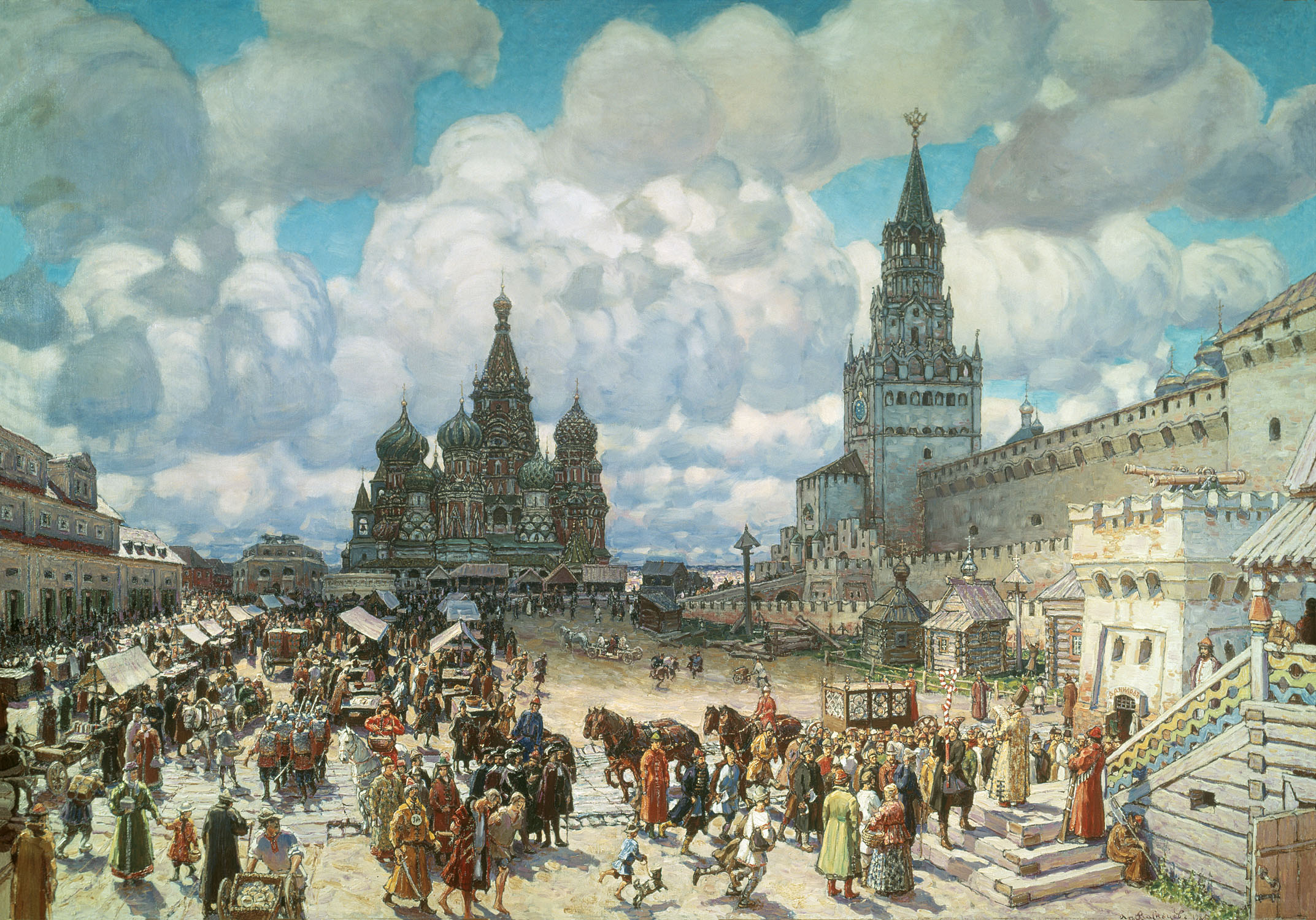
La place Rouge au XVII (peinture d'Apollinaire Vasnetsov).

Au cours de la seconde moitié du XIVe siècle, les princes moscovites prennent la tête de la lutte contre le joug des Mongols. C'est à cette époque (1366-1368) que Dimitri Donskoï remplace la palissade en bois qui entourait le kremlin de Moscou par une enceinte en pierre blanche. Les Mongols sont écrasés en 1380 à Koulikovo par les troupes russes emmenées par Dimitri. Néanmoins deux ans plus tard Moscou est prise et brulée par le khan Tokhtamych. Dimitri doit se soumettre. La lutte se poursuit au cours des décennies suivantes contre la Horde d'or mais également contre les autres princes russes hostiles à la politique expansionniste menée par les dirigeants moscovites. Ivan III annexe les principautés voisines, dont Novgorod, et contraint les Tatars à renoncer à leur tribut. Par son mariage avec Zoé Paléologue, nièce du dernier empereur byzantin, Constantin XI, tué lors de la prise de Constantinople par les Turcs en 1453, Ivan III revendique pour Moscou le rôle de « Troisième Rome ». Moscou devient la capitale du plus grand pays de l'Europe orientale. Pour matérialiser ce changement de statut, Ivan III fait construire entre 1475 et 1509 à l'intérieur de l'enceinte de la ville plusieurs édifices qui deviendront des symboles de la capitale : des artisans russes dirigés par des architectes italiens édifient la cathédrale de la Dormition qui accueillera par la suite le couronnement des tsars, la cathédrale de l'Archange où sont enterrés les tsars jusqu'à Pierre le Grand et l'Église de la Déposition. La ville s'entoure d'une couronne de monastères fortifiés destinée à repousser les raids mongols : Simonov, Andronikov, Novospasski, Danilov. C'est également à cette époque que sont édifiés les monastères de Novodievitchi et Donskoï. Ces constructions attirent des peintres d'icône qui viennent décorer ces édifices, dont le plus célèbre est Andreï Roublev. L'enceinte du kremlin de Moscou est reconstruite en brique par les architectes italiens Marco Ruffo et Pietro Antonio Solari qui s'inspirent du château des Sforza à Milan. Les remparts crénelés à l'italienne sont flanqués de vingt tours auxquelles viendront s'ajouter par la suite quelques tours supplémentaires. Moscou sous la menace permanente d'un assaut, est à l'époque une ville dont le rôle est essentiellement militaire. Ses artisans sont spécialisés dans la fabrication d'armures, de canons, de poudre et d'équipements de cuir (pour les chevaux). Sous le règne d'Ivan III, la superficie de la Russie est passée de 430 000 à 2 millions de kilomètres carrés.
Au cours du siècle précédant le règne d'Ivan le Terrible, le vaste territoire occupé par les mongols de la Horde d'or au sud de Moscou s'est morcelé en plusieurs khanats rivaux. Ivan, qui est le premier souverain russe à se donner le titre de Tsar (César), fait la conquête du khanat de Kazan en 1552 et du khanat d'Astrakhan en 1556. La conquête de la Sibérie est également engagée sous son règne et à sa mort la superficie du territoire de la Russie atteint cinq millions de kilomètres carrés. Mais la tyrannie d'Ivan le Terrible et des souverains russes suivants conduit à un affaiblissement de l'État russe. En 1571, les Tatars de Crimée de l'Empire ottoman prennent d'assaut Moscou et brûlent la ville. C'est après cet épisode qu'est édifiée entre 1580 et 1590 la deuxième enceinte de Moscou, longue de 7,5 kilomètres, qui entoure la ville blanche (Bely Gorod). Une deuxième enceinte extérieure, constituée par une levée de terre, formant un cercle complet de 2,5 kilomètres de rayon franchissant la Moskova, est également édifiée à cette époque. Durant le temps des troubles (1598), le pouvoir à Moscou change à cinq reprises de main. L'un des prétendants demande le soutien de la Pologne et entre 1610 et 1612 des troupes polonaises occupent Moscou. Cependant l'armée polonaise n'est que partiellement soutenue par l'aristocratie polonaise et son équivalent russe mené par le prince Pojarski obtient l'élection de Michel Romanov fondant la dynastie des Romanov qui va régner sur la Russie jusqu'en 1917.

### Moscou sous les Romanov (1613-1917)

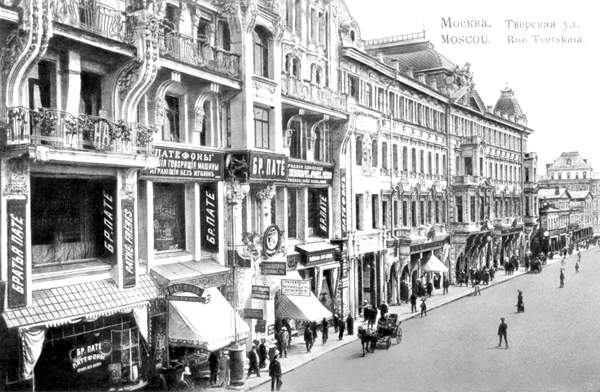
Rue de Tver au XIX.

Vers 1700, Moscou compte 200 000 habitants. Mais le tsar Pierre le Grand choisit, dans le cadre d'une modernisation à marche forcée de son pays, de construire une nouvelle capitale à Saint-Pétersbourg. Celle-ci remplace en 1703 Moscou qui devient une simple ville provinciale. Le départ du gouvernement et de la Cour entraine une chute de la population qui ne reviendra à son niveau antérieur qu'un siècle plus tard. En 1708 Pierre le Grand crée une nouvelle subdivision administrative, le gouvernement à la tête de laquelle est placée un gouverneur chargé d'administrer l'entité. La Russie, dont la superficie atteint à l'époque 17 millions de kilomètres carrés pour une population d'environ 15 millions d'habitants est divisée en huit gouvernements dont le gouvernement de Moscou. Malgré la disparition de son rôle politique, Moscou continue de se développer sur le plan économique. L'industrie textile est dominante. En 1725 la ville compte 23 manufactures qui travaillent la laine, le lin et la soie dont la cour des Draps qui emploie 1 500 ouvriers. En 1755 la première université de Russie est fondée à Moscou sous l’impulsion du plus grand des scientifiques russes de l’époque, Mikhaïl Lomonossov. Elle occupe initialement une partie du bâtiment devenu depuis le Musée historique d'État de Moscou donnant sur la place Rouge. L'activité théâtrale se développe. Une classe bourgeoise se constitue et une organisation municipale est mise en place en 1785 avec un maire élu par un suffrage censitaire très sélectif. La noblesse qui n'a plus l'obligation de servir l'État à compter de 1762 et donc de résider à Saint-Pétersbourg, se fait construire des résidences à Moscou et dans les environs comme les châteaux de Kouskovo, d'Ostankino et d'Arkhangelskoe. De nombreuses églises sont édifiées à cette époque et une première ébauche de plan d'urbanisme est établie en 1739. Néanmoins Moscou est encore fortement marquée par la vie rurale. À la fin du XVIIIe siècle, sur ses 175 000 habitants, 115 000 sont des paysans exerçant éventuellement une deuxième activité.
Le 14 septembre 1812, quand Napoléon Ier envahit Moscou à la tête d'une partie de la Grande armée (moins de 100 000 hommes sur 400 000), la ville est incendiée par le gouverneur Rostoptchine en application de la politique de la terre brûlée adoptée depuis l'entrée des troupes françaises sur le territoire russe. L'empereur Alexandre Ier refuse toute négociation et Napoléon Ier quitte Moscou le 19 octobre. La retraite des troupes françaises se transforme en déroute. À Moscou seuls les bâtiments construits en maçonnerie, Kremlin, monastères, églises et palais subsistent. Mais 10 ans plus tard, la ville est reconstruite et connaît un essor économique durant la décennie 1820-1840. En 1848 la ville compte 350 000 habitants. Le rôle économique de Moscou s'affirme à cette époque. Les manufactures se multiplient : le nombre d'ouvriers passe de 23 000 (1817) à 46 000 (1853) travaillant à 80 % dans l'industrie du textile. Moscou est au cœur d'un réseau de routes qui la relie à Saint-Pétersbourg (première route de Russie empierrée en 1830), Iaroslavl, Nijni-Novgorod, Kharkov, Kiev, Varsovie et la Sibérie via Perm et Iekaterinbourg. La première ligne de chemin de fer russe, qui relie Moscou à Saint-Pétersbourg, est inaugurée en 1851. La ville est connectée par la voie ferrée à Kharkov, important centre industriel, en 1896, à Minsk et Varsovie en 1871. Le réseau en étoile s'étend à l'ensemble de la Russie européenne puis, avec la création du Transsibérien, dessert la Sibérie. La suppression du servage en 1861, qui entraîne un exode rural vers les villes, ainsi que la présence d'un réseau ferroviaire centré sur Moscou accélèrent la croissance démographique et économique de la ville. La population double en 1882 (753 000 habitants) et dépasse le million en 1897. Vers la fin du XIXe siècle sont construites les premières entreprises métallurgiques qui utilisent le charbon et le fer venus du Donbass et de l'Oural et les transforme en produits finis. La forte croissance industrielle des années 1890 puis une crise économique au début du XXe siècle déclenche une concentration des entreprises qui emploient désormais parfois plusieurs milliers d'ouvriers,.
Au début du XXe siècle, Moscou conserve encore un caractère semi-rural. Seul le centre est construit en pierre. Dans cette partie de la ville la plupart des maisons sont récentes et construites dans un style néo-russe (ou pseudo-russe) ancien. Comportant plusieurs étages leur façade sobre fait contraste avec les constructions officielles et quelques résidences de charme. Les quartiers périphériques sont souvent constitués de maisons en bois ne comportant parfois qu'un étage unique. La croissance économique crée une bourgeoisie d'affaires prospère dont le train de vie creuse un écart de plus en plus profond avec les habitants des quartiers ouvriers décrits dans la pièce de théâtre de Maxime Gorki Les Bas-Fonds. Les conditions sont réunies pour que commence une lutte des classes. En 1905, un soviet ouvrier édifie des barricades dans les rues et tient la ville durant dix jours. La répression est sévère et l'opposition entre dans la clandestinité.
Des mouvements de grève rassemblant des dizaines de milliers d'ouvriers ont néanmoins lieu entre 1912 et 1914. Ces mouvements de grève se poursuivent en 1915 et 1916 alors que la Russie est entrée en guerre avec l'Allemagne.

### Moscou durant l'ère soviétique avant guerre (1917-1940)

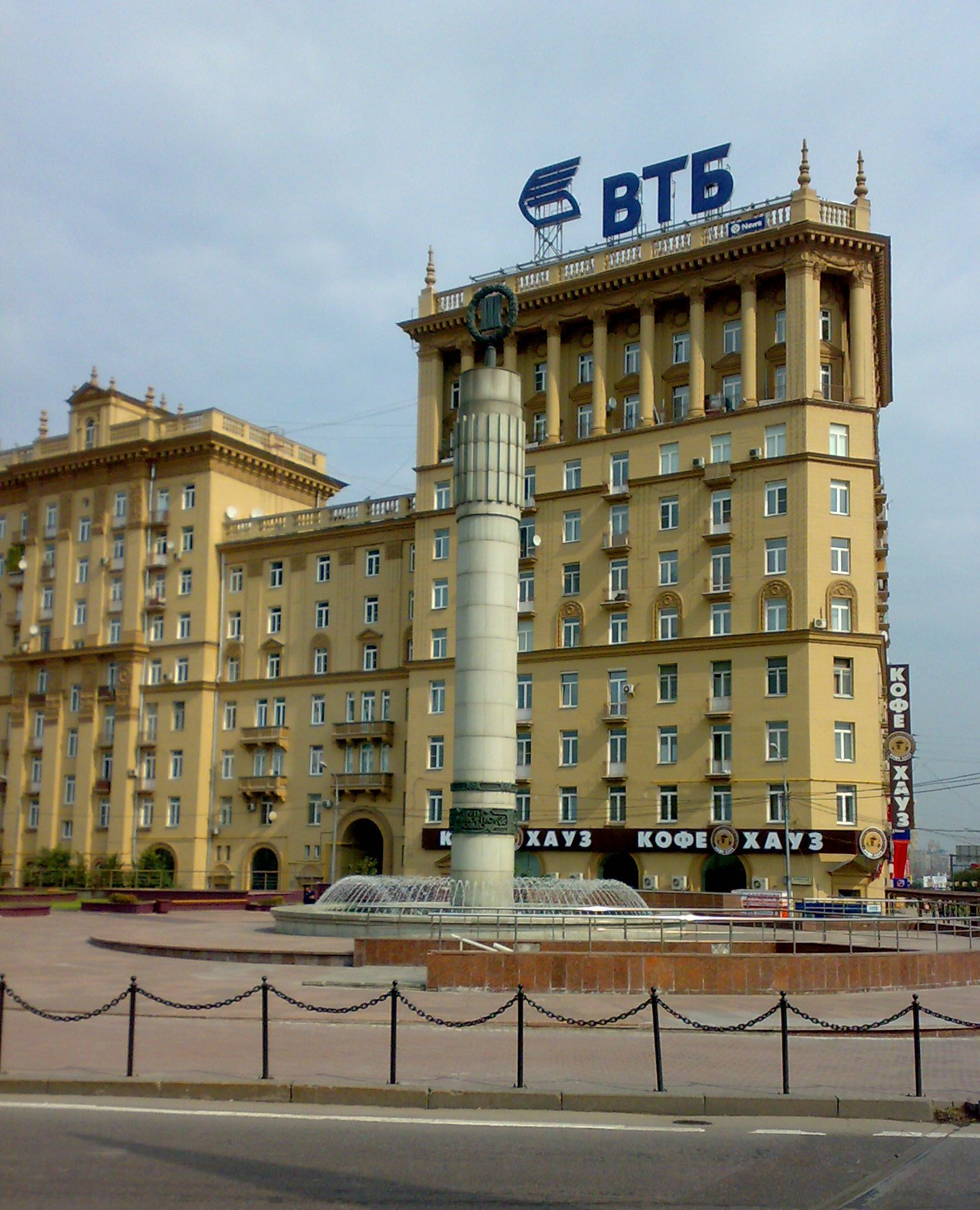
Immeuble précurseur du style stalinien sur la perspective Koutouzovski.

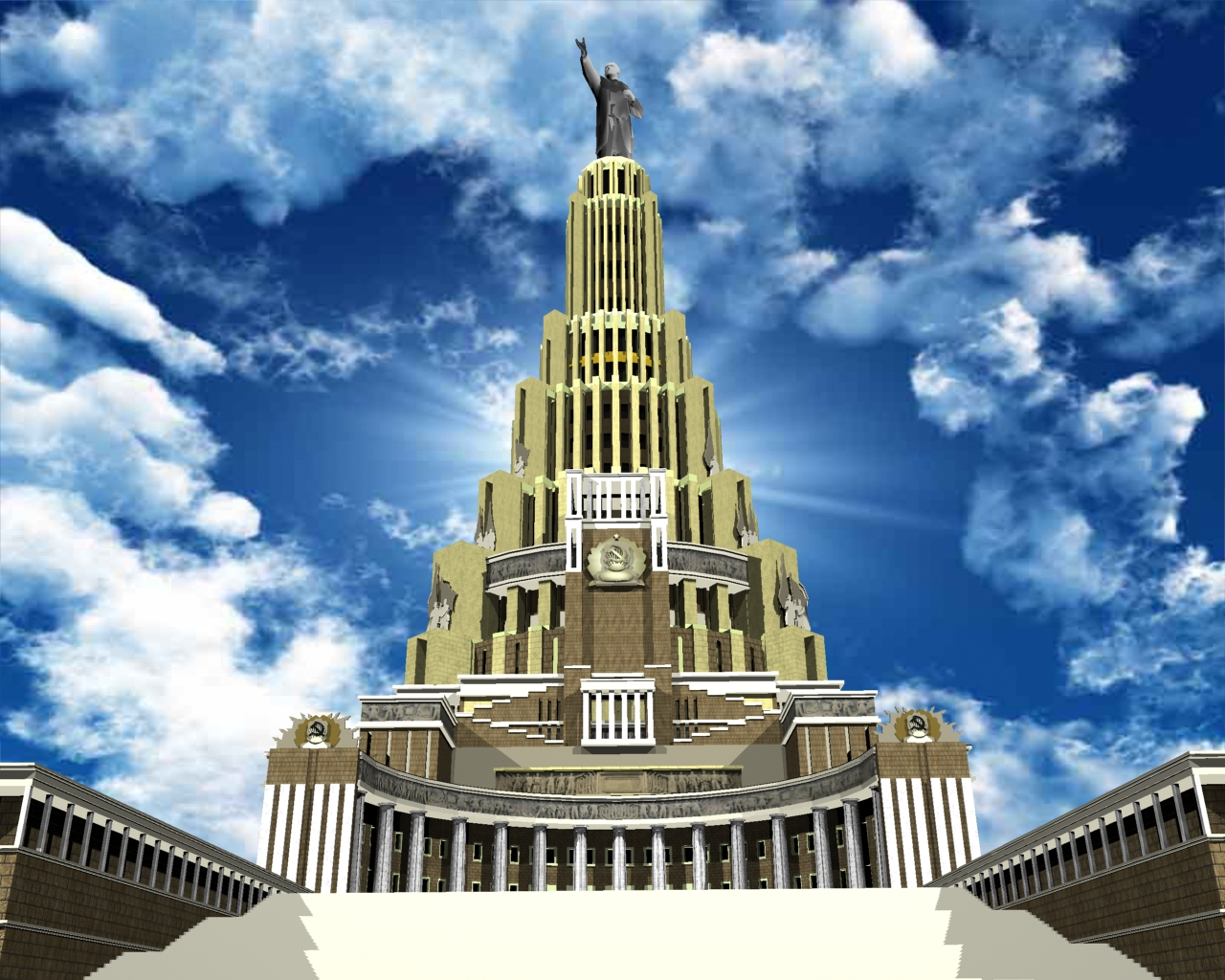
Schéma du gigantesque Palais des Soviets dont la construction sera définitivement abandonnée à la suite du déclenchement de la guerre.

Les événements qui aboutissent au renversement du régime tsariste en février 1917, puis à la prise du pouvoir par les communistes en octobre 1917 se déroulent principalement dans la capitale de l'époque Saint-Pétersbourg. Les forces bolchéviques prennent Moscou début novembre 1917 à l'issue de combats acharnés qui les opposent aux monarchistes et aux Socialistes révolutionnaires (S-R).
Les dirigeants bolchéviques, qui se sont engagés sur la voie d'une dictature en dissolvant l'assemblée constituante, qui avait été élue pour déterminer les nouveaux principes de fonctionnement de l'État, choisissent en janvier 1918 de faire de Moscou la capitale du pays dans la crainte d'un soulèvement des quartiers ouvriers de Saint-Pétersbourg contre le nouveau régime. Ce sera chose faite en mars 1918. La guerre civile qui oppose entre 1918 et 1923 les forces bolcheviks à différents mouvements d'oppositions et armées étrangères épargne Moscou. Mais la capitale perd momentanément la moitié de sa population qui se réfugie dans la campagne car le ravitaillement ne parvient plus dans les villes.
À l'issue de la guerre civile, les années 1920 sont marquées par une explosion culturelle. L'avant-garde intellectuelle promeut un art de gauche en accord avec l'utopie d'une société future idéale que le nouveau régime communiste annonce vouloir mettre en place. En architecture, la traduction de ce mouvement est le constructivisme. Les architectes soviétiques adhérents à ce mouvement mettent en avant l'abstraction, les formes élémentaires mais également un mode de vie collectif dans lequel certaines fonctions seraient pratiquées en commun : laveries, cantines. Mais cette vision n'est partagée ni par les habitants de la ville, souvent d'origine rurale et aux goûts conservateurs, ni par la nouvelle bureaucratie qui se met en place. Elle ne se traduit que par quelques réalisations comme le Centrosoyouz de Le Corbusier et le club ouvrier des frères Vesnine. Le premier plan quinquennal sonne le glas de ce mouvement moderniste dont le caractère froid, bourgeois, décadent et étranger au patrimoine russe est dénoncé en 1929 par les instances dirigeantes soviétiques. Ce début de l'ère stalinienne est caractérisé par une répression brutale qui touche toutes les professions intellectuelles et par la volonté du nouveau régime à la fois de marquer les esprits et de s'inscrire dans la continuité de l'histoire nationale. Ces principes donnent naissance à l'architecture stalinienne, un style néoclassique monumental dans lesquels les figures et les symboles du régime sont mis en évidence de manière outrancière et qui présente beaucoup de traits communs avec les choix architecturaux des régimes fascistes qui se mettent en place à la même époque en Italie et en Allemagne.
La crise du logement à Moscou atteint un pic à partir de 1934 (qui durera jusqu'en 1955) avec une surface de logement moyenne par habitant de 4 m2 du fait du quasi doublement de la population entre 1925 et 1935 (3,6 millions habitants). Pourtant durant les quinze premières années du régime la priorité est donnée à la construction de logements dans les quartiers périphériques. En 1935, un plan général de reconstruction de Moscou est adopté dont l'objectif est de faire de Moscou une capitale moderne à la hauteur de son nouveau rôle en tant que capitale du socialisme. Le plan s'attaque à la réorganisation du centre-ville resté peu modifié depuis le début de la Révolution. Il maintient le principe d'une ville dense au schéma radio-concentrique avec percement de nouvelles voies radiales et concentriques et élargissements des voies existantes. Le centre de gravité de la ville doit être le palais des Soviets, un immeuble monumental de 400 mètres de haut qui doit édifié à l'ouest du Kremlin à l'emplacement de la cathédrale du Christ-Sauveur de Moscou dynamitée en 1932. La taille de chaque îlot doit être portée à 10/15 hectares contre trois en moyenne dans le centre historique. Hauts de 6 à 7 étages les immeubles encadrent un grand square central accueillant des équipements de proximité. Les usines doivent être expulsées du centre au profit des logements. Une ceinture verte de 50 kilomètres est prévue autour de la ville. Ce plan débouchera effectivement sur l'élargissement et le percement de certaines avenues accompagnés de la destruction de plusieurs monuments et immeubles historiques. Mais la réalisation des îlots prévus ne sera mise en œuvre que 20 ans plus tard dans les quartiers sud-ouest de Moscou autour de l'université Lomonossov,.
La construction du métro de Moscou est lancée en 1931. À ses débuts, ce chantier ne bénéficie d'aucune attention architecturale particulière. Mais dès la deuxième phase des travaux qui débutent en 1935 après l'inauguration de la première ligne, le métro devient un enjeu politique et bénéficie d'un budget considérable. Le style stalinien, spectaculaire et monumental, est utilisé en particulier dans des stations comme Maïakovskaïa (1938), Elektrozavodskaïa et Partizanskaïa (1944). La politique industrielle volontariste des nouveaux dirigeants entraîne un accroissement énorme de la population qui passe entre 1917 et 1939 de 1,8 million à 4,6 millions habitants. La ville connait une crise aiguë du logement malgré la construction d'immeubles collectifs à l'extérieur de la Sadoïava.
Les années 1930 voient la mise en place d'une dictature particulièrement sanglante en Union soviétique au cours desquels la capitale joue un rôle de premier plan. C'est la période des procès de Moscou (1936-1938) qui permettent à Joseph Staline d'éliminer tous les dirigeants historiques du parti communiste. Ces parodies de justice se produisent alors qu'en toile de fond les purges staliniennes font régner la terreur dans le pays en aboutissent au cours des années 1930 à l'élimination physique au minimum de plus de 600 000 personnes et à la déportation au Goulag de plus d'un million de personnes. La Loubianka, immeuble situé au cœur de Moscou, devient un centre de tortures où le NKVD exécute sans procès ou à l'issue de procès truqués des milliers de personnes.

### La Seconde Guerre mondiale (1941-1945)
Le 22 juin 1941, les troupes allemandes envahissent l'Union soviétique dans le cadre de l'opération Barbarossa. La Wehrmacht progresse de manière foudroyante anéantissant les unes après les autres les armées soviétiques. Les troupes allemandes arrivent aux portes de Moscou fin septembre 1941 et une offensive est lancée pour prendre en tenaille les forces qui défendent la capitale. Le 2 octobre 1941 la ville est bombardée par l'aviation allemande. La ville est en partie évacuée et les civils sont appelés en renfort pour construire les lignes de défense anti-tanks et renforcer les troupes. Au cours de la bataille de Moscou qui se déroule entre octobre 1941 et janvier 1942, les forces allemandes parviennent jusqu'à 23 km du Kremlin, mais malgré leur supériorité numérique, elles sont arrêtées pour la première fois depuis leur entrée sur le territoire soviétique. L'ennemi est repoussé mais le front reste proche et la menace ne disparaît qu'en octobre 1943 lorsque la ville de Smolensk est reprise.

Moscou durant la Seconde Guerre mondiale
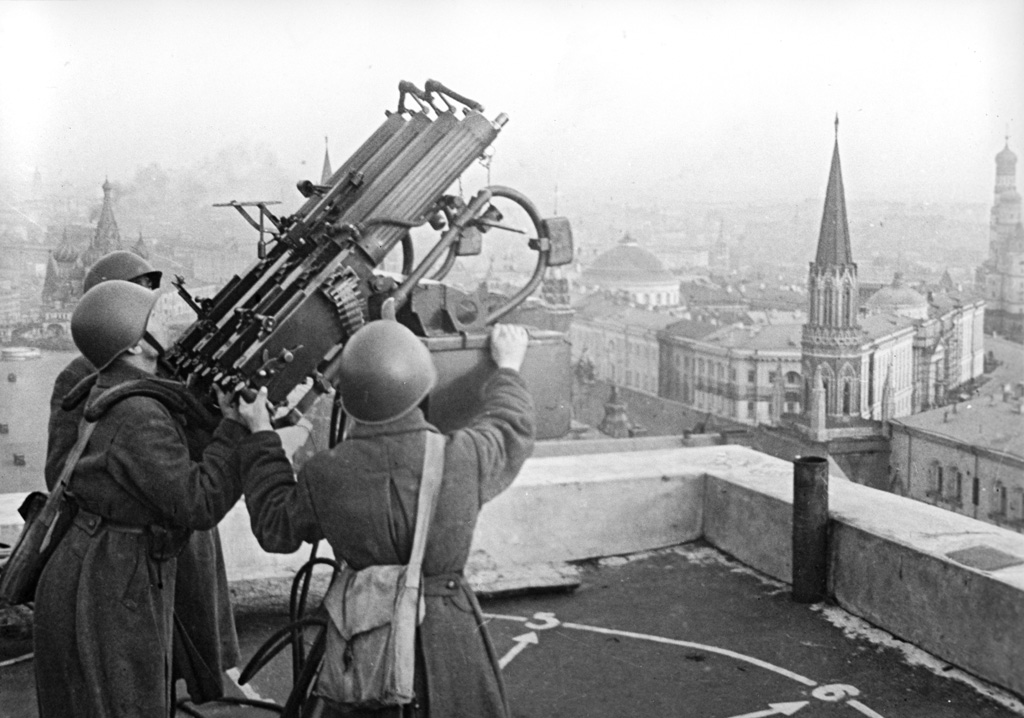
DCA sur le toit de l'hôtel de Moscou (août 1941).
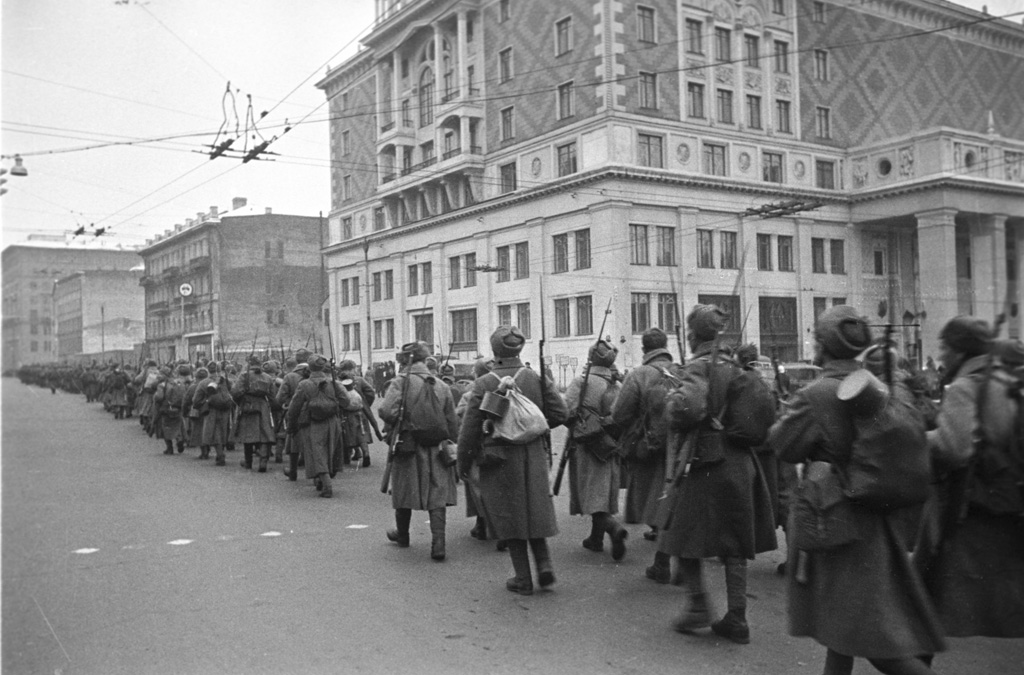
Troupes soviétiques montant au front (novembre 1941).
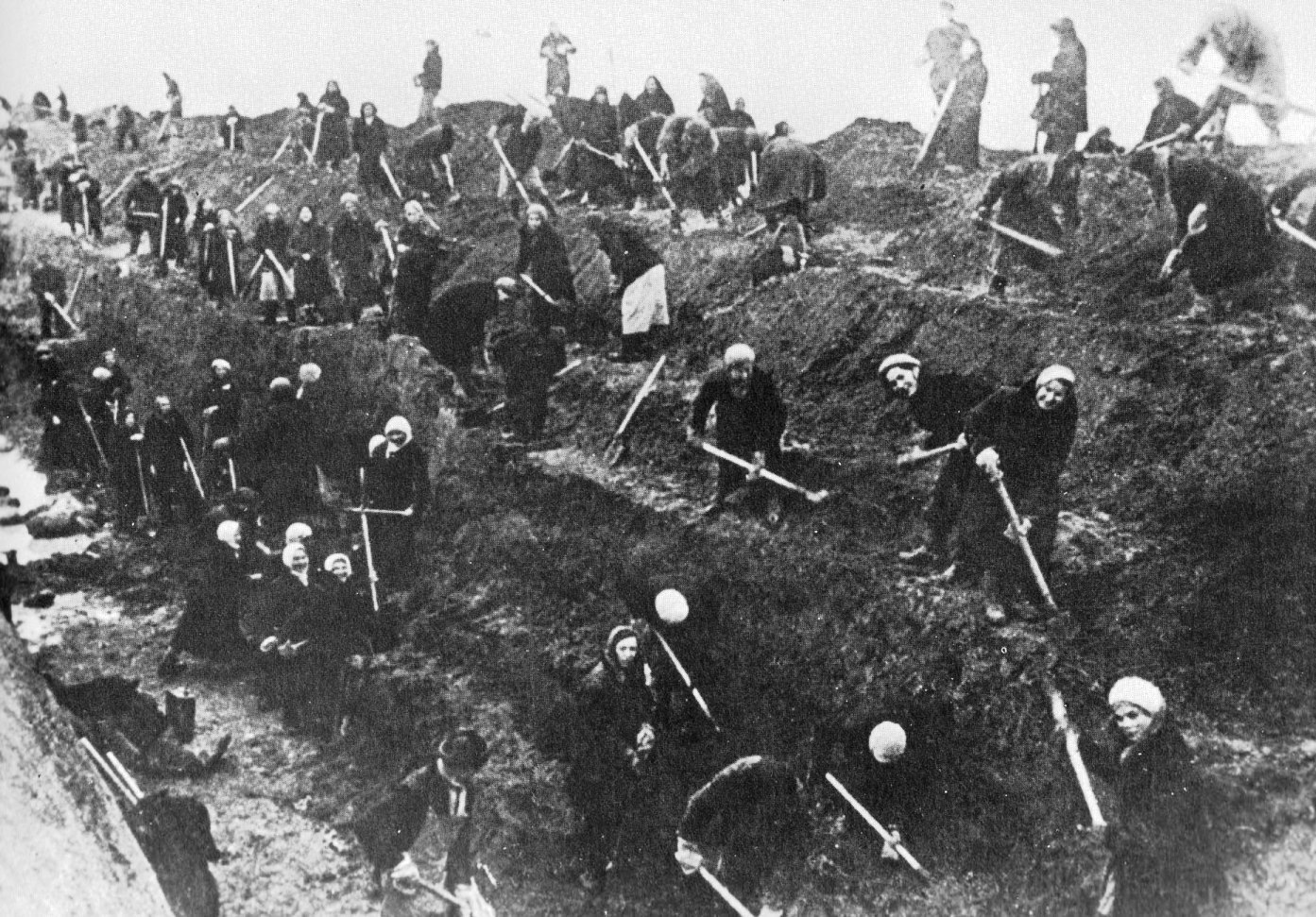
Des femmes et des vieillards édifient un fossé anti-char pour défendre la capitale (octobre-novembre 1941).

### L'après guerre (1945-1991)

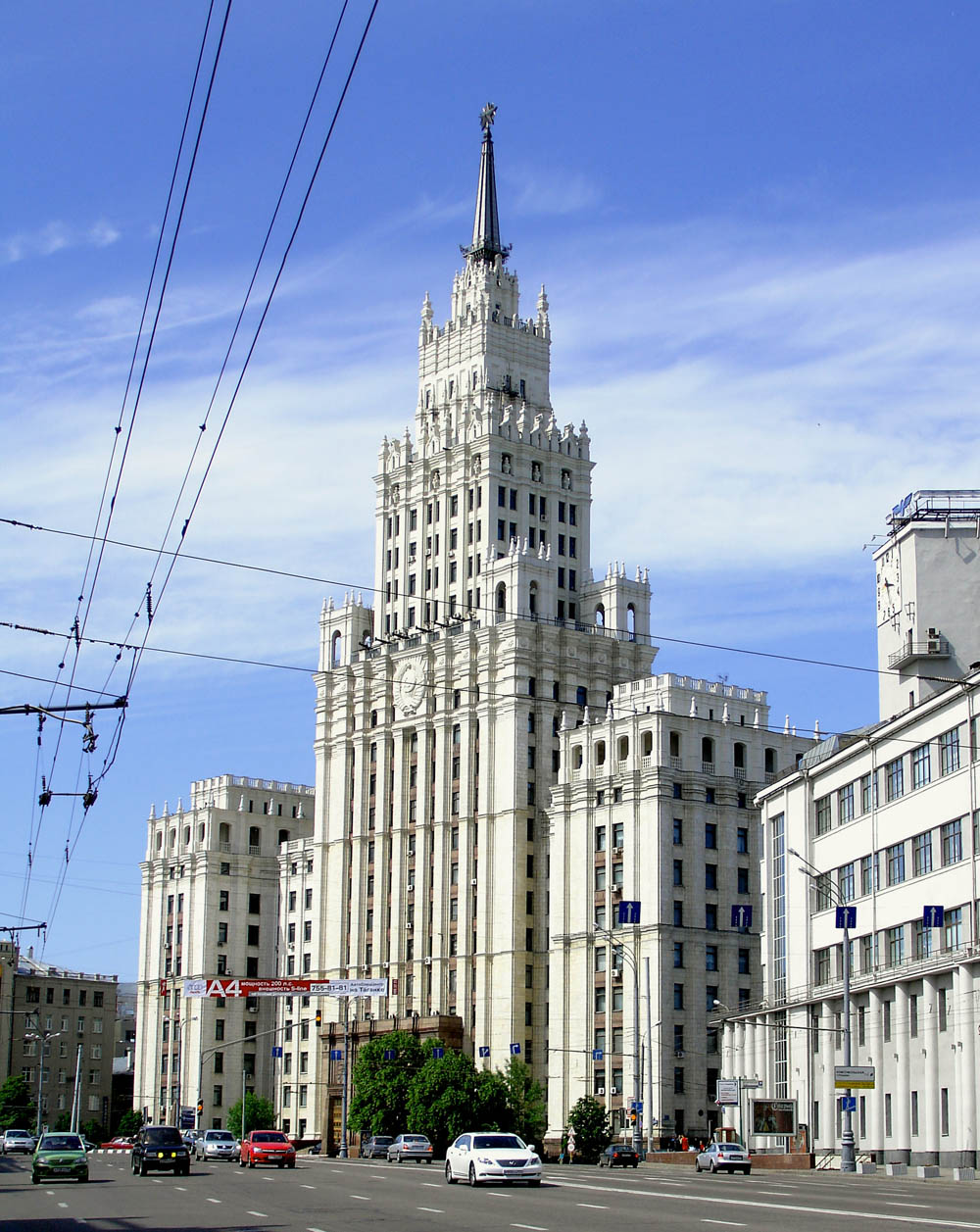
La tour du ministère soviétique de l'industrie lourde un des sept gratte-ciel staliniens édifiés après guerre.

Malgré les énormes destructions de la Seconde Guerre mondiale qui ont frappé toutes les régions occupées par les allemands et le déficit de logements criant notamment à Moscou, les projets de prestige reprennent dans la capitale immédiatement après la fin du conflit. La construction du métro de Moscou, seul chantier resté en activité durant la guerre, s'accélère. Les stations de métro construites en 1944, toujours aussi monumentales, constituent les premiers mémoriaux permanents de la Grande guerre patriotique. Les travaux sur le canal Don-Volga à grand gabarit long de 101 kilomètres qui avaient été interrompus par la Seconde Guerre mondiale sont repris en 1948. La construction est réalisée en partie par des prisonniers de guerre allemands et des prisonniers du Goulag. Le canal permet au fret fluvial du bassin de la Volga d'atteindre Moscou et alimente en eau la Moskova et la population moscovite. Sept gratte-ciel, représentants particulièrement spectaculaires de l'architecture stalinienne, sont édifiés entre 1952 et 1955. Le plus haut de ces bâtiments, le bâtiment principal de l'université d'État de Moscou, culmine à 240 mètres et reste longtemps le plus haut édifice d'Europe.

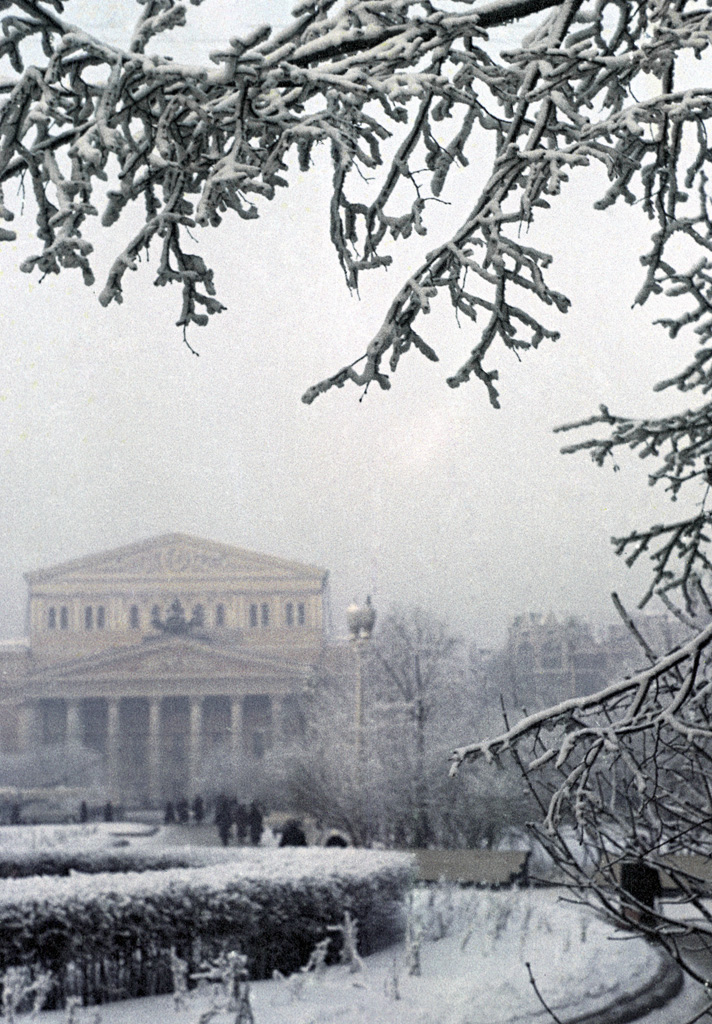
Moscou, hiver 1961
Photo Ivan Chaguine.

À la mort de Staline, la plupart des habitants de Moscou, s'entassent encore dans des appartements communautaires surpeuplés ou habitent des maisons en bois. Dans les années 1950, beaucoup de districts du Moscou contemporain sont encore occupés par des villages constituées d'isbas. Pour combler le déficit de logement et faire face à l'accroissement de la population qui passe de 4,6 à 8,4 millions d'habitants entre 1939 et 1979 des grands ensembles sont construits en masse dans les espaces restés ruraux jusque là. Ces immeubles d'un style uniforme sont baptisés ironiquement du nom du secrétaire du parti communiste au pouvoir à l'époque de leur édification (khrouchtchevkas)[réf. souhaitée]. Comprenant 4 à 5 étages pour éviter l'installation d'un ascenseur (on les baptise également « Cinq étages ») ils sont réalisés à partir de plaques de béton fabriquées en usine et assemblées sur place. Utilisant des matériaux de mauvaise qualité, exigus, souffrant de problèmes d'isolation et d'étanchéité, dépourvus de tout confort et sans cave, ils sont censés constituer un habitat provisoire en attendant l'avènement du communisme mais 50 ans plus tard, ils sont toujours occupés. En 1980, Moscou accueille les Jeux olympiques d'été de 1980. Le déroulement est marqué par le boycott d'une cinquantaine de nations (dont les États-Unis, le Canada, le Japon, la Corée du Sud et l’Allemagne de l'Ouest) à la suite de l'invasion de l'Afghanistan par l'Union Soviétique qui a débuté en 1979. Un certain nombre d'infrastructures sportives sont construites à Moscou pour accueillir les épreuves.

### Moscou contemporain (1991-)

#### Éclatement de l'Union soviétique

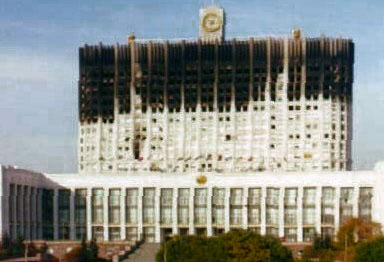
La Maison blanche après les événements d'octobre 1993.

Moscou est au cœur des événements qui accompagnent l'éclatement de l'Union soviétique et l'effondrement du régime communiste ainsi que des soubresauts qui lui succèdent. Le 19 août 1991, veille de la signature du traité qui concrétise l'autonomie acquise par les républiques constituant l'URSS, les tenants de la ligne dure du parti communiste tentent d'effectuer un coup d'état avec l'appui de quelques unités militaires. Mais, faute de soutien, le putsch échoue et accélère la déclaration d'indépendance des différents états qui constituaient jusque là l'Union soviétique. Moscou est désormais la capitale de la Russie, un pays dont la taille et la population sont nettement plus réduites. Le président de la Russie Boris Eltsine déclenche immédiatement un train de réformes économiques qui visent à insérer le pays dans le mouvement de mondialisation. Mais cette adhésion à l'économie de marché appliquée brutalement se traduit par une hyperinflation et un effondrement de l'activité économique. Par ailleurs l’exécutif devenu libéral par nécessité se heurte au corps législatif resté sur des positions beaucoup plus conservatrices. En octobre 1993 le programme du président est bloqué par l'opposition du Congrès des députés du peuple ce qui déclenche une grave crise constitutionnelle. Eltsine décide de dissoudre le Congrès mais certains de ses membres refusent de plier. Eltsine fait alors intervenir des unités militaires qui bombardent la Maison blanche, siège du Congrès. Près de 200 personnes périssent durant ces affrontements. Cette intervention vient à bout de la résistance parlementaire. Le parti communiste et les partis nationalistes qui avaient pris parti contre le président sont bannis et le nouveau parlement élu à la suite de ces événements accepte d'appuyer les réformes entreprises par Eltsine.

#### Moscou à l'épreuve de la globalisation
| Branche                        | 1970  | 1990  | 2004  |
| ------------------------------ | ----- | ----- | ----- |
| Industrie                      | 30,2  | 22,6  | 12,8  |
| Bâtiment                       | 10,3  | 11,7  | 13,5  |
| Transports                     | 8,1   | 7,2   | 6,1   |
| Communications                 | 1,4   | 1,4   | 1,6   |
| Commerce, restauration         | 9,5   | 9,4   | 22,9  |
| Services communaux             | 5,5   | 4,4   | 3,8   |
| Santé publique                 | 4,6   | 6,3   | 5,5   |
| Éducation                      | 5,2   | 6,3   | 6,5   |
| Art et culture                 | 1,4   | 1,7   | 21,9  |
| Recherche                      | 17,5  | 19,6  | 7     |
| Services financiers            | 0,5   | 1,4   | 3     |
| Administration                 | 4,2   | 4     | 3,3   |
| Nbres totaux actifs (millions) | 4,425 | 5,196 | 6,079 |

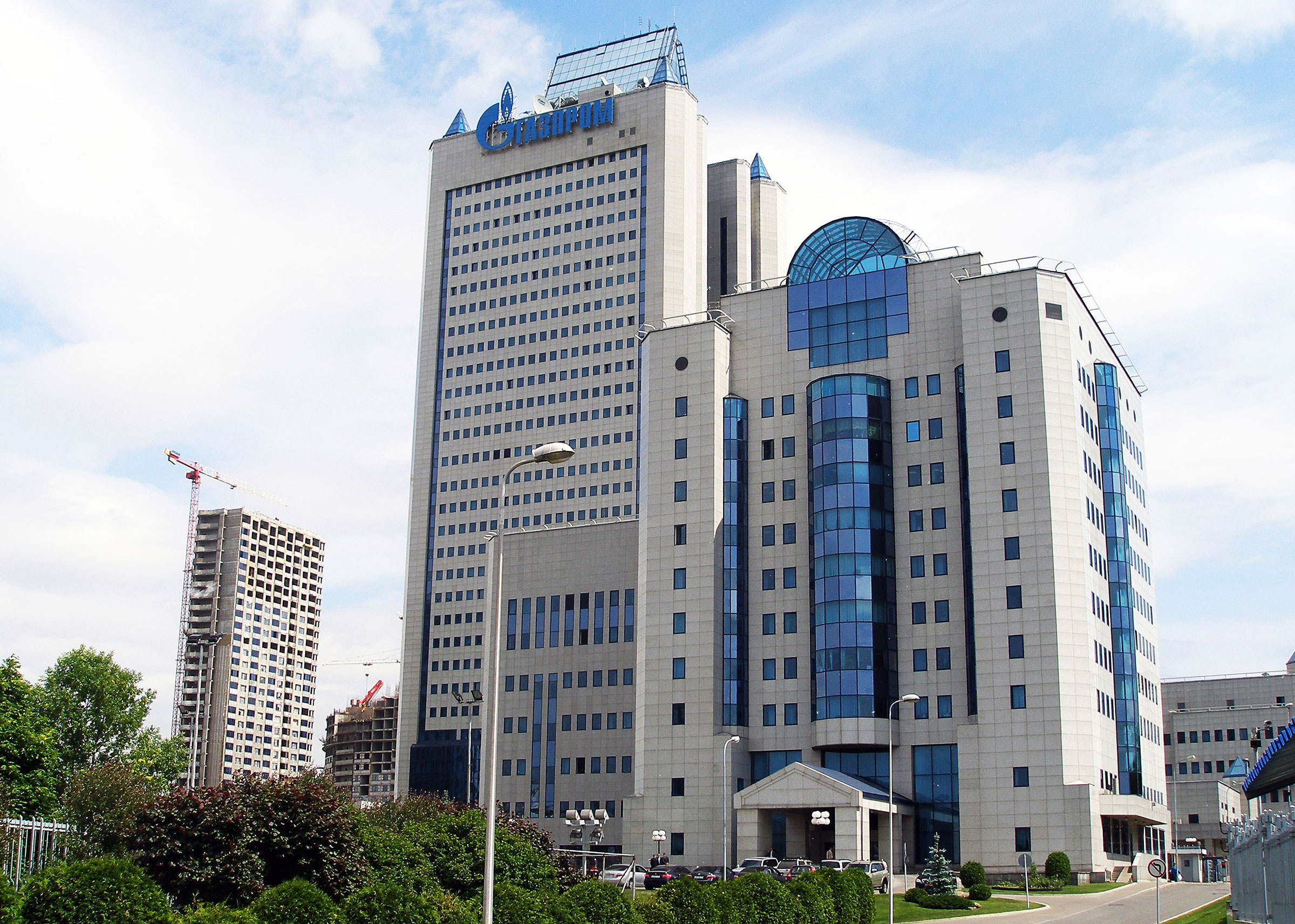
Siège de Gazprom inauguré en 1995.

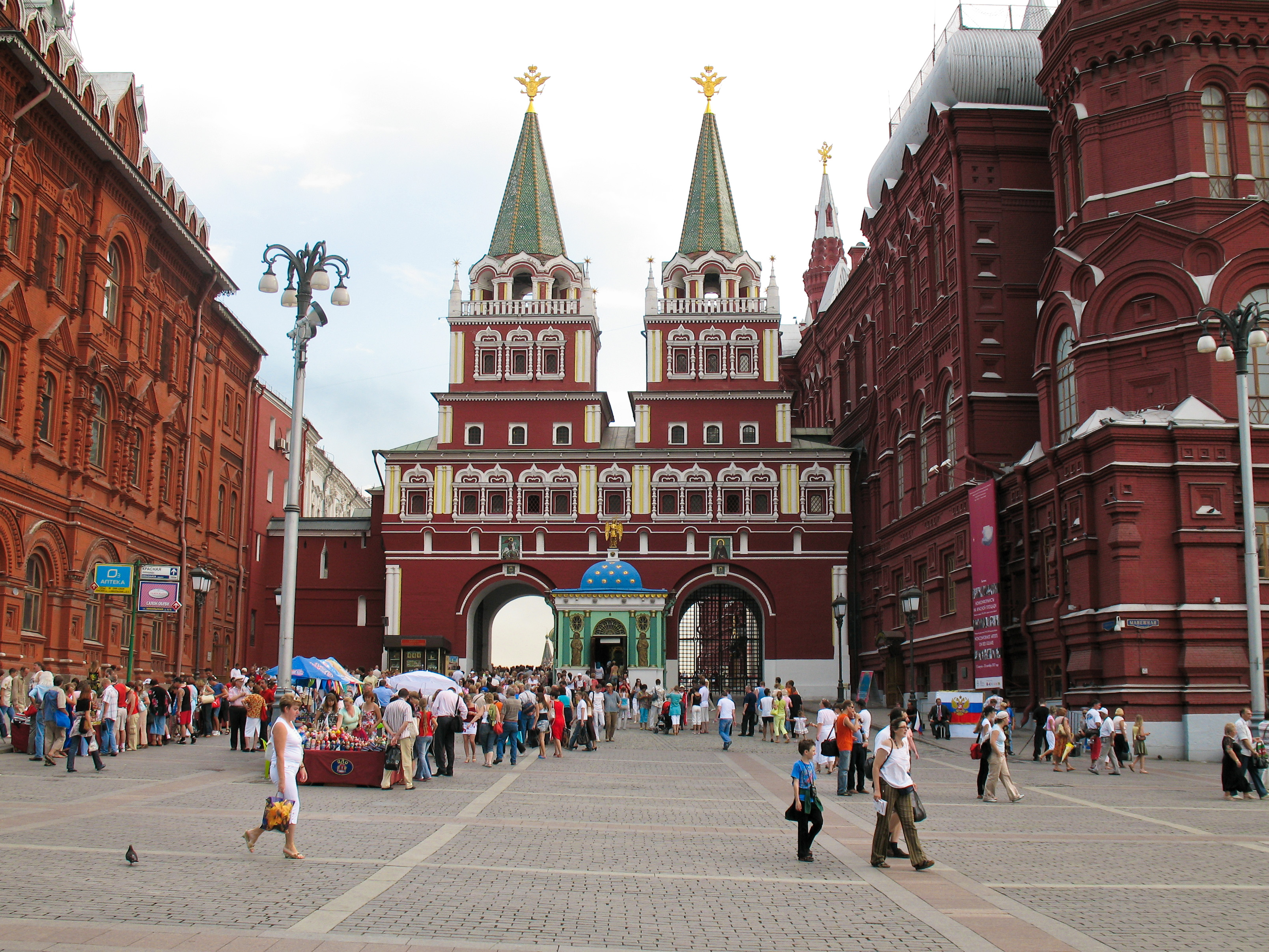
Les portes de la Résurrection donnant sur la place Rouge démolies en 1931 sont reconstruites en 1995.

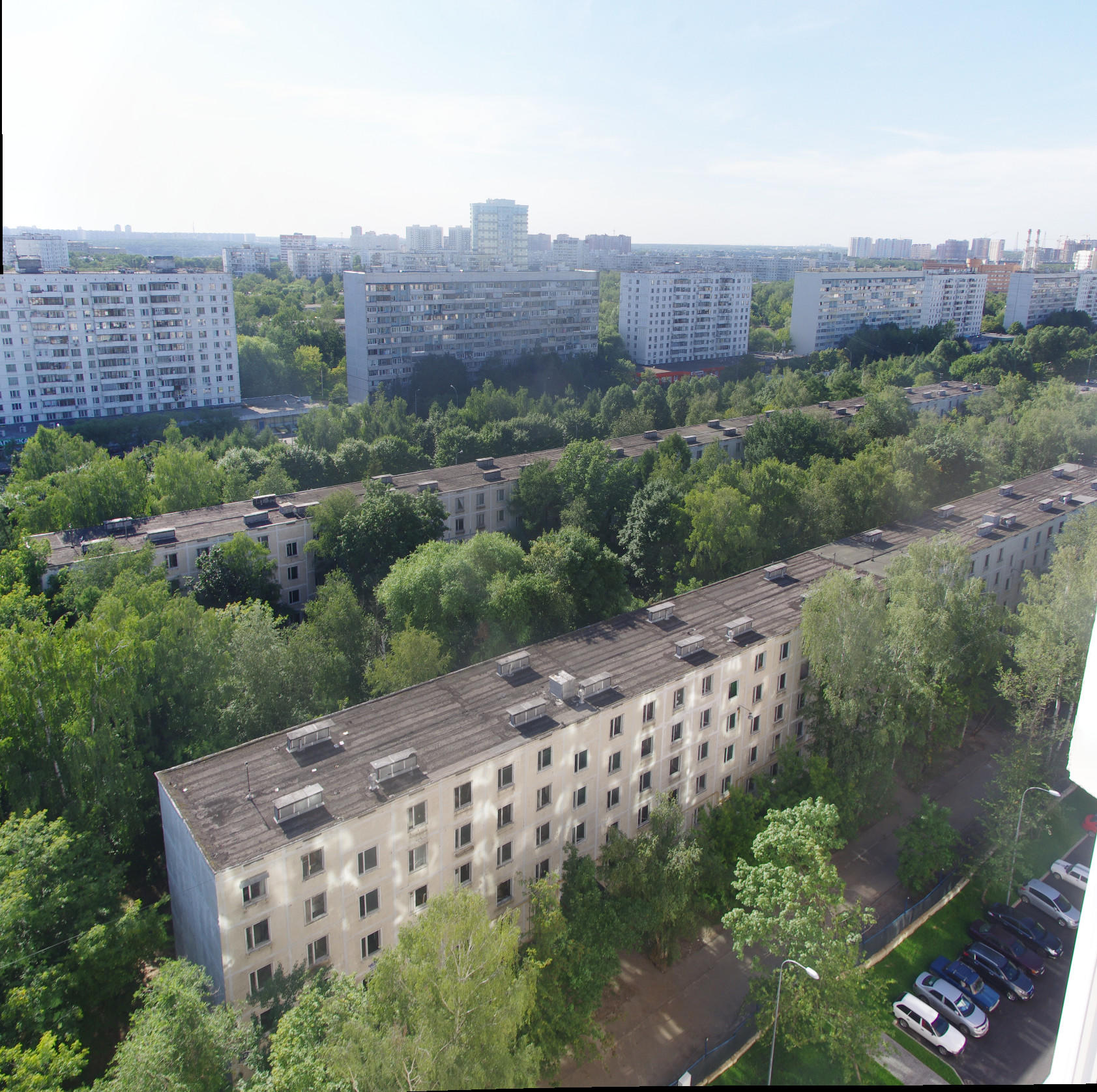
Les cinq étages de l'ère socialiste au premier plan sont remplacés par des immeubles plus hauts et plus modernes visibles en arrière plan dans les quartiers résidentiels.

Les conséquences pratiques de ces réformes sur la capitale et ses habitants durant la décennie qui suit sont énormes. Moscou perd la position sur la scène internationale que lui conférait son rôle de capitale de l'URSS, un état de dimension comparable pour la population aux États-Unis, et plus généralement du camp socialiste. Le Comecon et le pacte de Varsovie, qui avaient leur siège à Moscou, disparaissent avec l'effondrement du régime. Toutefois Moscou reste la capitale d'un état peuplé dont le caractère centralisé n'est pas remis en cause. Aussi toutes les grandes entreprises russes, qui se constituent à partir des débris des ministères de branches soviétiques, telles que Gazprom ou Lukoil, installent leur siège à Moscou. De nombreuses entreprises étrangères créent des filiales en Russie pour profiter des opportunités engendrées par le changement de régime. Elles choisissent d'implanter le siège à Moscou lieu de pouvoir et également cœur du système de communications et du réseau de transports du pays. Le phénomène de concentration des richesses s'accroit au point qu'en 2001 un tiers du chiffre d'affaires du commerce de détail en Russie est réalisé à Moscou qui ne rassemble pourtant que 8 % de la population du pays.
Le secteur du service, quasi inexistant durant l'ère soviétique, explose : les petits commerces se multiplient, les services de proximité (garages, cordonniers…) se développent. Le secteur financier, (banque et assurance) embryonnaire jusque là, accompagne l'envol du commerce et l'apparition d'un marché de l'immobilier pour les particuliers et les entreprises. Le phénomène est général en Russie mais la spécificité moscovite est le développement des services aux entreprises : services bancaires aux entreprises, bourse, sociétés de conseil. Des boutiques de luxe se multiplient et s'installent dans les anciens passages et dans les galeries du Goum. Cette grande surface de détail à l'ère soviétique est colonisée par les grandes marques internationales. Contrepoint de ces développements le secteur industriel, qui était déjà en régression dans les années 1980, se contracte violemment en passant de 1,1 million à 600 000 emplois entre 1990 et 1994 victime de plusieurs facteurs : crise économique, transition difficile vers l'économie de marché, apparition de contraintes de rentabilité, ouverture du marché à la concurrence étrangère proposant des produits de meilleure qualité.

#### La transformation de la ville
Iouri Loujkov, maire de Moscou entre 1992 et 2010, nommé initialement par Boris Eltsine, joue un rôle central dans la transformation de Moscou. Sous sa législature, la ville est profondément restructurée par les programmes immobiliers. La mairie, qui dispose des pleins pouvoirs en matière d'urbanisme, pratique une politique dirigiste tout en privilégiant la rapidité d’exécution. Dans un pays marqué de tous temps par la corruption, cette stratégie encourage les collusions entre décideurs et milieux d'affaires au bénéficie des deux parties. La municipalité est propriétaire d'une grande partie du patrimoine foncier de la ville. Dans un premier temps le maire refuse de brader celui-ci et accorde des baux de 47 ans qui procurent des rentrées importantes dans les caisses de la ville. Ces fonds peuvent être investis dans les projets moscovites. De manière délibérée, le centre de Moscou, à l'intérieur de la ceinture des Jardins, qui abritait des populations diverses, est désormais réservé aux entreprises et aux nouvelles élites sans aucune mixité sociale. Toutefois la municipalité pratique en parallèle une politique sociale qui se traduit par la reconstruction dans les quartiers résidentiels des immeubles collectifs (les « 5 étages ») de très mauvaise qualité dans lesquels logent encore la majorité de la population et qui dataient de l'ère socialiste. Ceux-ci sont remplacés par des immeubles d'un standing correct comportant beaucoup plus d'étages qui contribuent toutefois à accentuer la sévérité du paysage urbain de Moscou.
Il cherche notamment à attirer les investisseurs internationaux et fait bâtir, à partir de 1998, le quartier d'affaires Moskva-City. Il doit cependant faire face à la mauvaise image que donne alors la ville de Moscou, le taux d’homicides ayant quadruplé au cours de la première moitié des années 1990. Avec son épouse Elena Batourina, la patronne de l'entreprise de construction Inteko (laquelle devient la première femme milliardaire de Russie au cours du premier mandat de son mari), il lance des projets urbains visant à estomper la marque de l'ère soviétique et à rappeler la période tsariste. Ainsi, la cathédral du Christ-Sauveur est reconstruite entre 1995 et 2000, et une grande statue en l'honneur de Pierre le Grand est inaugurée en 1997.
Son administration fait falsifier en masse, à la fin des années 2000, les signatures de propriétaires d'appartement pour confier à des syndics dirigés par des proches la gestion des immeubles d'habitation de la ville. Cette mesure contribue à le discréditer.
D'un point de vue architectural, jusqu'à l'éclatement de l'Union soviétique, les dirigeants voulaient faire du centre de Moscou la vitrine du monde socialiste en gommant les spécificités russes. Avec le changement de régime, les objectifs s'inversent. Il s'agit désormais de montrer combien Moscou est russe (slogan repris à l'époque « Moscou au cœur de la Russie »). Le nouveau quartier d'affaires Moskva-City, ensemble constitué des gratte-ciel les plus hauts d'Europe, est une concession relativement isolée au mondialisme. De manière convergente avec le pouvoir et l'église orthodoxe, la mairie encourage les réalisations ancrées dans le passé telles que la reconstruction de la cathédrale Saint-Sauveur, des portes de la Résurrection et de l'église de Notre-Dame de Kazan. De nombreuses églises orthodoxes sont également édifiées dans le cadre du programme-200 lancé en 2010 par le patriarcat de Moscou visant à construire 200 églises orthodoxes à Moscou. Les lieux visés sont en particulier les cités dortoirs des quartiers périphériques qui, édifiées durant l'ère socialiste, en sont souvent dépourvues,. Il s'agit sans doute moins sur le fond de ramener la population vers la religion que de russifier la ville. Par ailleurs la Russie profonde est évoquée par des constructions en bois dans les parcs (chapelles, mobilier urbain, parc de jeux pour enfants). Les façades historiques sont restaurées parfois de manière un peu criarde. Ces entreprises de recréation du passé se font toutefois sans beaucoup de respect du patrimoine. Il s'agit plus souvent de pastiches, de façadisme. Mais le résultat donne au centre-ville une physionomie pimpante.
Le réseau routier, qui fait face à une explosion du parc des véhicules de particuliers, est renforcé (construction du Troisième anneau routier de Moscou) ou amélioré (MKAD). Le réseau de transports en commun est étendu mais son évolution peine à suivre la croissance démographique qui fait passer la population de la ville de 9 à 11,5 millions habitants entre 1991 et 2010. Durant cette période, la ceinture verte qui entourait Moscou est progressivement mitée par la multiplication des datchas. L'agglomération déborde de la rocade du MKAD et la population des villes satellites, qui entourent Moscou, croit. Les limites administratives de la ville sont étendues. En 1991 la ville nouvelle de Zelenograd située 37 kilomètres au nord-est du Kremlin, est rattachée à Moscou. En 2012, la ville s'accroit de 1 500 km2 et 230 000 habitants en absorbant les districts de Novomoskovski et Troïtski tous deux situés au sud-est de la ville.

#### Futurs développements
Fin 2013, la mairie de Moscou présente ses objectifs de développement pour les années à venir. Le principal besoin identifié concerne les systèmes de transport. La population intra muros est de 12 millions habitants, mais le nombre de personnes effectivement présentes au quotidien est comprise entre 15 et 20 millions lorsque sont pris en compte les migrants non enregistrés, les travailleurs habitant dans les cités périphériques et les touristes. Par ailleurs la population de Moscou continue de croitre (126 000 nouveaux arrivants officiels pour la seule année 2010). D'ici 2035, il est prévu que quatre millions de nouveaux habitants s'installent à Moscou et que le nombre de déplacements double de volume. Le trafic automobile est une préoccupation particulièrement grave car le parc automobile a doublé entre 2000 et 2012 passant de 2,6 à 4,5 millions de véhicules. Par ailleurs la séparation beaucoup plus nette que par le passé entre les zones d'emplois et les quartiers résidentiels a engendré une forte augmentation des déplacements. Pour traiter ces besoins, la mairie a prévu d'investir 329 milliards de roubles dans les transports en commun et l'infrastructure routière. En 2013, 60 % des déplacements dans les transports en commun sont assurés par le métro de Moscou dont le trafic devrait augmenter de trois millions de passagers par jour. Aussi la mairie prévoit d'accélérer le rythme d'extension de ce réseau en construisant 73 stations d'ici à 2020. La mairie prévoit également d'améliorer les services sociaux par des mesures directes ou indirectes : accès gratuits aux services de santé, assistance aux personnes à faible revenu, âgées ou souffrant de handicaps physiques.
Il reste, en 2017, 8 000 immeubles à cinq étages datant de l'époque socialiste et logeant 1,6 million de Moscovites. La mairie annonce à cette date que ces immeubles vont être démolis et ses habitants relogés dans des immeubles plus confortables. Toutefois les propriétaires des lieux s'inquiètent d'un projet dont le coût (environ 60 milliards d'euros) représente deux années du budget de la mairie et dont l'objectif réel est sans doute la récupération des terrains situés près du centre de Moscou.

#### La menace terroriste
Moscou n'est pas à l'abri des événements qui secouent la nation et le monde. La ville est secouée au tournant des années 2000 par une vague d'attentats. En septembre 2000, deux immeubles d'habitations sont détruits entraînant la mort de plus de 200 personnes. La ville subit sporadiquement au cours des années suivantes d'autres actes de violence dont la prise d'otages dans un théâtre faisant environ 170 victimes en 2002, des attentats dans le métro en 2004 et 2010, un attentat-suicide en 2011 à l'aéroport Domodedovo, et un attentat dans la salle de concert du Crocus City Hall en 2024, qui a fait 143 morts.

## Étymologie
Moscou, « Москва », le nom de la ville, vient de la Moskova, la rivière qui la traverse. De nombreuses étymologies ont été proposées, mais le nom est probablement d'origine slave ou balte, et signifierait « humide » ou « détrempé par la neige ». Pierre Lorrain note que les règles de formation des toponymes étant différentes en français et en russe, Moscou est masculin en français, mais féminin en russe. Cette différence de genre grammatical confère à la ville un côté viril - et l'associe à des personnages terribles (comme Ivan le Terrible ou Staline) pour le francophone et féminin et maternel (Матушка Москва, « Maman Moscou »), pour le russophone.

## Politique et administration

### Tendances politiques
| Scrutin               | 1er tour | 1er tour | 1er tour | 1er tour | 1er tour   | 1er tour | 1er tour | 1er tour | 1er tour | 1er tour | 1er tour | 1er tour | 2d tour                  | 2d tour                  | 2d tour                  | 2d tour                  | 2d tour                  | 2d tour                  | 2d tour                  | 2d tour                  | 2d tour                  | 2d tour                  |
| Scrutin               | 1er | 1er      | %        | 2e       | 2e         | %        | 3e       | 3e       | %        | 4e       | 4e       | %        | 1er                      | 1er                      | %                        | 2e                       | 2e                       | %                        | 3e                       | %                        | 4e                       | %                        |
| --------------------- | --- | -------- | -------- | -------- | ---------- | -------- | -------- | -------- | -------- | -------- | -------- | -------- | ------------------------ | ------------------------ | ------------------------ | ------------------------ | ------------------------ | ------------------------ | ------------------------ | ------------------------ | ------------------------ | ------------------------ |
| Présidentielle 2012   | | ER       | 46.95    |          | SE         | 20.45    |          | LDPR     | 19.18    |          | KPRF     | 6.30     | Victoire au premier tour | Victoire au premier tour | Victoire au premier tour | Victoire au premier tour | Victoire au premier tour | Victoire au premier tour | Victoire au premier tour | Victoire au premier tour | Victoire au premier tour | Victoire au premier tour |
| Maïorale 2013         | | SE       | 51,37    |          | RPR–PARNAS | 27,24    |          | KPRF     | 10.19    |          | Iabloko  | 3.51     | Victoire au premier tour | Victoire au premier tour | Victoire au premier tour | Victoire au premier tour | Victoire au premier tour | Victoire au premier tour | Victoire au premier tour | Victoire au premier tour | Victoire au premier tour | Victoire au premier tour |
| Douma municipale 2014 | | ER       | 54.18    |          | KPRF       | 18.65    |          | LDPR     | 6.64     |          | Rodina   | 5.48     | Tour unique              | Tour unique              | Tour unique              | Tour unique              | Tour unique              | Tour unique              | Tour unique              | Tour unique              | Tour unique              | Tour unique              |
| Présidentielle 2018   | | ER       | 70.87    |          | KPRF       | 12.48    |          | LDPR     | 4.69     |          | GRANI    | 4.08     | Victoire au premier tour | Victoire au premier tour | Victoire au premier tour | Victoire au premier tour | Victoire au premier tour | Victoire au premier tour | Victoire au premier tour | Victoire au premier tour | Victoire au premier tour | Victoire au premier tour |
| Maïorale 2018         | | SE       | 70,17    |          | KPRF       | 11,38    |          | SRZP     | 7,01     |          | LDPR     | 6,72     | Victoire au premier tour | Victoire au premier tour | Victoire au premier tour | Victoire au premier tour | Victoire au premier tour | Victoire au premier tour | Victoire au premier tour | Victoire au premier tour | Victoire au premier tour | Victoire au premier tour |
| Douma municipale 2019 | | KPRF     | 31,40    |          | ER         | 31,15    |          | SRZP     | 12.85    |          | LDPR     | 9,02     | Tour unique              | Tour unique              | Tour unique              | Tour unique              | Tour unique              | Tour unique              | Tour unique              | Tour unique              | Tour unique              | Tour unique              |
| Législative 2021      | | ER       | 36,97    |          | KPRF       | 22,67    |          | SRZP     | 7,34     |          | LDPR     | 7,08     | Tour unique              | Tour unique              | Tour unique              | Tour unique              | Tour unique              | Tour unique              | Tour unique              | Tour unique              | Tour unique              | Tour unique              |
| Maïorale 2023         | | ER       | 76,39    |          | KPRF       | 8,11     |          | LDPR     | 5,61     |          | NL       | 5,34     | Victoire au premier tour | Victoire au premier tour | Victoire au premier tour | Victoire au premier tour | Victoire au premier tour | Victoire au premier tour | Victoire au premier tour | Victoire au premier tour | Victoire au premier tour | Victoire au premier tour |
|                       | Notes : les législatives et municipales sont des scrutins à scrutin mixe. Seulement le résultat à la proportionnelle est affichée, et non le nombre de sièges qui peut considérablement différer. |          |          |          |            |          |          |          |          |          |          |          |                          |                          |                          |                          |                          |                          |                          |                          |                          |                          |

### Découpage administratif et autorités

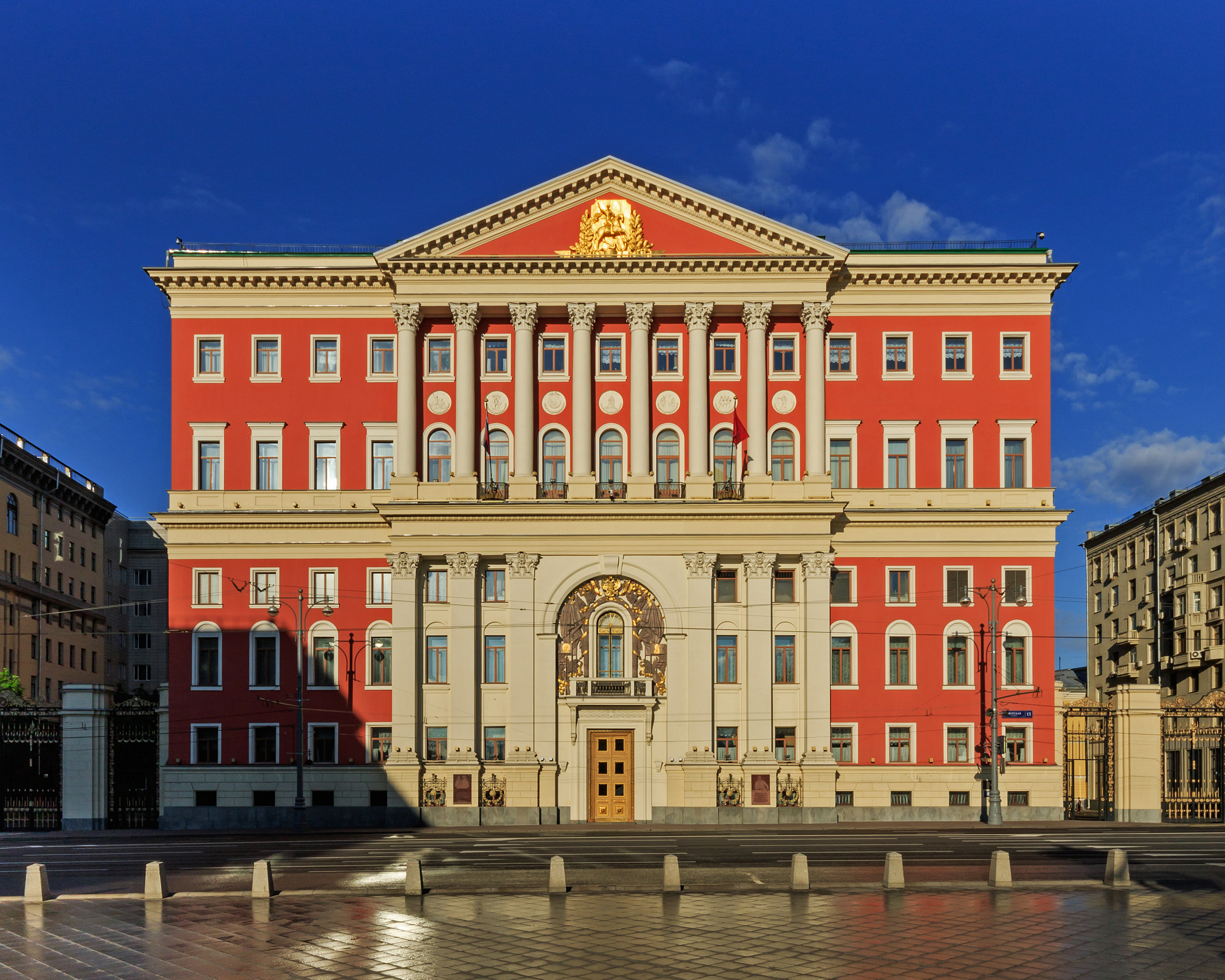
Hôtel de ville de Moscou rue Tverskaïa.

Carte des districts de Moscou.

Moscou est une des trois villes d'importance fédérale de Russie. Elle constitue un des 85 sujets de la fédération de Russie disposant en propre d'un parlement et d'un exécutif élus ainsi que d'une cour constitutionnelle. Elle fait partie du district fédéral central qui comprend également 17 oblasts formant le cœur de la Russie historique et abritant 39 millions habitants.
Le pouvoir législatif, qui élabore les lois et contrôle l'action du pouvoir exécutif, est exercé par une assemblée, la Douma de Moscou, qui comprend 45 membres élus pour une durée de cinq ans. Depuis la création de la fédération de Russie, le mode d'élection à Moscou a oscillé entre scrutin uninominal et plurinominal. Ce dernier est en vigueur depuis 2014. La Douma élue en 2014 est composée de 28 députés du parti au pouvoir Russie unie, cinq députés du Parti communiste, un député du Rodina (ultra-nationaliste), un député du Parti libéral-démocrate de Russie (ultra-nationaliste libéral) et de dix députés de la liste « Mon Moscou ».
Le maire de Moscou est le responsable de l’exécutif de la ville. Il joue le rôle du gouverneur ou du président dans les autres types de sujet. Il est à la tête du gouvernement de Moscou constitué par des maires adjoints et des responsables de département qui sont tous choisis par lui. Le maire de Moscou est élu pour une période de cinq ans par les habitants de la ville. En 2004, la législation avait été modifiée à la demande de Vladimir Poutine pour que les responsables des sujets (dont le maire de Moscou) soient choisis par le chef de l'État mais à la suite de manifestations, Poutine avait renoncé à ce mode de désignation en 2013. Depuis 2010, le maire de Moscou est Sergueï Sobianine. Celui-ci après avoir été choisi par Dmitri Medvedev, a été réélu en 2014, en 2019 et en 2023 avec de larges majorités.
La ville de Moscou est divisée en 12 districts administratifs, 125 districts municipaux (raïons), et en 21 localités. Les superficies des districts administratifs sont inégales : le plus grand est en effet 30 plus grand que le plus petit.
| Numéro | District      | Désignation russe | Nbre districts municipaux | Superficie km2 | % de la superficie | Habitants (Chiffres de 2017) | Densité |
| ------ | ------------- | ----------------- | ------------------------- | -------------- | ------------------ | ---------------------------- | ------- |
| 1      | Central       | Центральный       | 10                        | 66,176         | 2,6                | 769 630                      | 11 630  |
| 2      | Nord          | Северный          | 16                        | 113,726        | 4,0                | 1 160 576                    | 10 205  |
| 3      | Nord-est      | Северо-Восточный  | 17                        | 101,883        | 4,0                | 1 415 283                    | 13 891  |
| 4      | Est           | Восточный         | 16                        | 154,836        | 6,1                | 1 507 198                    | 9 734   |
| 5      | Sud-est       | Юго-Восточный     | 12                        | 117,56         | 4,8                | 1 385 385                    | 11 784  |
| 6      | Sud           | Южный             | 16                        | 131,773        | 5,1                | 1 776 789                    | 13 483  |
| 7      | Sud-ouest     | Юго-Западный      | 12                        | 111,362        | 4,4                | 1 427 284                    | 9 326   |
| 8      | Ouest         | Западный          | 13                        | 153,034        | 7,6                | 1 368 731                    | 8 943   |
| 9      | Nord-ouest    | Северо-Западный   | 8                         | 93,281         | 3,6                | 990 696                      | 10 621  |
| 10     | Zelenograd    | Зеленоградский    | 5                         | 37,22          | 1,4                | 239 861                      | 6 444   |
| 11     | Novomoskovski | Новомосковский    | 11                        | 360            | 14,0               | 216 709                      | 602     |
| 12     | Troïtski      | Троицкий          | 10                        | 1 060          | 42,4               | 122 522                      | 116     |
| Total  | Total         | Total             | 125                       | 2 542          |                    | 12 380 664                   | 4 869   |

## Population et société

### Démographie
Selon le recensement de 2010, la population de la ville était de 11 514 330 personnes. Cependant, ce chiffre ne tient compte que des résidents légaux et non pas des immigrés illégaux vivant dans la ville. Les principaux viennent du Caucase (Azerbaïdjan, Arménie, Géorgie), de l'Asie centrale (Kazakhstan, Ouzbékistan, Tadjikistan), ainsi que d'Ukraine et de Moldavie. On constate également une augmentation des flux de pays qui n'ont pas appartenu à l'ex-URSS comme de Chine, du Vietnam ou de Corée. En 2022, le taux de croissance annuel moyen de la population de l'agglomération de Moscou est de 0,9 % par an.
Par ailleurs, la population de l'agglomération de Moscou, c'est-à-dire Moscou et son oblast, s'élevait à environ 21,0 millions de personnes en 2022.
La composition sociale de la population de Moscou selon le recensement de 1989 était constituée à 99,6 % d'ouvriers et d'employés.
| 1710    | 1725    | 1738    | 1775    | 1785    | 1811    | 1813    | 1825    | 1840    | 1856    |
| ------- | ------- | ------- | ------- | ------- | ------- | ------- | ------- | ------- | ------- |
| 160 000 | 145 000 | 138 400 | 161 000 | 188 700 | 270 200 | 215 000 | 241 500 | 349 100 | 368 800 |

| 1868    | 1871    | 1888    | 1897      | 1912      | 1920      | 1926*     | 1939*     | 1959*     | 1970*     |
| ------- | ------- | ------- | --------- | --------- | --------- | --------- | --------- | --------- | --------- |
| 416 400 | 601 969 | 753 459 | 1 038 600 | 1 617 157 | 1 027 300 | 2 101 200 | 4 609 200 | 6 133 100 | 7 194 300 |

| 1979*     | 1989*     | 2002*      | 2010*      | 2014       | 2015       | 2016       | 2017       | 2021*      | 2023       |
| --------- | --------- | ---------- | ---------- | ---------- | ---------- | ---------- | ---------- | ---------- | ---------- |
| 8 142 200 | 8 972 300 | 10 383 000 | 11 503 501 | 12 108 257 | 12 197 596 | 12 330 126 | 12 380 664 | 12 655 050 | 13 104 177 |

### Natalité, âge, sexe
La ville de Moscou est une des rares villes de la fédération de Russie à connaître une croissance démographique positive, la natalité en 2014 était de 11,4 pour mille, et la mortalité de 9,7 pour mille. L'écart entre les décès et les naissances a été négatif à Moscou entre 1987 et 2010. La natalité est également en hausse rapide et constante : on enregistre 94 271 naissances en 2006 contre environ 70 000 au début des années 2000. Dès 2010, on enregistre plus de 123 142 naissances, grâce, entre autres, à la politique nataliste lancée par le gouvernement. La mortalité a également considérablement baissé et l'espérance de vie est de six ans plus élevée que la moyenne nationale, elle était de 72,96 ans pour les hommes et de 80,36 ans pour les femmes, en 2015, pour une moyenne de 76,77 ans alors que la moyenne nationale au cours de la même année était de 71,39 ans.
Le taux de natalité à Moscou en 2022 était de 9,8 personnes pour 1 000 habitants, et le taux de mortalité à Moscou en 2022 était de 10,1 personnes pour 1 000 habitants.

### Statistiques
| Année | 0-14 ans | 15-64 ans | + 65 ans |
| ----- | -------- | --------- | -------- |
| 2010  | 12,0     | 74,0      | 14,0     |
| 2015  | 13,3     | 71,3      | 15,4     |
| 2016  | 13,7     | 70,6      | 15,7     |

| Total | Hommes | Femmes |
| ----- | ------ | ------ |
| 39,7  | 37,3   | 42,1   |

### Religions

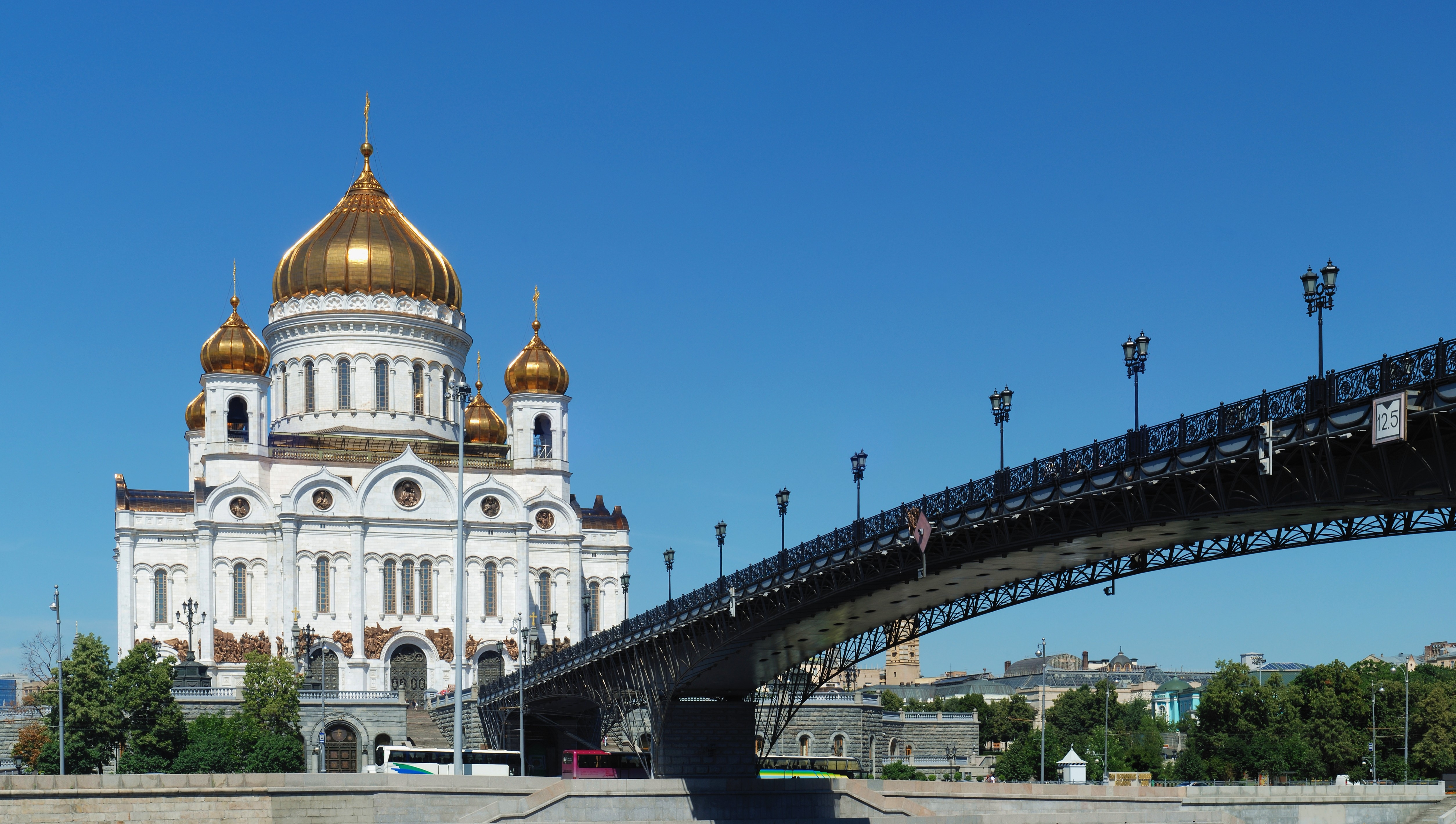
La cathédrale du Christ-Sauveur, détruite en 1931 et reconstruite en 2000, témoigne du poids de l'Église orthodoxe dans la Russie contemporaine.

Cinquante religions sont officiellement enregistrées dans la ville mais la population est majoritairement orthodoxe. Les orthodoxes moscovites représentent 500 organisations, plus de 700 édifices religieux (dont 645 en fonction), quatre monastères masculins et cinq monastères féminins. La ville compte aussi une communauté de Vieux Croyants ayant à disposition une douzaine d'églises.
La communauté juive de Moscou, composée par environ 80 000 personnes, a beaucoup perdu en nombre avec la vague d'émigration vers Israël dans les années 1990 et dispose dans le centre d'une synagogue chorale. La ville comporte également une communauté musulmane constituant environ 6 % de la population totale (selon un sondage téléphonique réalisé en 2020), essentiellement des immigrants originaires de l'ex-URSS. Bien que plus de 80 % d'entre eux n'aient pas la nationalité russe, Moscou compte quatre mosquées et une vingtaine d'organisations. Il existe plusieurs communautés protestantes (notamment les baptistes) avec une quarantaine de lieux de prières. L'Église catholique comporte trois paroisses, dont l'église Saint-Louis-des-Français, construite au début du XIXe siècle.
Comme partout ailleurs en Russie l'appartenance et la pratique religieuse ont énormément augmenté durant la dernière décennie et les chantiers (plus d'une quarantaine à ce jour) de construction d'églises à Moscou sont devenus fréquents, en particulier dans les périphéries, l'exemple le plus marquant étant la reconstruction de la cathédrale du Christ-Sauveur pendant les années 1990.

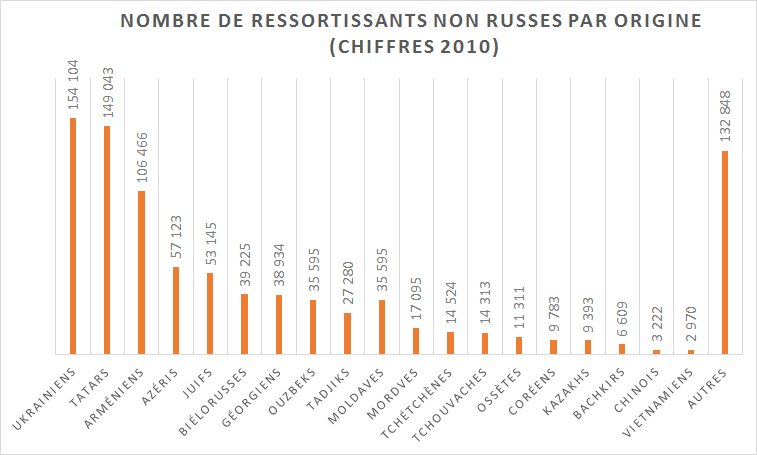
Ressortissants non russes de Moscou selon le recensement de 2010.

L'immigration reste un sujet sensible comme partout ailleurs en Russie. L'ancien maire de Moscou, Iouri Loujkov, ayant annoncé pendant son mandat qu'il réduirait le nombre de permis de travail de 800 000 à 500 000. Les expulsions de clandestins devraient par ailleurs se poursuivre. Ce climat agité autour de l'immigration se démontre également par les assassinats et les agressions à caractère raciste toujours plus courants dans la capitale. Moscou comporte également un système de passeport interne qui interdit aux non-résidents de rester dans la capitale plus de 90 jours sans enregistrement auprès des autorités. L'augmentation de la xénophobie dans toutes les couches de la société est avérée par de multiples enquêtes et sondages, ainsi que l'orientation politique vers l'extrême droite d'un nombre croissant de résidents.

### Ethnies
| Nationalité                                                               | Recensement 2010 | Recensement 2010                                  | Recensement 2021 | Recensement 2021                                  |
| Nationalité                                                               | Individus        | % de ceux qui ont indiqué leur affiliation / tous | Individus        | % de ceux qui ont indiqué leur affiliation / tous |
| ------------------------------------------------------------------------- | ---------------- | ------------------------------------------------- | ---------------- | ------------------------------------------------- |
| Russes                                                                    | 9 930 410        | 91,65% / 86,32%                                   | 9 074 375        | 90,21 % / 69,75 %                                 |
| Ukrainiens                                                                | 154 104          | 1,42% / 1,24%                                     | 58 788           | 0,58% / 0,45%                                     |
| Tatars                                                                    | 149 043          | 1,38% / 1,30%                                     | 84 373           | 0,84% / 0,65%                                     |
| Arméniens                                                                 | 106 466          | 0,98% / 0,93%                                     | 68 018           | 0,68% / 0,52%                                     |
| Azéris                                                                    | 57 123           | 0,53% / 0,50%                                     | 37 259           | 0,37% / 0,29%                                     |
| Juifs                                                                     | 53 145           | 0,49% / 0,46%                                     | 28 014           | 0,28 % / 0,22 %                                   |
| Biélorusses                                                               | 39 225           | 0,36% / 0,34%                                     | 17 632           | 0,18 % / 0,14 %                                   |
| Géorgiens                                                                 | 38 934           | 0,36% / 0,34%                                     | 26 222           | 0,26% / 0,20%                                     |
| Ouzbeks                                                                   | 35 595           | 0,33% / 0,31%                                     | 29 526           | 0,29% / 0,23%                                     |
| Tadjiks                                                                   | 27 280           | 0,25% / 0,24%                                     | 22 783           | 0,23 % / 0,18 %                                   |
| Moldaves                                                                  | 21 699           | 0,20% / 0,19%                                     | 8122             | 0,08 % / 0,06 %                                   |
| Kirghizes                                                                 | 18 736           | 0,17% / 0,16%                                     | 16 858           | 0,17% / 0,13%                                     |
| Mordves                                                                   | 17 095           | 0,16% / 0,15%                                     | 6992             | 0,07% / 0,05%                                     |
| Tchétchènes                                                               | 14 524           | 0,13% / 0,13%                                     | 11 491           | 0,11% / 0,09%                                     |
| Tchouvaches                                                               | 14 313           | 0,13% / 0,12%                                     | 8278             | 0,08 % / 0,06 %                                   |
| Ossètes                                                                   | 11 311           | 0,10% / 0,10%                                     | 6797             | 0,07% / 0,05%                                     |
| autre                                                                     | 146 089          | 1,35% / 1,27%                                     | 553 863          | 5,51% / 4,25%                                     |
| Total indiqué                                                             | 10 835 092       | 100,0% / 94,2%                                    | 10 059 391       | 100,0 % / 77,3 %                                  |
| N'a pas indiqué, a refusé ou a eu du mal à indiquer (y compris les métis) | 668 409          | - / 5,81%                                         | 2 950 721        | — / 22,7%                                         |
| Total                                                                     | 11 503 501       | — / 100,0%                                        | 13 010 112       | — / 100,0 %                                       |

## Économie

### Généralités
Le secteur des services et de la distribution, stimulé par l'existence d'une importante classe moyenne et supérieure est le plus gros employeur. Moscou est le principal centre financier de la Russie. Les directions et services centraux des grandes banques et des compagnies d'assurance russes sont installées dans la capitale. Moscou était un important centre industriel, mais le recul général du secteur a été renforcé par une décentralisation de certaines industries. Moscou occupe encore une place majeure dans les secteurs de l'aérospatiale, de la défense, de l'électronique et de l'informatique. La ville accueille les bureaux d'études mais les établissements industriels sont souvent installés dans des villes situées immédiatement à la périphérie comme Khimki (Energomach, Lavotchkine, MKB Fakel), Korolev (RKK Energia, Kompozit) ou Dzerjinski. Il n'existe plus, en 2018, qu'une seule usine d'assemblage de véhicules civils détenue par Renault (ex constructeur Moskvitch). Enfin la ville accueille un grand nombre de centres de recherche et de bureaux d'études. Une raffinerie d'une capacité de dix millions de tonnes est implantée à Kapotnia dans la partie sud-est de Moscou.
Le produit intérieur brut de la ville s'élevait selon Rosstat à 24,471 milliards de roubles en 2021. Cela faisait d'elle le premier sujet russe par PIB, devançant Saint-Pétersbourg (2e position) et l'oblast de Moscou(3e position). Elle est ainsi le premier sujet en termes de PIB du district fédéral central, et le PIB contribuait à hauteur de 20,19 % du PIB russe cette année là.

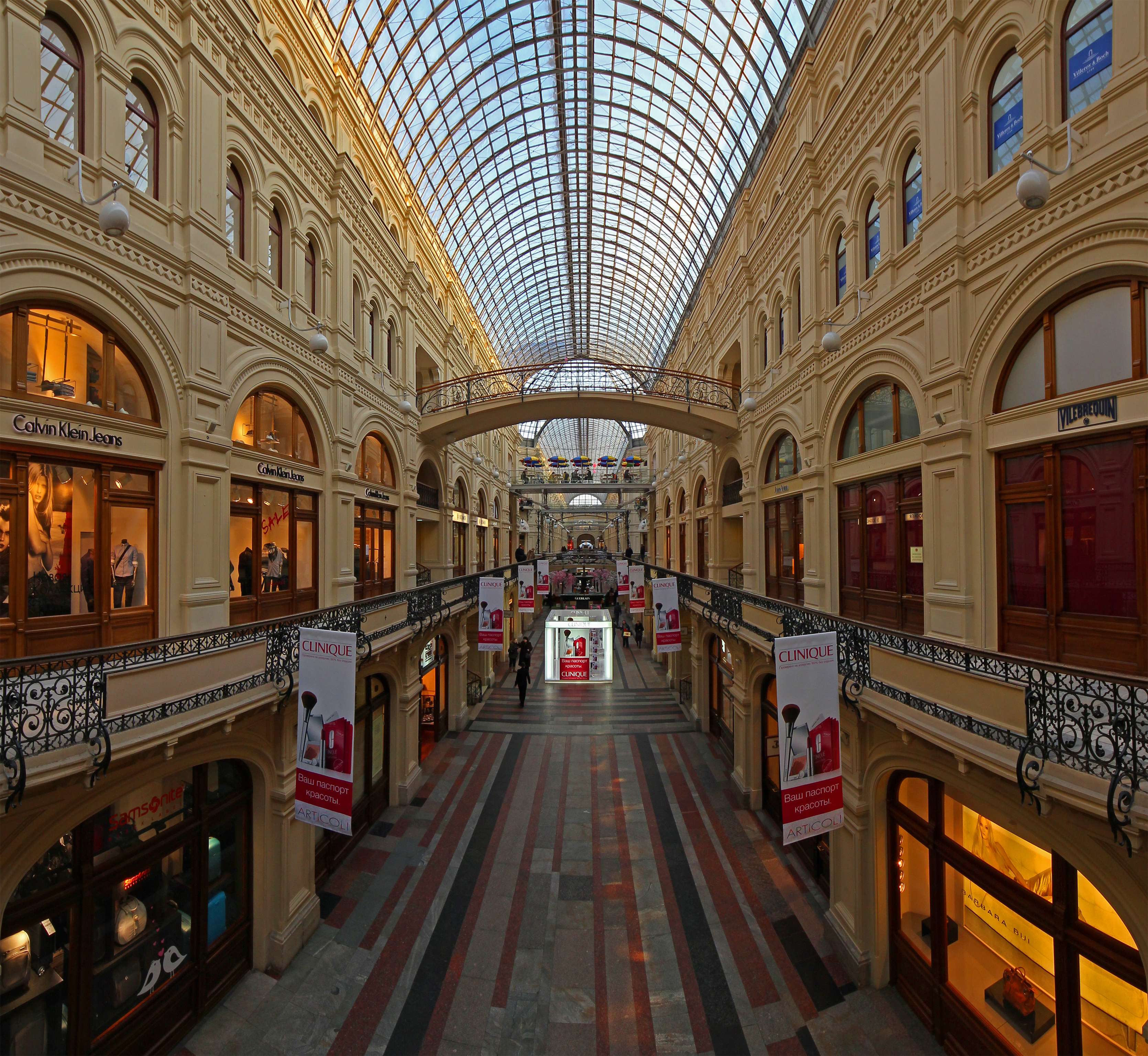
Galerie marchande du Goum.
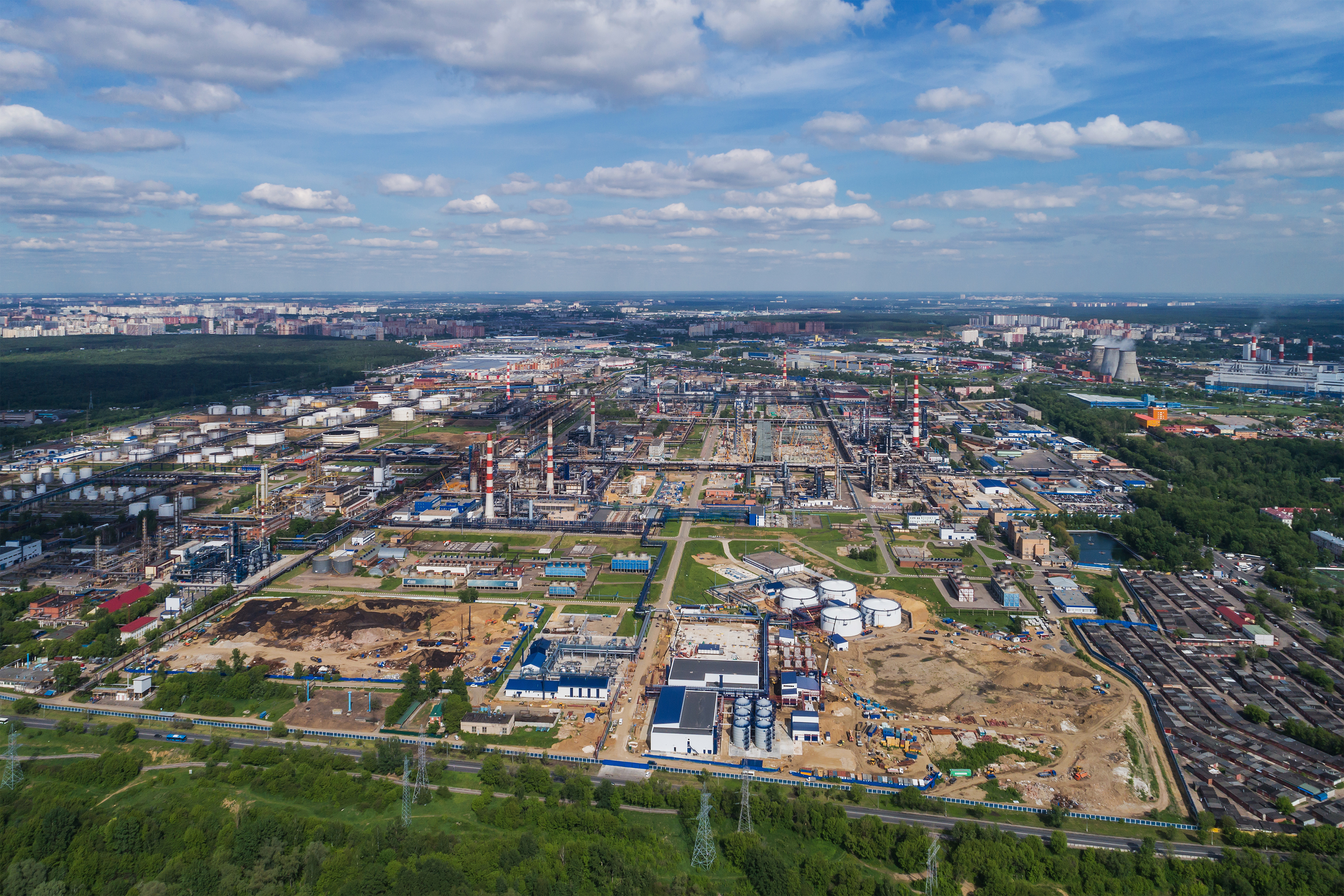
Raffinerie à Kapotnia dans la partie sud-est de Moscou.
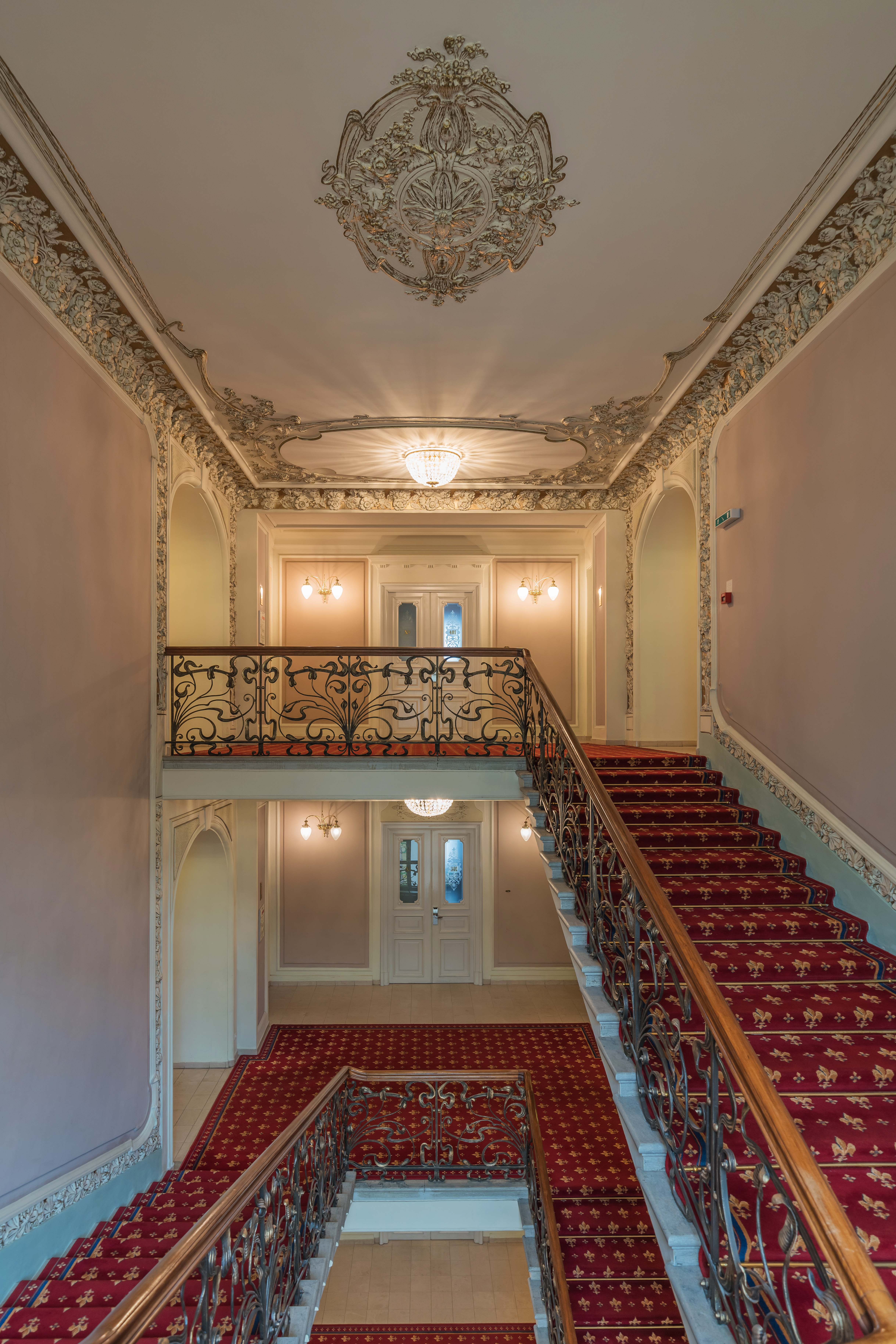
Escaliers à l'hôtel national à Moscou. Septembre 2018.
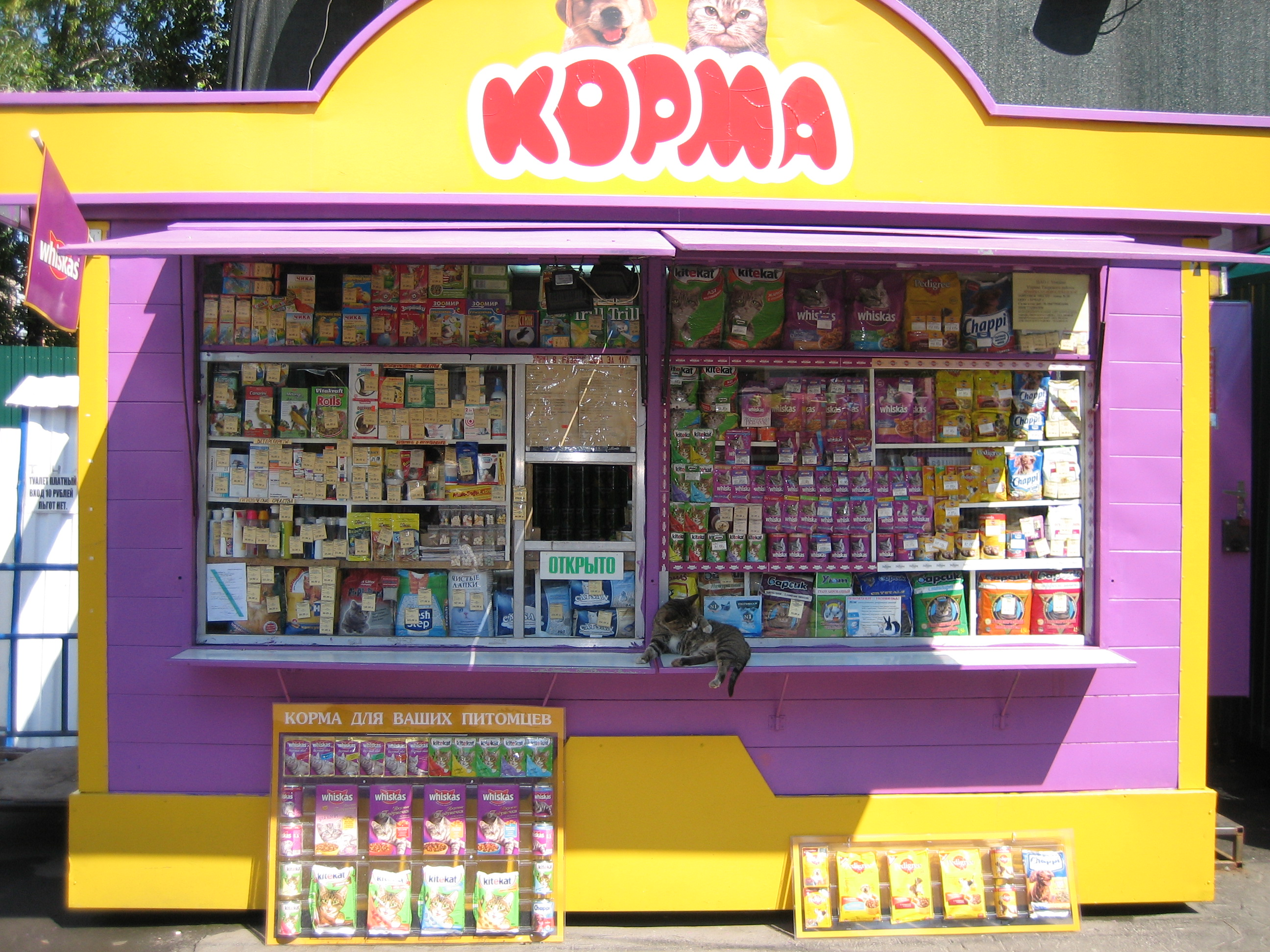
Vente de nourriture pour les chats sur le marché de Novoslobodskaïa Oulitsa

### Place de la ville dans l'économie russe
Moscou et sa région concentrent près du tiers de l'activité russe, contre environ 10 % de la population. La ville bénéficie de la majorité des investissements étrangers et la croissance y est plus forte qu'au niveau national. Moscou concentre la forte majorité des filiales d'entreprises étrangères établies dans le pays. La quasi-totalité des grandes entreprises y ont leur siège social Un fossé sépare également la ville du reste du pays : le salaire moyen est plus de 3 fois plus élevé à Moscou qu'ailleurs dans le pays. Le chômage y est inexistant et la grande pauvreté faible. Les classes moyennes et aisées sont largement sur-représentées dans la capitale.

### Coût de la vie
Durant l'époque soviétique, les appartements étaient « assignés » aux familles, qui n'en étaient ni propriétaire ni locataire (pas de loyer mais juste des taxes sur les fluides). Chaque famille devait idéalement disposer d'un nombre fixé de mètres carrés par personne (avec quelques régimes de faveur pour certains artistes, scientifiques, héros communistes, etc.), et les appartements étaient assignés en conséquence, ce qui imposait, ou permettait, de changer d'appartement au gré de la taille de la famille. La propriété privée était limitée aux datchas. Depuis 1990 et la chute de l'URSS, les habitants ont eu la possibilité de « privatiser » l'appartement où ils habitaient pour une somme symbolique : sont ainsi apparus des propriétaires et, plus lentement, des locataires. Ceci explique une réalité qui peut être difficile à comprendre en Occident : les propriétaires ne constituent pas forcément une classe plus aisée que les locataires, les premiers ayant pu privatiser leur appartement à peu de frais tandis que les seconds doivent être capables de payer des loyers assez élevés.
L'ancien régime est cependant toujours en vigueur : certaines familles n'ont toujours pas privatisé leur appartement, que ce soit parce que cette privatisation s'accompagne de nouveaux impôts locaux que la frange la plus fragile de la population n'est pas à même de payer, ou bien parce que la nécessité d'obtenir l'accord de toutes les personnes « enregistrées » dans un appartement (c'est-à-dire l'habitant officiellement) pour le privatiser entraîne des conflits. L'État russe fixe assez régulièrement des ultimatums pour forcer à privatiser ces derniers appartements, ultimatums pour l'instant toujours ajournés. Ces prix ont compliqué la vie de beaucoup de Moscovites souhaitant changer de résidence pour déménager dans une autre résidence plus confortable ou simplement plus grande. Cependant la hausse des prix fléchit, notamment en raison du nombre élevé de nouvelles constructions.

### Chômage et niveau de vie
En 2006, près de 8,5 millions de Moscovites sont actifs. 1,73 million sont employés par l'État, 4,42 millions par des compagnies privées et deux millions par des petites et moyennes entreprises. Le taux de chômage dans la ville varie, selon les estimations, entre 0,5 % et 1,2 % de la population active. Sur les 74 400 chômeurs recensés en 2006, près de la moitié étaient éligibles pour des indemnités.
Depuis 2006, Moscou est classée comme étant la ville la plus chère au monde pour les expatriés principalement à cause du prix de l'immobilier. La rareté de l'immobilier surtout l'immobilier de standing, le renforcement du rouble et la présence importante des nouveaux millionnaires russes expliquent en partie pourquoi Moscou occupe cette première place. De plus, certains prix sont beaucoup plus élevés pour les étrangers que pour les habitants. Les habitants occupent souvent de petits appartements qui leur ont été donnés gratuitement ou vendus à des prix symboliques durant la période soviétique ou au début des années 1990, ceci s'ajoutant aux prix très faibles des services publics et de l'énergie et à un impôt sur le revenu de seulement 13 %, qui permettent de fortement diminuer le coût global de la vie pour les habitants de la capitale. Ce faible impôt sur le revenu et ces bas coûts du logement et de l'énergie (électricité et gaz) ont comme conséquence principale de faire que la part du revenu pouvant être mis dans la consommation est beaucoup plus élevée qu'en Europe occidentale.
La chute du rouble depuis 2014, sous l'effet de la chute des cours des matières premières, des sanctions européennes et dans une moindre mesure américaines, le ralentissement de la croissance chinoise (surtout en 2014 avec environ 4 % d'augmentation réelle) ont fait baisser les prix, à l'exception de ceux de beaucoup de produits alimentaires qui, eux, ont beaucoup crû en raison de l'embargo russe sur les produits alimentaires européens depuis 2014.
En 2014, Moscou abrite au moins 80 milliardaires et de 20 000 à 40 000 sans abris. D'après Lev Goudkov, le directeur de l’institut de sondage Centre analytique Levada, «En l’espace de vingt ans, Moscou, plus que le reste de la Russie, a connu de profondes transformations socio-économiques. Le marché du travail, la structure et les sources de revenus ont complètement changé, le chômage est devenu une réalité, les différences de revenus et de salaires se sont accentuées ».

### Entreprises
Au 1er janvier 2023, le nombre d'organisations (entreprises) inscrites au registre statistique de la ville de Moscou s'élevait à 569 398 unités.
Les entreprises se répartissent dans les divers secteurs économiques comme suit :
| Répartition                                             | 2023    | %     |
| ------------------------------------------------------- | ------- | ----- |
| Commerce de gros et de détail, réparation de véhicules  | 170 886 | 30,1  |
| Activités professionnelles, scientifiques et techniques | 77 004  | 13,52 |
| Construction                                            | 40 803  | 11,84 |
| Activités immobilières                                  | 34 052  | 5,98  |
| Information et communications                           | 33 494  | 5,88  |
| Industries manufacturières                              | 29 206  | 5,13  |
| Services administratifs et complémenaires associés      | 26 042  | 4,57  |
| Autres                                                  | 157 911 | 22,98 |
| Total                                                   | 569 398 | 100   |

### Emplois
D'après une enquête de la ville de Moscou de 2022, la population économiquement active était de 7,222 millions de personnes, avec un chiffre relativement stable. Le taux de chômage enregistré dans la ville fin 2022 était lui de 0,4 % de la population active.

## Voies de communication et transports

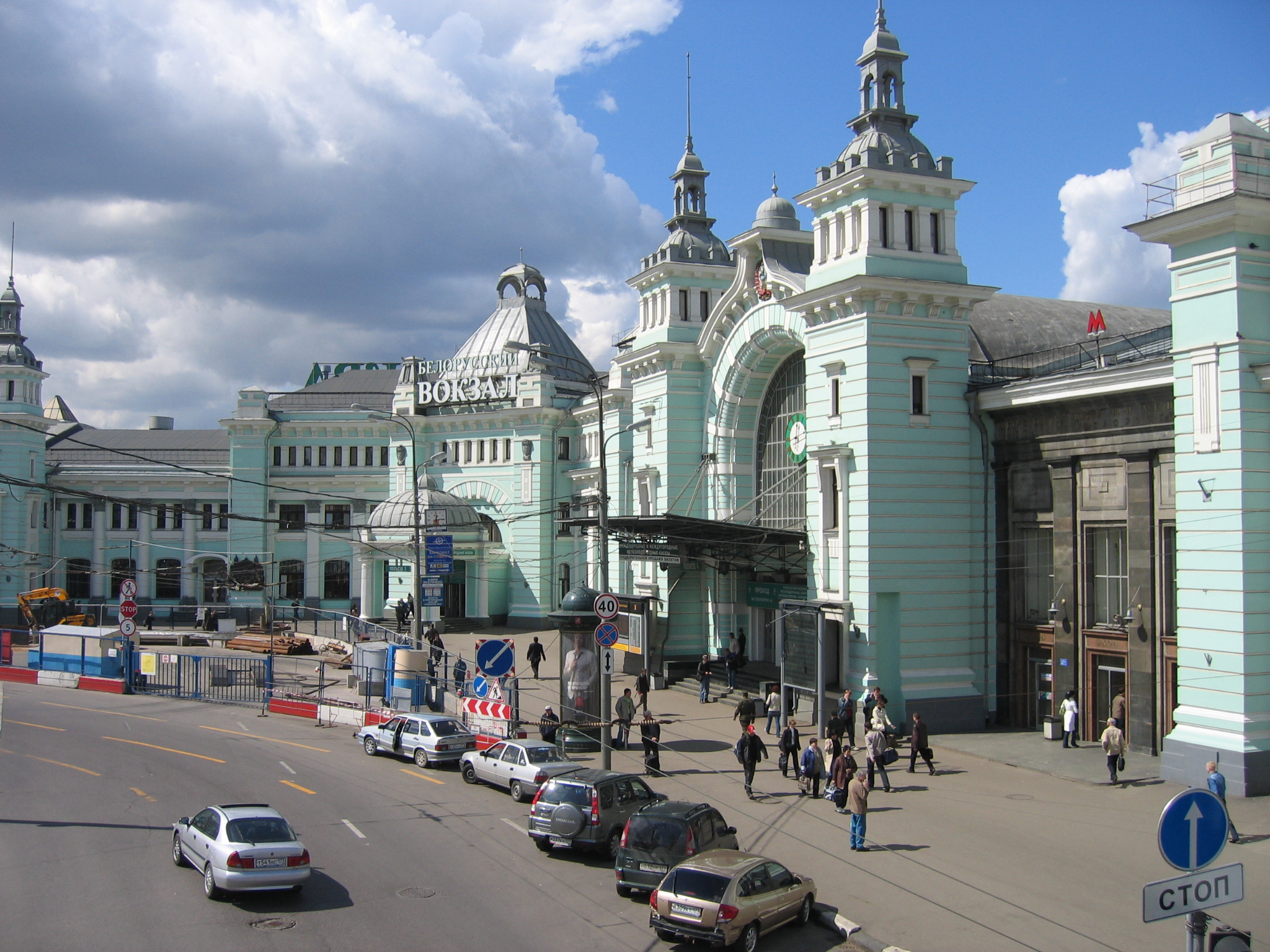
La gare de Biélorussie d'où partent les trains qui desservent Minsk et les pays d'Europe.

Moscou dispose d'un système de transports et d'un ensemble de voies de communications qui doit faire face aux mouvements d'une quinzaine de millions de résidents auxquels il faut ajouter les travailleurs migrants venus des villes satellites ou de plus loin et les touristes. Capitale d'un état très centralisé, Moscou est la plaque tournante des liaisons ferroviaires (dix gares terminus) et aériennes (quatre aéroports internationaux, 89 millions de passagers, la moitié du trafic aérien domestique). La desserte de la ville est assurée principalement par le réseau du métro de Moscou (348 km, 206 stations et neuf millions de passagers en jour ouvré), les trains de banlieue (1,4 million de passagers par jour) et une combinaison de lignes de bus, de tramways et de trolleybus (six millions de passagers). Le réseau de transports en commun est en cours d'extension avec l'inauguration d'une ligne ferroviaire circulaire en 2016 et la construction d'une deuxième ligne de métro en rocade (ligne 11) qui devrait s'achever en 2022. L'explosion du nombre de voitures de particuliers postérieure au changement de régime a porté à la saturation le réseau routier malgré la construction de nombreuses routes et rocades.

### Transport ferroviaire
Moscou dispose de neuf gares terminus qui sont chacune dédiées à la desserte de certaines des régions de la Russie et des pays limitrophes. Elles sont implantées près du centre non loin de la ceinture des Jardins qui constituait la limite de la ville à l'époque de leur création (deuxième moitié du XIXe siècle). Leur nom évoque généralement leur destination principale. La gare de Kiev dessert l'Ukraine occidentale et l'Europe du Sud-Est tandis que la gare de Koursk dessert l'Ukraine orientale, la Russie du sud, le Caucase et la Crimée. La gare de Leningrad dessert Saint-Pétersbourg au nord, l'Estonie et la Finlande. La Kazan dessert l'Oural et le sud de la Sibérie occidentale. La gare de Paveliets dessert l'Oural et le sud (Samara) tandis que la gare de Iaroslavl dessert la Sibérie, l'extrême orient russe, la Chine et la Mongolie. La Gare de Biélorussie dessert Minsk et les pays d'Europe (Varsovie, Vienne, Berlin, Paris). La gare de Saviolovone dessert que la banlieue. La gare de Riga est la plus petite des gares terminus ne desservant que la banlieue et Riga. De ces gares partent des trains grandes lignes (dalnij) comme le célèbre Transsibérien), des trains de banlieue (prigorodnij) et des lignes desservant des aéroports. Le réseau et les trains sont généralement gérés par la compagnie des chemins de fer russes (RJD) sauf les lignes desservant les aéroports assurées par des sociétés privées. Les banlieues sont desservies par des automotrices électriques de type Elektrichka qui transportent chaque jour 1,7 million de passagers.

### Métro

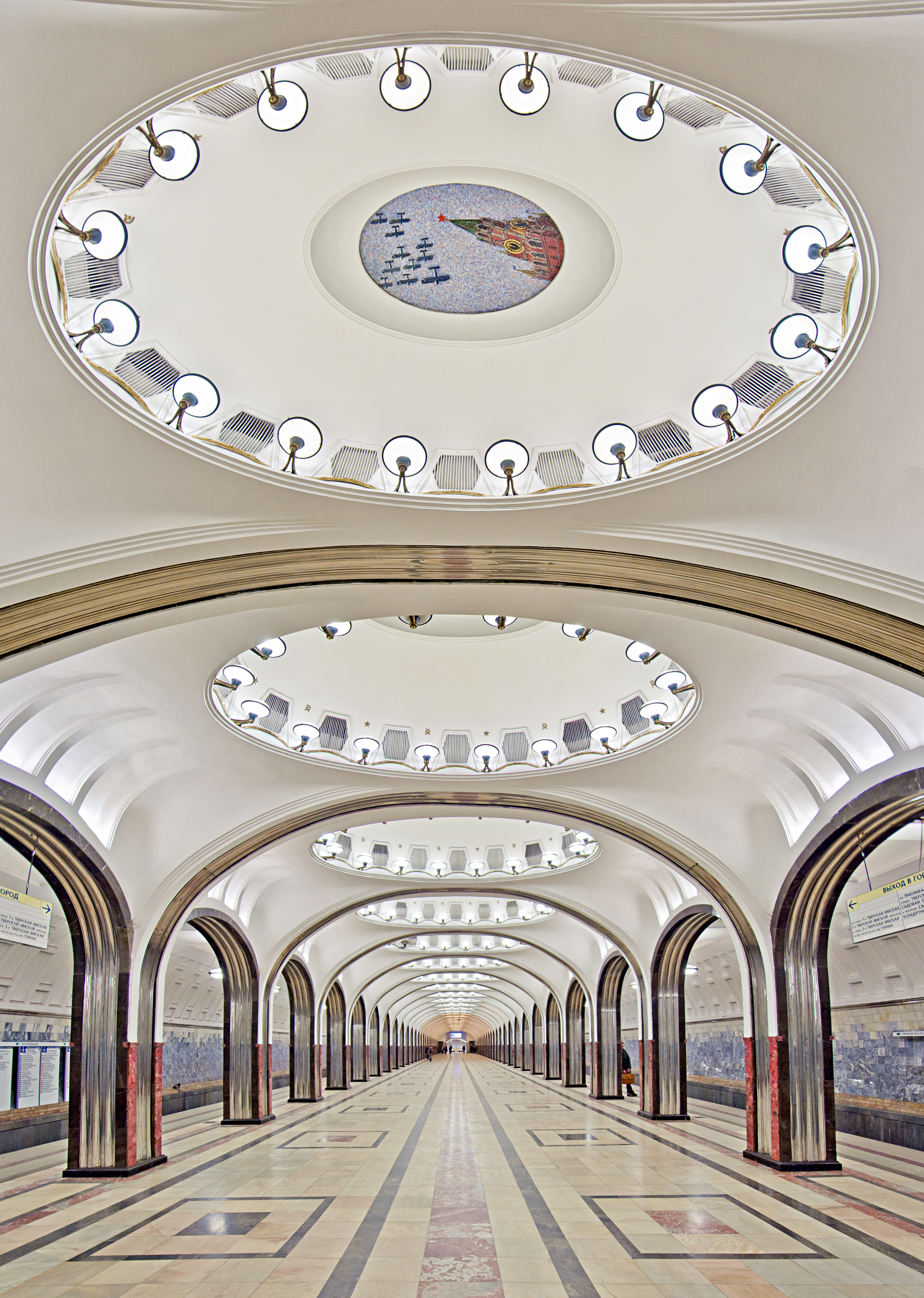
La station de métro Maïakovskaïa.

Le métro de Moscou, dont la première ligne fonctionne depuis 1935, comporte aujourd'hui quatorze lignes et 224 stations, desservant assez uniformément à peu près toute la ville avec une distance moyenne entre stations de 1,79 kilomètre atteignant parfois quatre ou cinq kilomètres. Avec quelque huit à neuf millions de passagers transportés quotidiennement c'est un des métros les plus fréquentés du monde après Tokyo, Pékin, Séoul et Shanghaï. Le réseau long de 364,1 kilomètres comprend onze lignes radiales qui se croisent au centre de la capitale et sont en correspondance avec une ligne circulaire (ligne 5 Koltsevaïa) réalisée au niveau de la Ceinture des Jardins et qui relie entre elles certaines des sept des gares terminus de Moscou. Le métro de Moscou est célèbre pour la décoration de ses stations, dont certaines sont de véritables œuvres d'art (peintures murales, mosaïques, lustres, vitraux, marbres). Les lignes sont généralement souterraines sauf la ligne 7 dont la partie aérienne est plus longue que la partie souterraine. Hormis les lignes 4 et 12 les stations ont une longueur de 162 mètres de long et permettent d'accueillir des rames comprenant huit voitures de longueur standard (19 mètres de long). Les rames circulent sur des voies à écartement large (1 520 mm) et sont alimentées par troisième rail.
La construction d'une seconde ligne circulaire à l'extérieur de la ligne 5 est un projet ancien dont les travaux n'ont débuté que dans les années 2010. La ligne Bolchaïa Koltsevaïa (ligne 11 baptisée Grande ligne circulaire) constitue un premier tronçon long de 13,5 km, inauguré en février 2018. L'achèvement de la ligne complète qui comprendra 69 kilomètres et 31 stations dont 18 en correspondance avec l'ensemble des lignes radiales était en 2018 prévu vers 2022. En 2016, a été inaugurée la Ceinture centrale de Moscou (ligne 14), une troisième ligne circulaire réalisée en surface en réutilisant l'infrastructure ferroviaire de l'ancienne petite ligne circulaire ferroviaire de Moscou. Son tracé est parfois intérieur, parfois extérieur à celui de la ligne 11. Longue de 54 kilomètres et comprenant 31 stations elle comprend plusieurs correspondances avec des lignes de banlieue et des lignes de métro. La fréquence de desserte est comprise entre six et quinze minutes. La ville dispose également d'une ligne de monorail de 4,7 kilomètres inaugurée en 2004 desservant un quartier situé au nord dont le démantèlement pour des raisons financières et d'efficacité est envisagé.

### Tramways

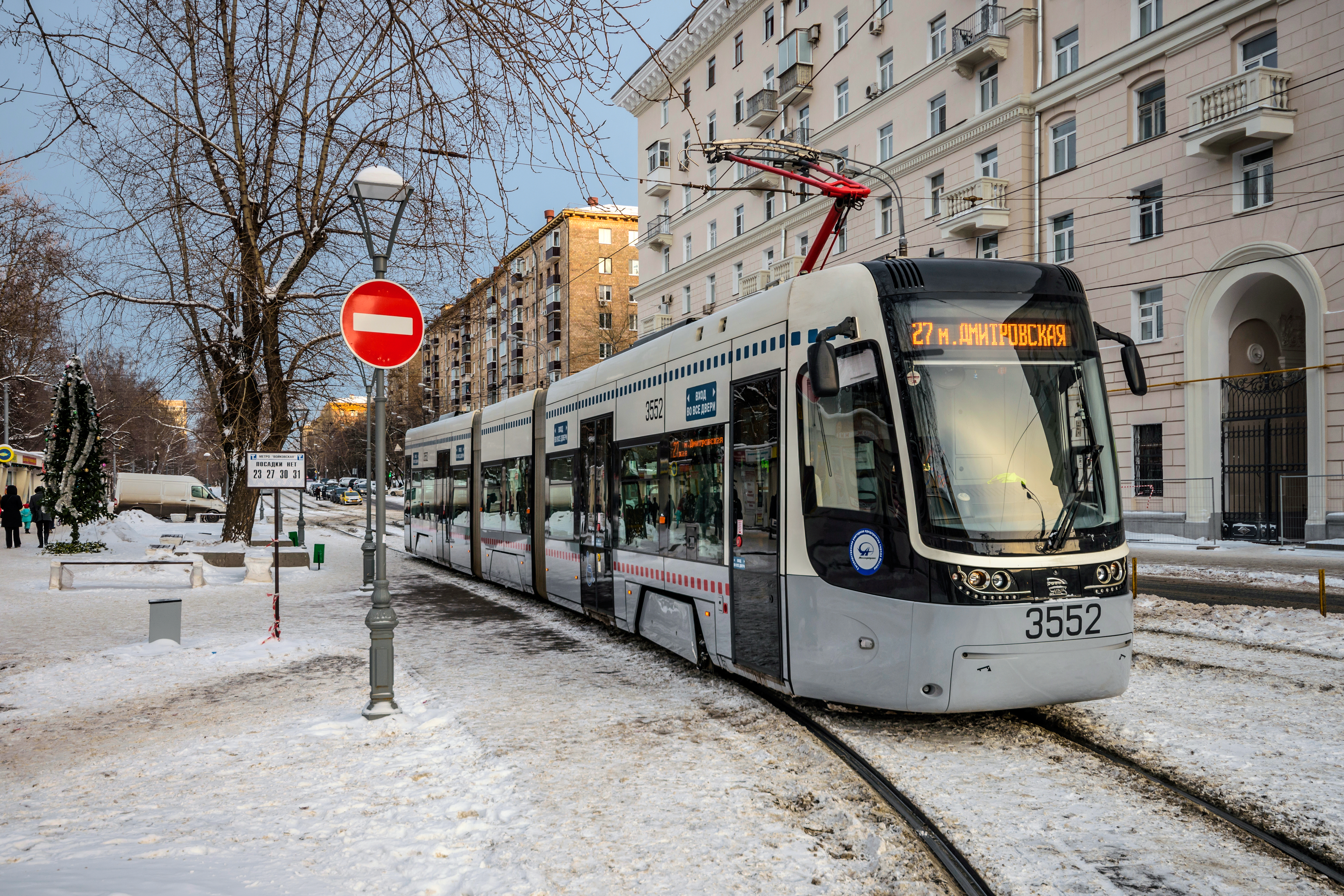
Rame moderne de tramway à Moscou.

Le réseau de tramway de Moscou, ouvert le 7 juillet 1899 a joué un rôle majeur jusqu'à la construction du métro de Moscou puis les lignes ont été progressivement fermées et remplacées par des bus et des trolleybus. En 1934, alors que la population de la ville atteignait quatre millions d'habitants, il transportait quotidiennement, sur un réseau de près de 280 kilomètres, 2,6 millions de personnes. Aujourd'hui le réseau est long d'environ 180 kilomètres. En 2011, il transportait chaque jour environ 214 000 passagers. Le réseau est principalement situé à l'est du centre-ville et au nord-ouest. Les rames circulent sur des voies à écartement large de 1 524 mm et sont alimentées par caténaire en 550 Volts. Le parc mélange des rames modernes comportant plusieurs voitures et des rames plus anciennes à une seule voiture. Le nombre total de voitures est environ de 900. Le réseau de tramways est géré par Mosgortrans, un établissement public responsable du réseau de bus, de tramways et de trolleybus de Moscou et de la région de Moscou.

### Bus et trolleybus
Le réseau de surface, desservi par des bus, bus électriques et trolleybus, est très développé et couvre bien la ville. Il comprend 800 lignes (en incluant le tramway) et 12 000 arrêts. Certaines lignes fonctionnent 24 heures sur 24. Il y a également plusieurs gares routières permettant de relier la proche banlieue ou des villes distantes.

### Transport aérien
En 2017 environ 89 millions de passagers ont transité par les aéroports de Moscou. La capitale dispose de trois aéroports internationaux.
L'aéroport de Cheremetievo situé à une trentaine de kilomètres au nord de Moscou a vu passer quarante millions de passagers en 2017 et se classe au premier rang au niveau national. Il a été inauguré en 1964.
L'aéroport de Domodedovo situé à environ 40 kilomètres au sud-sud-est de Moscou a vu passer 30,7 millions de passagers en 2017.
L'aéroport de Vnoukovo situé à 28 kilomètres au sud-ouest de Moscou a été emprunté en 2017 par dix-huit millions de passagers.
Les trois aéroports sont tous reliés au centre-ville par des trains rapides qui arrivent respectivement aux gares Bielorusskaïa, Paveletskaïa et Kievskaïa.
Un quatrième aéroport, l'aéroport de Moscou-Ramenskoïé/Jukovski situé au sud-est de Moscou non loin de l'ancien aéroport de Bykovo fermé depuis le début des années 2010 d'une capacité théorique de quatre millions de passagers, a été inauguré en 2016.

### Réseau routier

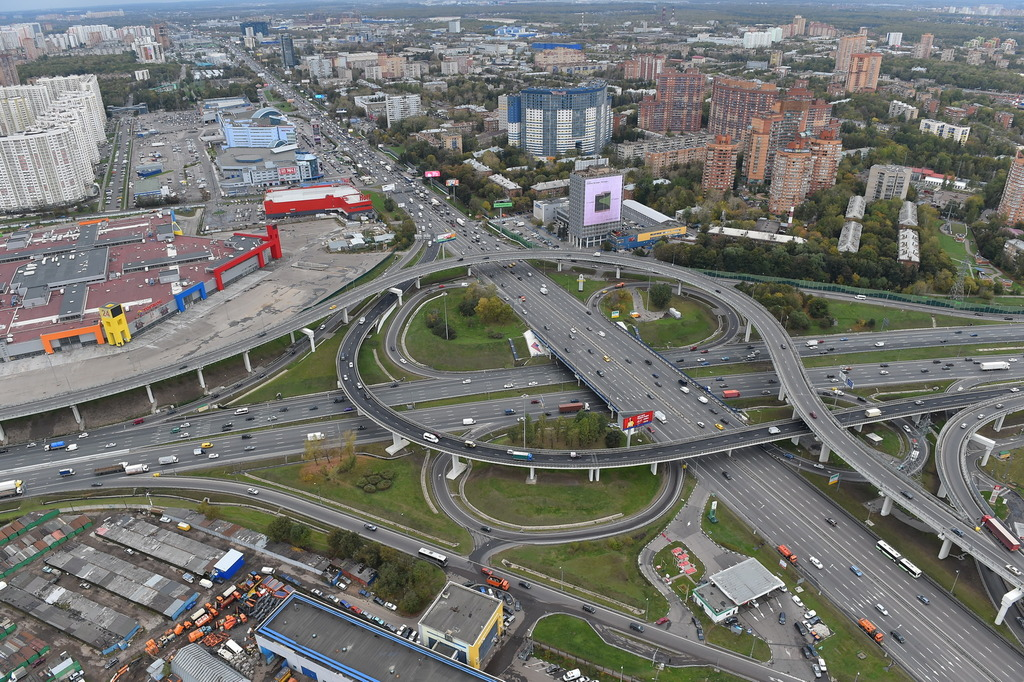
Échangeur entre la MKAD et la radiale Leningradskoe.

Au niveau national, Moscou est le plus important nœud routier du pays, et l'un des principaux du pays. Les 11 routes magistrales du pays convergent à Moscou, routes menant à Smomensk et la Biélorussie (M1), à l'Ukraine (M2 et M3), au sud de la Russie et la mer Noire (M4), à Tcheliabinsk et vers la Sibérie (M5), à Nijni Novgorod, Kazan et Oufa en direction de la Sibérie (M7). D'autres magistrales mènent à Arkhangelsk et le nord Russe (M8), à la Lituanie (M9) et à Saint-Pétersbourg (M10). Enfin, les deux magistrales les plus récentes sont des autoroutes, avec une vers Saint-Pétersbourg (la M11) et une encore en construction, la M12, vers à terme Kazan, Iekaterinbourg puis la Sibérie, qui doit être ouverte jusqu'à Iekaterinbourg en 2024. La M12 est déjà ouverte jusqu'à Vladimir et Arzamas.
Outre les magistrales, il y a d'autres routes fédérales qui commencent dans la ville. La R22 mène vers Volgograd, Astrakhan et la Caspienne, l'A103 vers Chtchiolkovo, l'A104 vers Doubna, l'A106 vers Zvenigorod et l'A130 vers Roslavl et la Biélorussie. Bien plus petite, l'A105 qui mène à Moscou-Domodedovo est une route fédérale.
Le réseau routier est constitué de trois anneaux de périphérique proches. Le périphérique le plus extérieur, l'autoroute MKAD, a une longueur de 109 km. Des grandes artères radiales souvent très larges (jusqu'à 16 voies) forment un réseau assez peu dense au moins hors du centre. En effet la ville sortie du centre la ville est formée de grands îlots assez verts parsemés de grandes tours d'habitation.
En plus de ces périphériques proches, la route compte des grands contournements, à plusieurs dizaines de kilomètres de la ville. Par ordre de grandeur croissant, il y a l'A107, dit « petit périphérique de Moscou », long de 347 km, puis l'A108, dit « grand périphérique de Moscou », long lui de 550 kilomètres, et enfin la R132, dit « Anneau d'Or », qui est très éloigné (souvent plus de 200 kilomètres de distance de Moscou), et long de 1 514,9 km. Avtodor, la société d'État des autoroutes russes, construit actuellement[Quand ?] l'A113, dit « Périphérique central » et désigné sous le nom de Tskad. Ce périphérique doit doubler de manière autoroutière l'A107, est à péage, et doit à terme faire 336,5 km de long.
Le trafic automobile a connu une explosion spectaculaire depuis la fin des années 1990, créant quotidiennement des bouchons gigantesques. Les autorités de la ville construisent de nouvelles routes pour fluidifier le trafic et réaménagent les grandes artères, comme l'avenue Leninski. Parmi les métropoles mondiales, Moscou était classé en 2018 au deuxième rang après Los Angeles pour le temps passé par ses conducteurs dans les bouchons.

### Autres

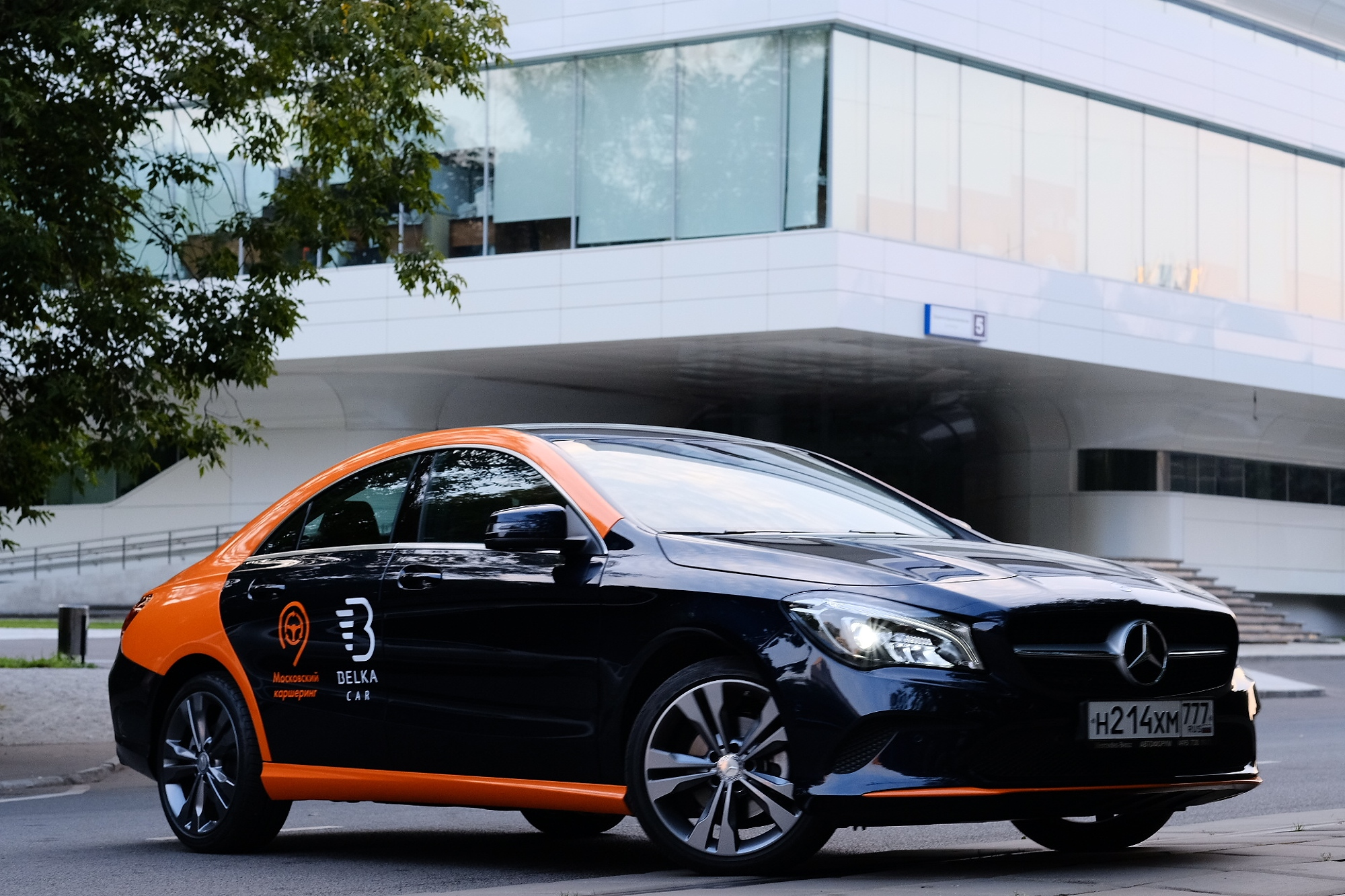
Voiture à la société BelkaCar.

Le canal de Moscou dont l'extrémité sud se trouve à Moscou sur la Moskova permet à des navires de grand gabarit de relier Moscou à la Volga artère fluviale principale de la Russie d'Europe ce qui vaut à la capitale la dénomination de port des cinq mers. Les écluses sur ce canal font toutes 290 mètres de long pour 30 mètres de largeur et permettent d'accueillir des navires ayant 5 mètres de tirant d'eau. En raison du gel hivernal des eaux du canal, la voie n'est navigable que la moitié de l'année. Le canal était autrefois utilisé pour le transport de passagers par des lignes régulières utilisant des hydroptères rapides mais cette activité non rentable a été arrêtée. Désormais le canal est emprunté par des navires d'excursions qui peuvent emmener leurs passagers pour des croisières de plusieurs jours et par des péniches qui transportent des matériaux utilisés sur les chantiers, des containers… À Moscou il y a une gare passagers active, le terminal nord du port de Moscou (en) et deux ports pour la manutention du fret (sud et nord) qui traitent environ 3 millions tonnes par an.
Le programme de vélos en libre-service nommé Velobike (3000 vélos sur 300 stations) a été lancé le 1er juin 2013. Il est compatible avec le système de transport public Troika et accessible également aux utilisateurs occasionnels. Moscou dispose également d'un système de voitures en libre-service.

Transports à Moscou
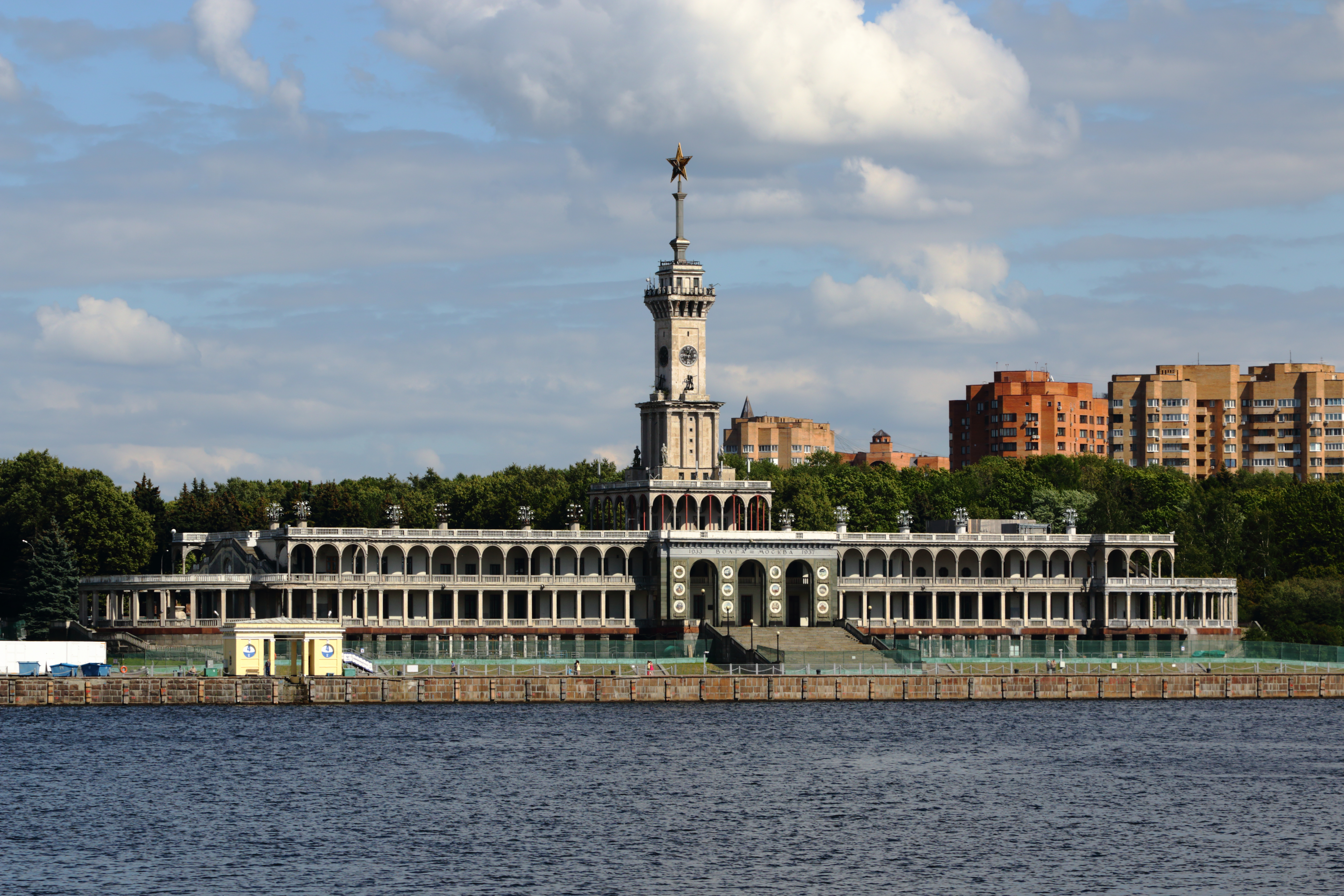
Terminal fluvial nord du port de Moscou.
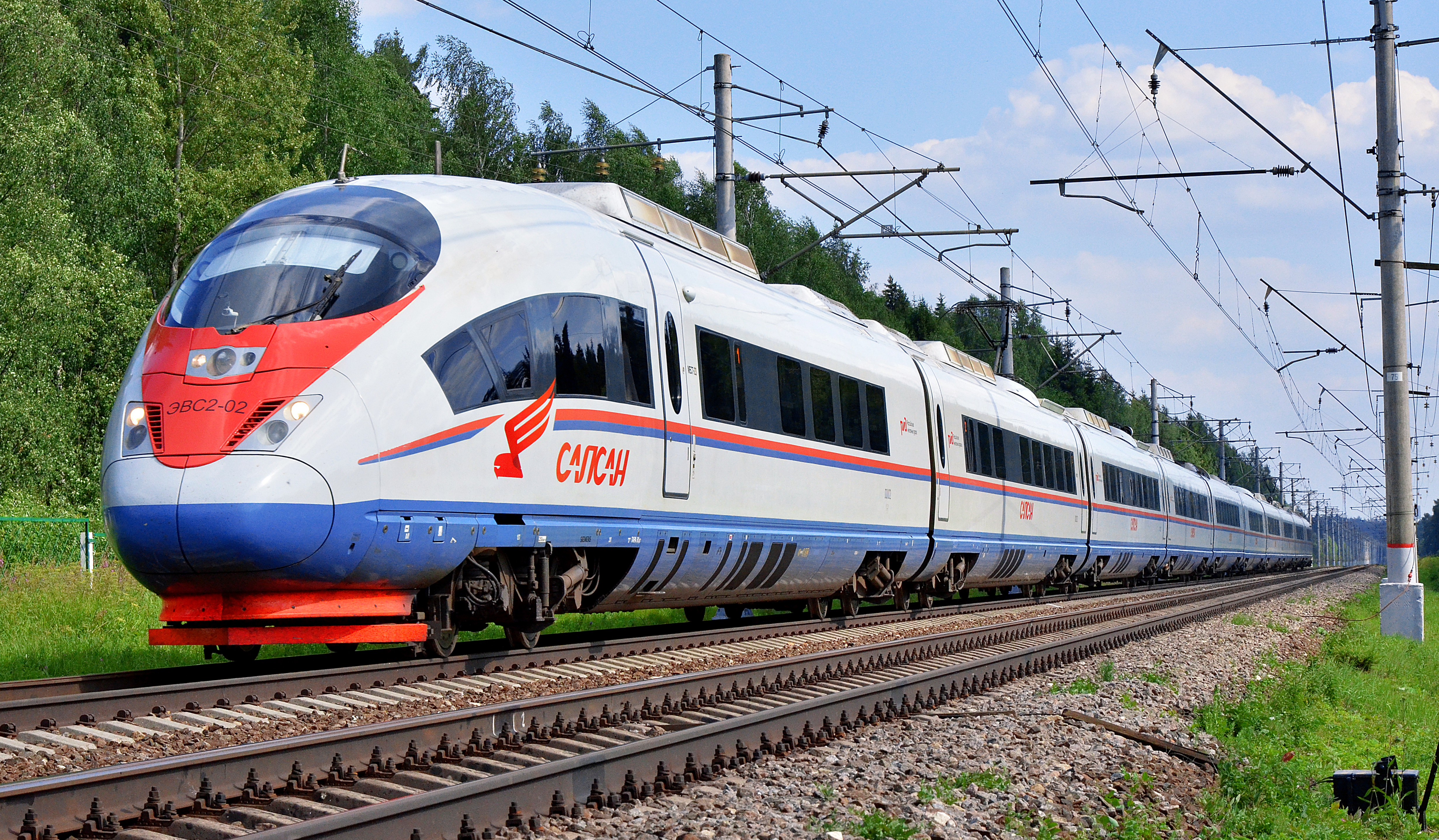
Train à grande vitesse reliant Moscou à Saint-Pétersbourg.
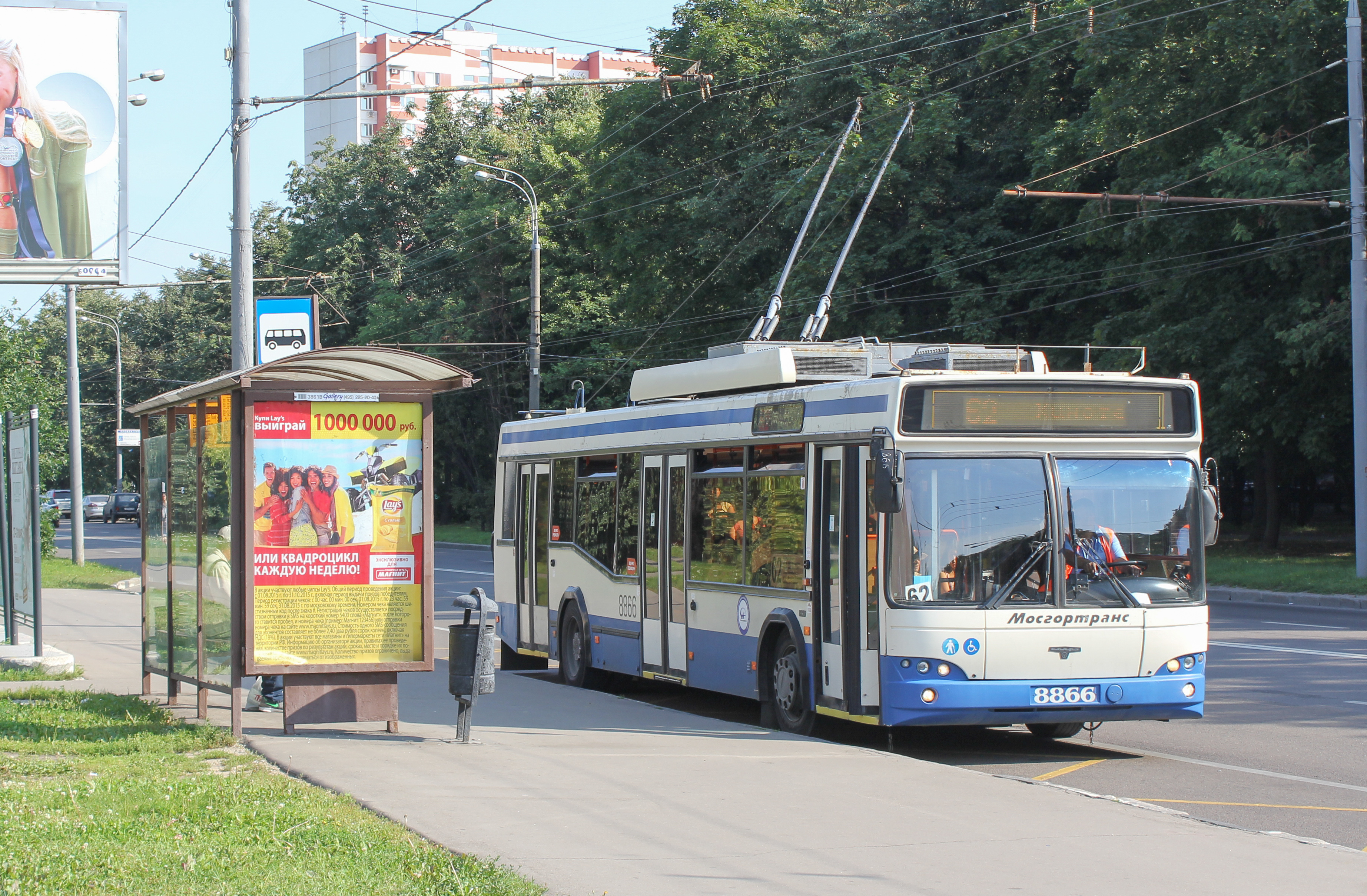
Trolleybus.

## Architecture et urbanisme

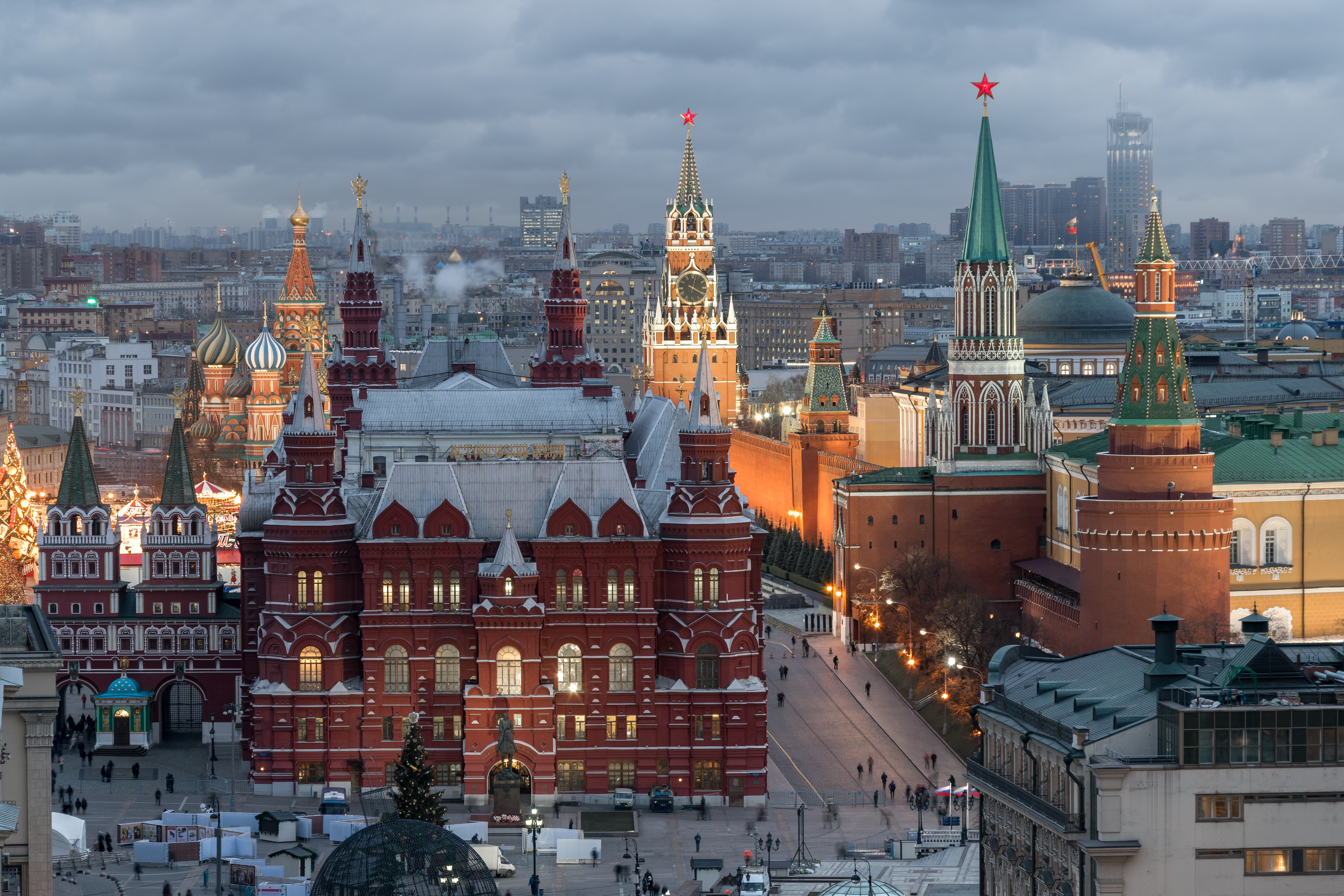
Musée historique d'État de Moscou sur la place Rouge.

Pendant longtemps, la vue de la ville est dominée par de nombreuses églises orthodoxes. L'aspect de la ville change énormément durant l'époque soviétique, notamment sous l'action de Joseph Staline qui décide de mettre en place une politique de modernisation de la ville à grande échelle. Il fait percer de larges avenues, certaines contenant jusqu'à dix voies et n'hésite pas à détruire un grand nombre d'ouvrages architecturaux d'importance historique, comme la cathédrale de Kazan et la cathédrale du Christ-Sauveur, ces deux cathédrales ayant été reconstruites à l'identique durant les années 2000.

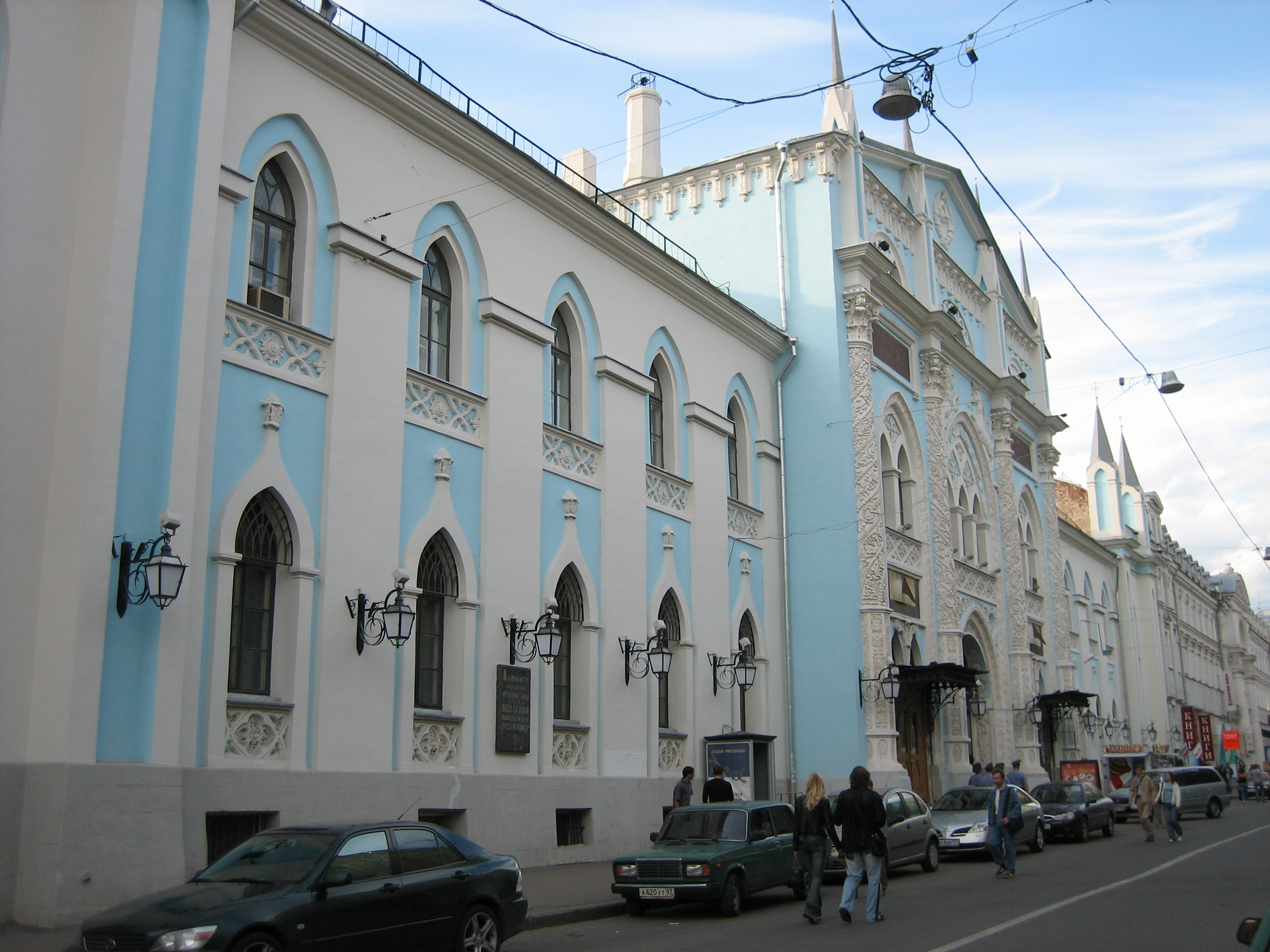
Le bâtiment de l'Institut des Archives historiques

L'architecte Vladimir Choukhov est l'auteur de nombreux bâtiments moscovites durant les premières années de la Russie soviétique. La tour Choukhov est l'une des tours hyperboloïdes qu'il a fait construire entre 1919 et 1922, comme tour de transmission pour la compagnie russe de retransmission. Choukhov a également laissé un héritage à l'architecture constructiviste de la Russie soviétique. Il crée de spacieuses galeries commerciales, et réaménage le Goum sur la place Rouge, à l'architecture raffinée. À l'époque communiste, l'on assista à la construction massive d'ensembles résidentiels collectifs à la périphérie de la ville, comme partout ailleurs en Europe de l’Est.
Les gratte-ciel staliniens sont des éléments importants du paysage et un signe distinctif de la ville, ainsi que des témoins de l'urbanisme du temps du communisme triomphant. L'hôtel Moskva offre une façade asymétrique : deux projets différents auraient été proposés sur une même feuille à Staline et celui-ci aurait signé le document sans préciser lequel il préférait. Par crainte, le bâtiment aurait été construit en reprenant la moitié de chaque projet. Seule la façade du nouveau bâtiment donnant sur la place des Théâtres changera d'aspect.
Les églises orthodoxes ont cependant bien résisté à la vague de destruction du communisme et sont toujours visibles aujourd'hui et parsèment le cœur historique de la ville. De plus, de nouvelles églises ont été construites après la chute du communisme ou sont encore aujourd'hui en chantier. Le quartier de l'ancien Arbat et les ruelles de la rue Tverskaïa sont des exemples d'architectures impériale ou bourgeoise. Moscou comporte également nombre de palais de l'aristocratie impériale qui sont aujourd'hui rénovés et ouverts à la visite. Ils attirent de nombreux touristes, moscovites et étrangers. La rénovation de l'architecture pré-communiste est un élément important de la politique urbaine d'aujourd'hui, afin de redonner tout son éclat au centre historique de la ville.
La rue Tverskaïa est l'avenue principale de la ville.

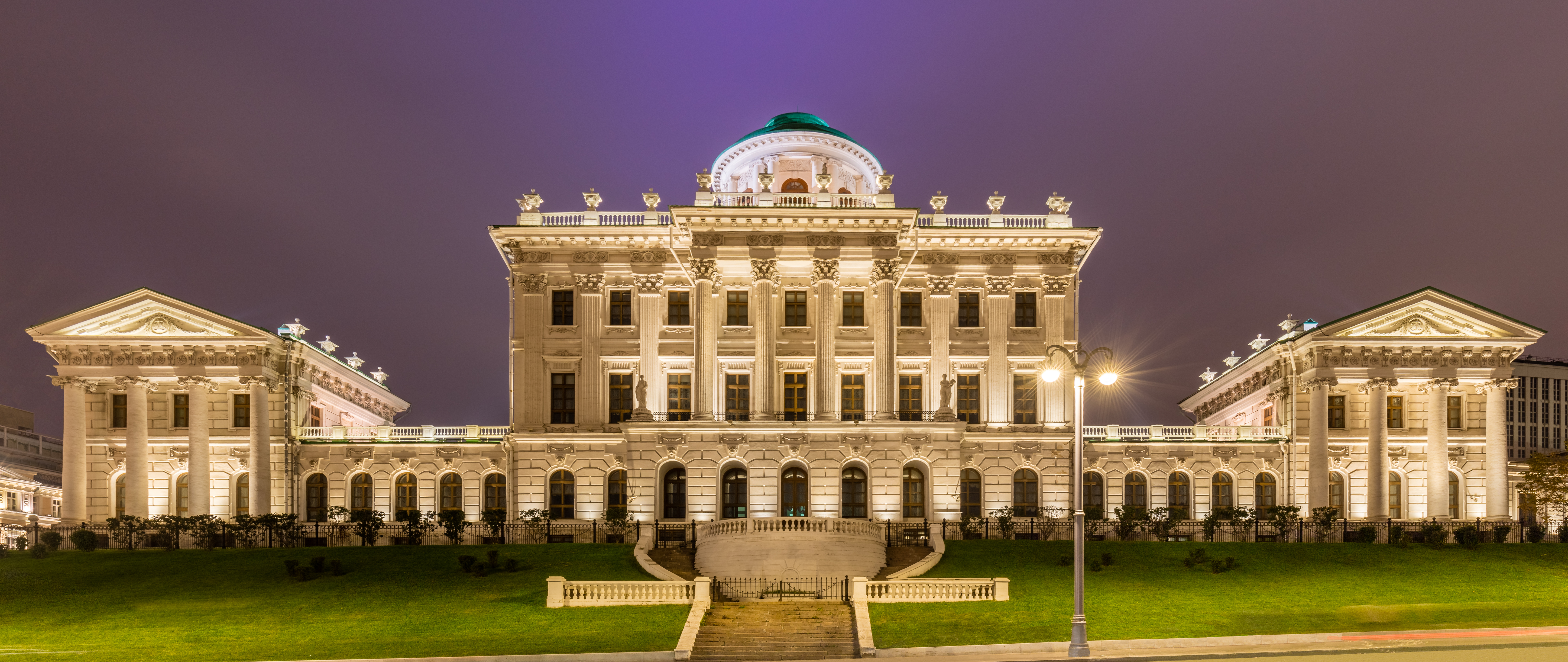
Maison Pachkov.

### Monuments
Au 31 janvier 2021, la ville compte 8 602 objets patrimoniaux culturels, dont 6 339 objets qui ont été inscrits au registre d'État unifié des objets du patrimoine culturel. 2 263 autres objets attendent leur classement, étant sous la protection de l'État avec le statut d'objets identifiés.

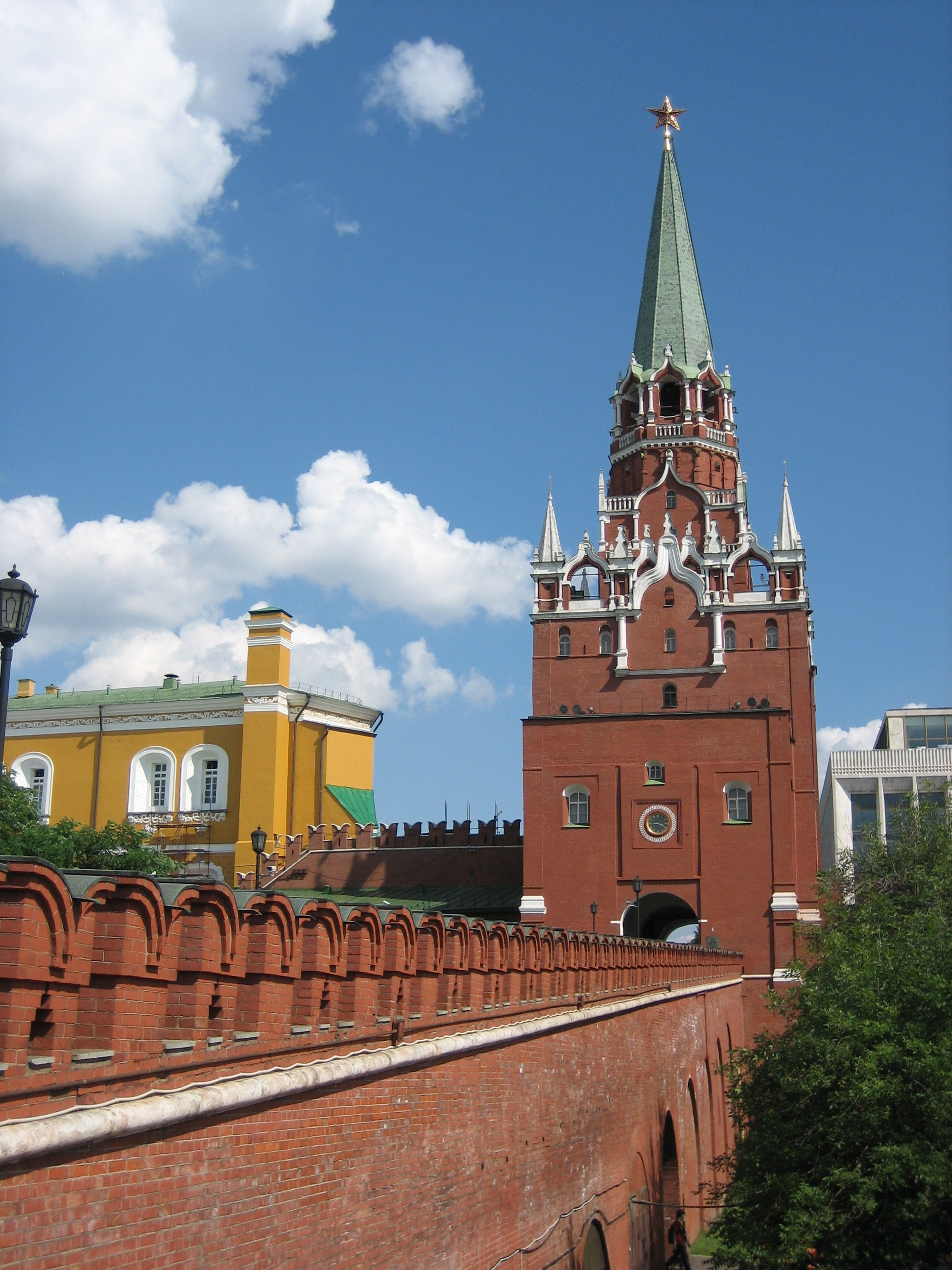
Une tour du Kremlin

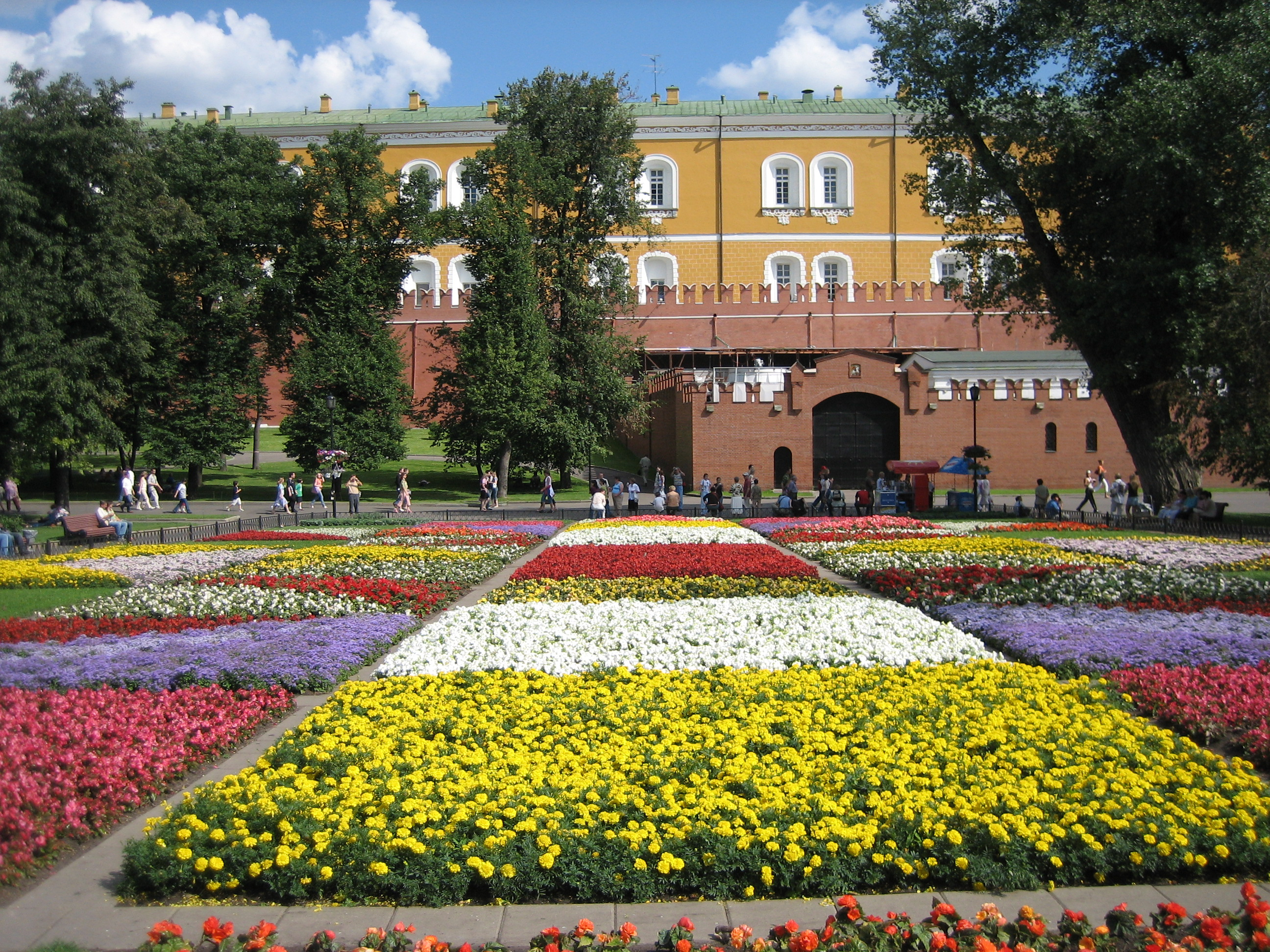
Parterres de fleurs sur la place devant le Kremlin

#### Le Kremlin
Le Kremlin de Moscou, situé au centre géographique et historique de Moscou, est la partie la plus ancienne de la ville qui forme avec la place Rouge un ensemble architectural remarquable inscrit au Patrimoine mondial de l'Unesco depuis 1990. À compter du XIIIe le Kremlin est la résidence officielle du pouvoir suprême, le centre de la vie séculaire et spirituelle de l’État russe. Les murs en pierre et les tours érigés entre 1485 et 1516 et conservées jusqu'à aujourd'hui en font une des plus importantes fortifications d’Europe à cette époque. Le Kremlin comprend un ensemble de monuments religieux de grande qualité qui sont regroupées sur la place des Cathédrales et qui ont été presque toute conçues par des architectes italiens invités, comme le révèle clairement le style architectural :
- La cathédrale de la Dormition aux cinq dômes (1475–1479) fut construite par l’architecte italien Aristotile Fioravanti. L’intérieur est décoré de fresques et d’une iconostase à cinq niveaux (XVe – XVIIe siècles). La cathédrale devint le siège de l’église orthodoxe russe, lieu du couronnement et du mariage des grands-princes, tsars et empereurs ainsi que le sanctuaire des métropolites et des patriarches de l’église orthodoxe.
- la cathédrale de l’Archange-Saint-Michel d'un autre architecte italien, Alosius le Jeune, érigea à cinq dômes entre 1505 et 1508. Entre le XVIIe et le XIXe siècle, son intérieur fut décoré de magnifiques fresques et d’une iconostase. C’est dans cette cathédrale que furent inhumés de nombreux grands-princes et tsars de Moscou, parmi lesquels Ivan I Kalita, Dimitri Donskoi, Ivan III, Ivan IV le Terrible, Michel Ier Fiodorovitch et Alexis Mikhaïlovitch Romanov.
- La cathédrale de l'Annonciation fut construite par des architectes de Pskov en 1484–1489. À l’intérieur, certaines peintures murales du XVIe   au   XIXe siècle ont été préservées et les icônes d’Andrei Roublev et de Théophane le Grec font partie de l’iconostase.
- Le clocher d'Ivan le Grand est construit en 1505-1508. Avec ses 82 mètres de hauteur, il est à l'époque le plus haut édifice de Russie et devint le point central de l’ensemble du Kremlin.
- Le Kremlin contient deux autres édifices religieux : l'église de la Déposition-de-la-robe-de-la-Vierge et l'église des Douze Apôtres.

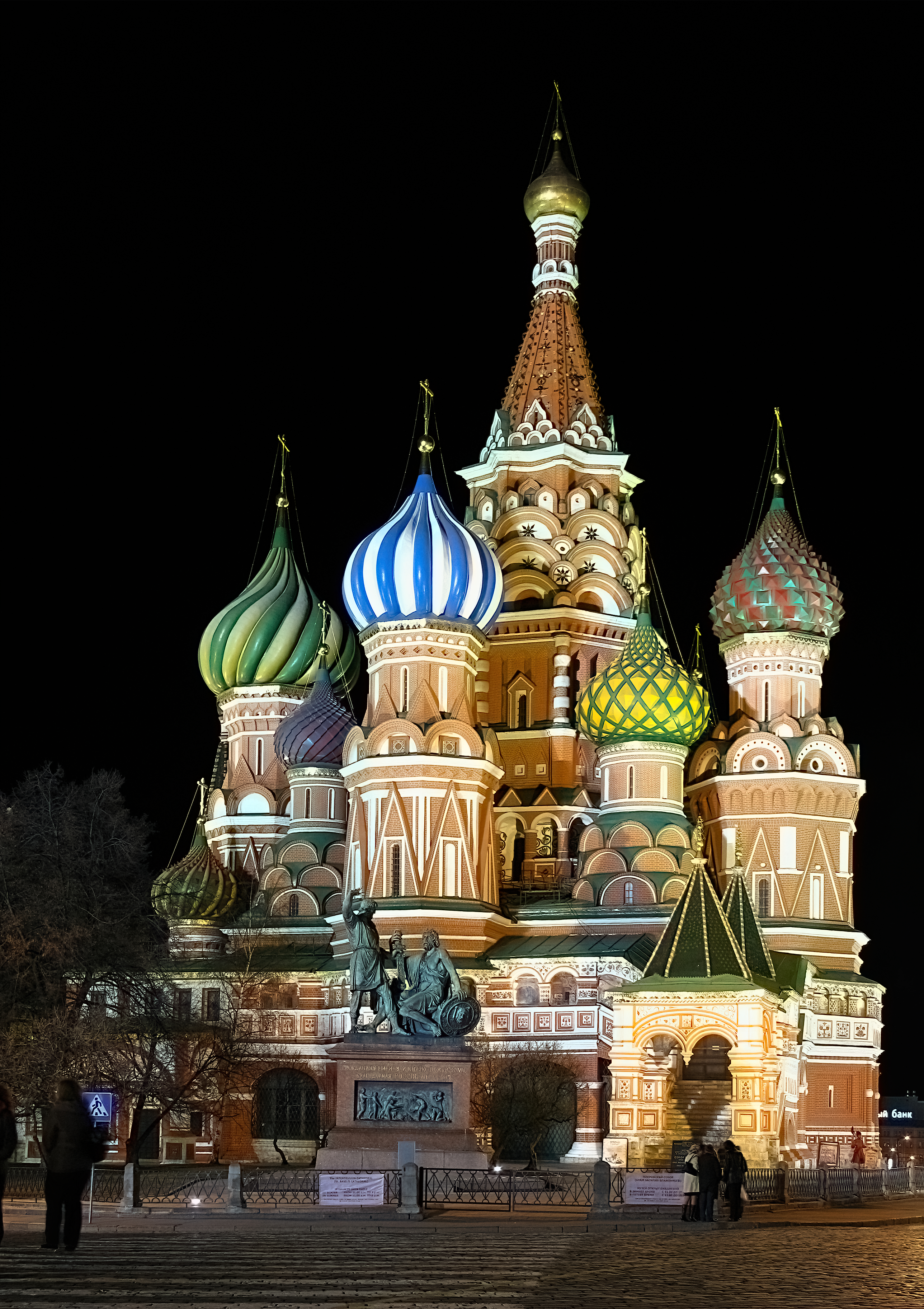
La cathédrale Saint-Basile.

Parmi les plus anciens édifices du Kremlin de Moscou figurent également plusieurs édifices civils. Le Palais à Facettes (1487–1491) est le plus remarquable. Les architectes italiens Marco Ruffo et Pietro Antonio Solari le construisirent comme un grand hall pour la tenue de cérémonies et des célébrations d’État et pour la réception des ambassadeurs étrangers. La construction civile la plus notable du XVIIe siècle construite par des maîtres russes est le Palais des Térems.

#### La place Rouge

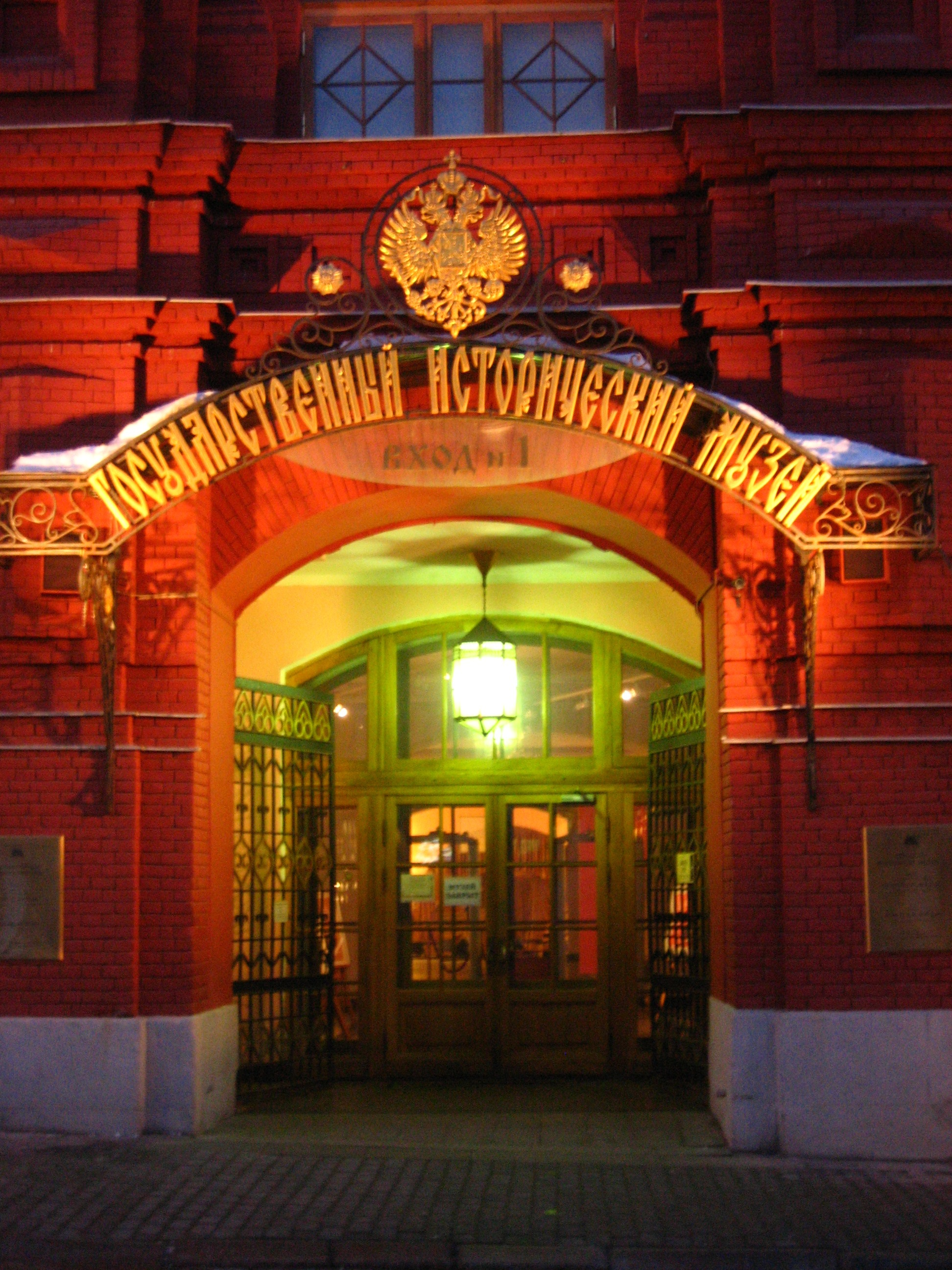
Le bâtiment du Musée historique d'État, à l'entrée de la Place Rouge

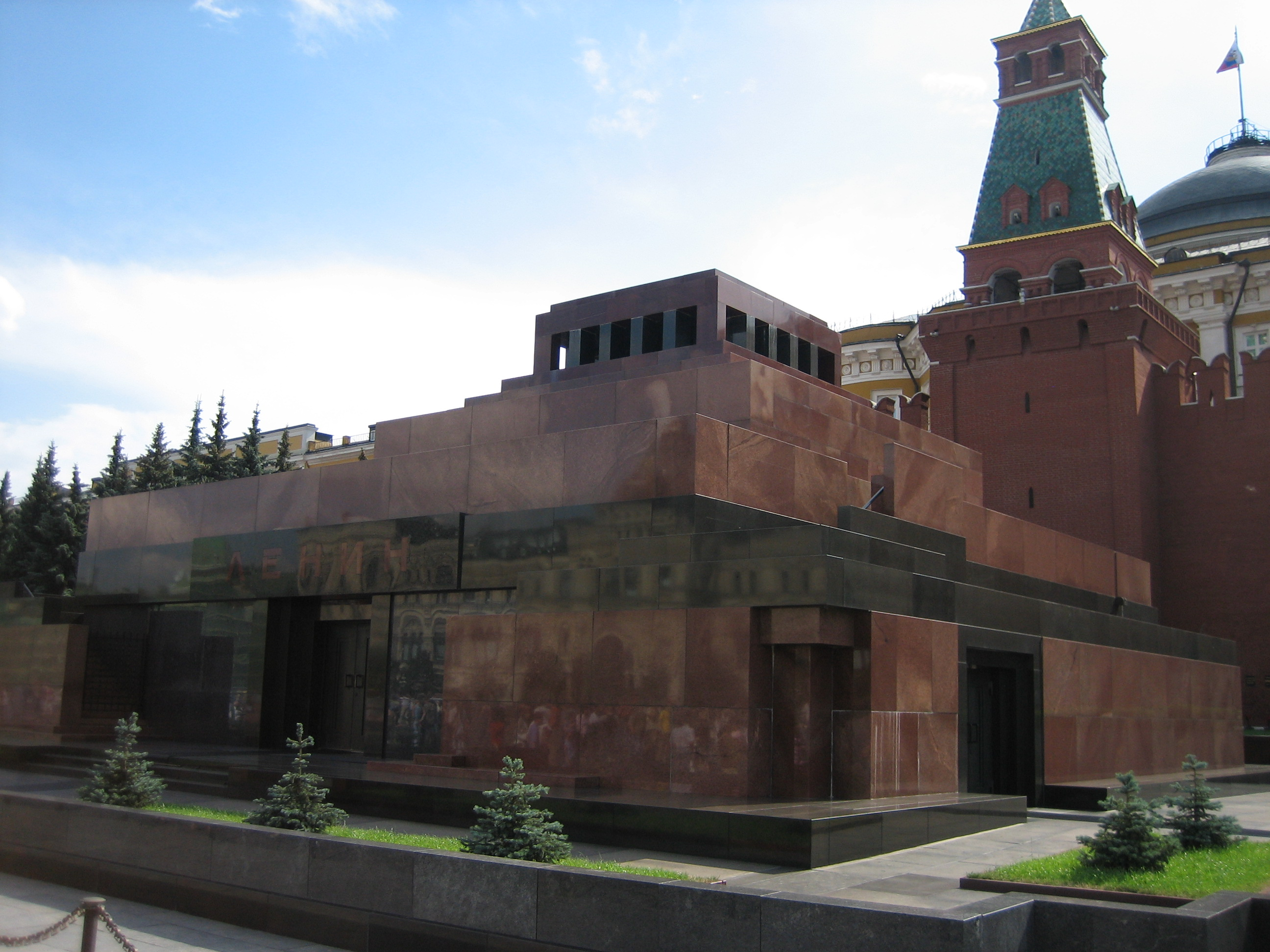
Le mausolée de Lénine sur la place Rouge

La place Rouge, étroitement liée au Kremlin, s’étend au pied de son mur est. À l’extrémité sud se trouve la cathédrale Pokrovski (cathédrale Saint-Basile-le-Bienheureux), un des monuments les plus magnifiques de l’architecture russe traditionnelle. Elle a été érigée entre 1555 et 1560 pour commémorer la victoire d’Ivan le Terrible sur la Khanat de Kazan. Au XVIIe siècle, la cathédrale prend son apparence actuelle avec le revêtement décoratif de ses dômes et les peintures qui ornent l’intérieur et l’extérieur de la cathédrale. La construction de la place Rouge fut achevée au XIXe siècle avec l’érection du Musée historique impérial (aujourd’hui Musée historique d’État) ; les Galeries marchandes supérieures (Goum) et les Moyennes galeries commerciales. En 1929 fut achevé le Mausolée de Lénine, conçu par Alexeï Chtchoussev, exemple remarquable de l’architecture monumentale soviétique.

#### Autres monuments
Deux autres monuments de Moscou sont inscrits au Patrimoine mondial de l'Unesco. L'ensemble du couvent Novodievitchi faisait partie d’un ensemble monastique s’inscrivant dans le système de défense de la ville. Le couvent a été directement associé à l’histoire politique, culturelle et religieuse de la Russie, et plus étroitement encore au Kremlin de Moscou. Il était fréquenté par des femmes de la famille du tsar et de l’aristocratie. Des membres de la famille et de l’entourage du tsar reposent dans son cimetière. Le couvent offre un des exemples les plus brillants de l’architecture russe, avec ses intérieurs richement ornés et une vaste collection de peintures et d’objets précieux. L'Église de l'Ascension à Kolomenskoïe construite en 1532 dans le domaine impérial de Kolomenskoïe, à proximité de Moscou, pour célébrer la naissance de celui qui devait devenir Ivan le Terrible. C'est l'un des premiers exemples d'églises traditionnelles à toits en pavillon sur une structure de pierre et de brique et elle a eu une grande influence sur le développement de l'architecture religieuse russe.
- La place du Manège
- Le monastère Andronikov en centre-ville.Le Manège
- La cathédrale du Christ-Sauveur

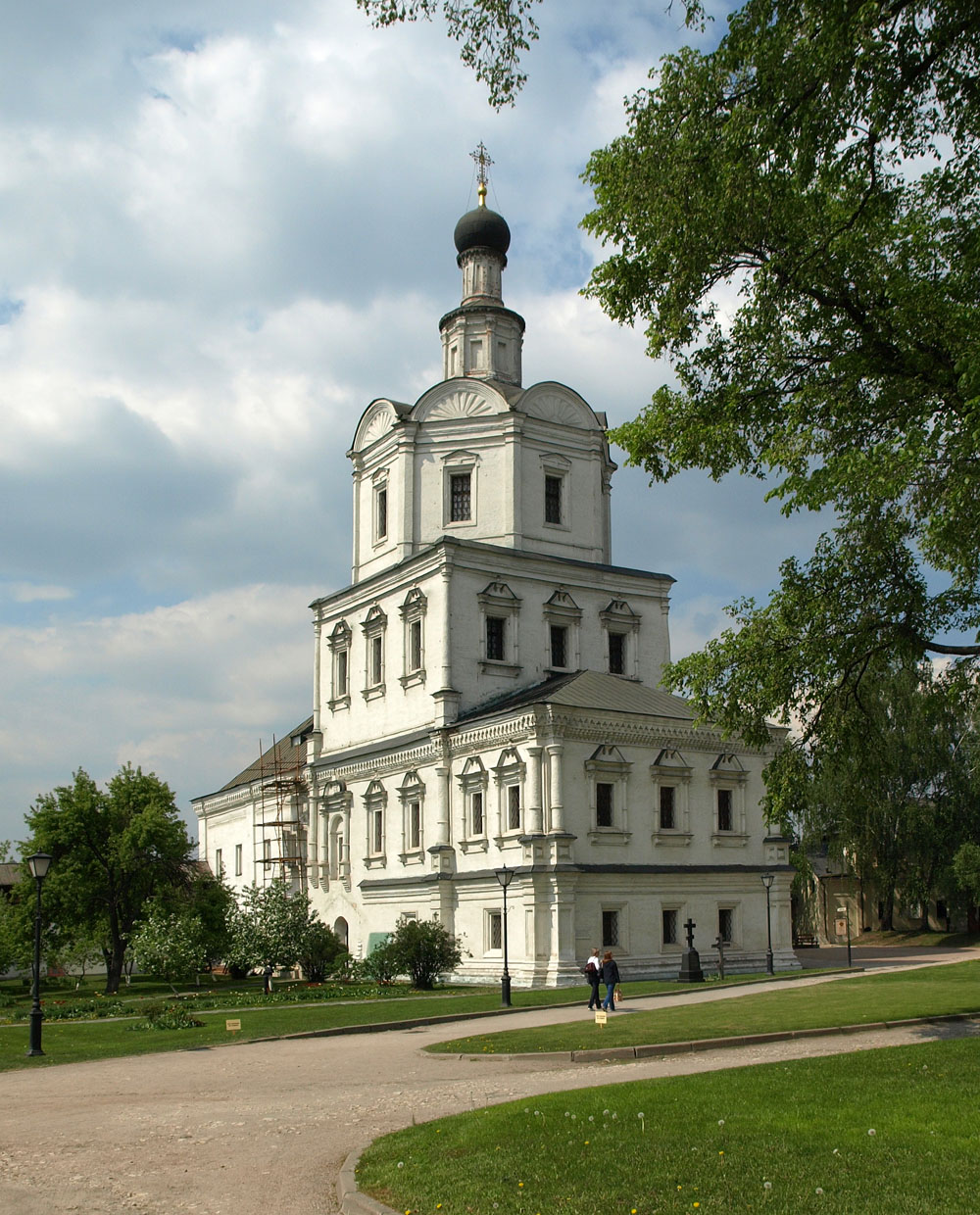
Le monastère Andronikov en centre-ville.

- La tour Ostankino (télé et radiodiffusion)
- La tour Choukhov
- Les gratte-ciel staliniens dont le plus remarquable est l'université Lomonossov.
- Le monastère Danilov siège du patriarche de l'Église orthodoxe russe.

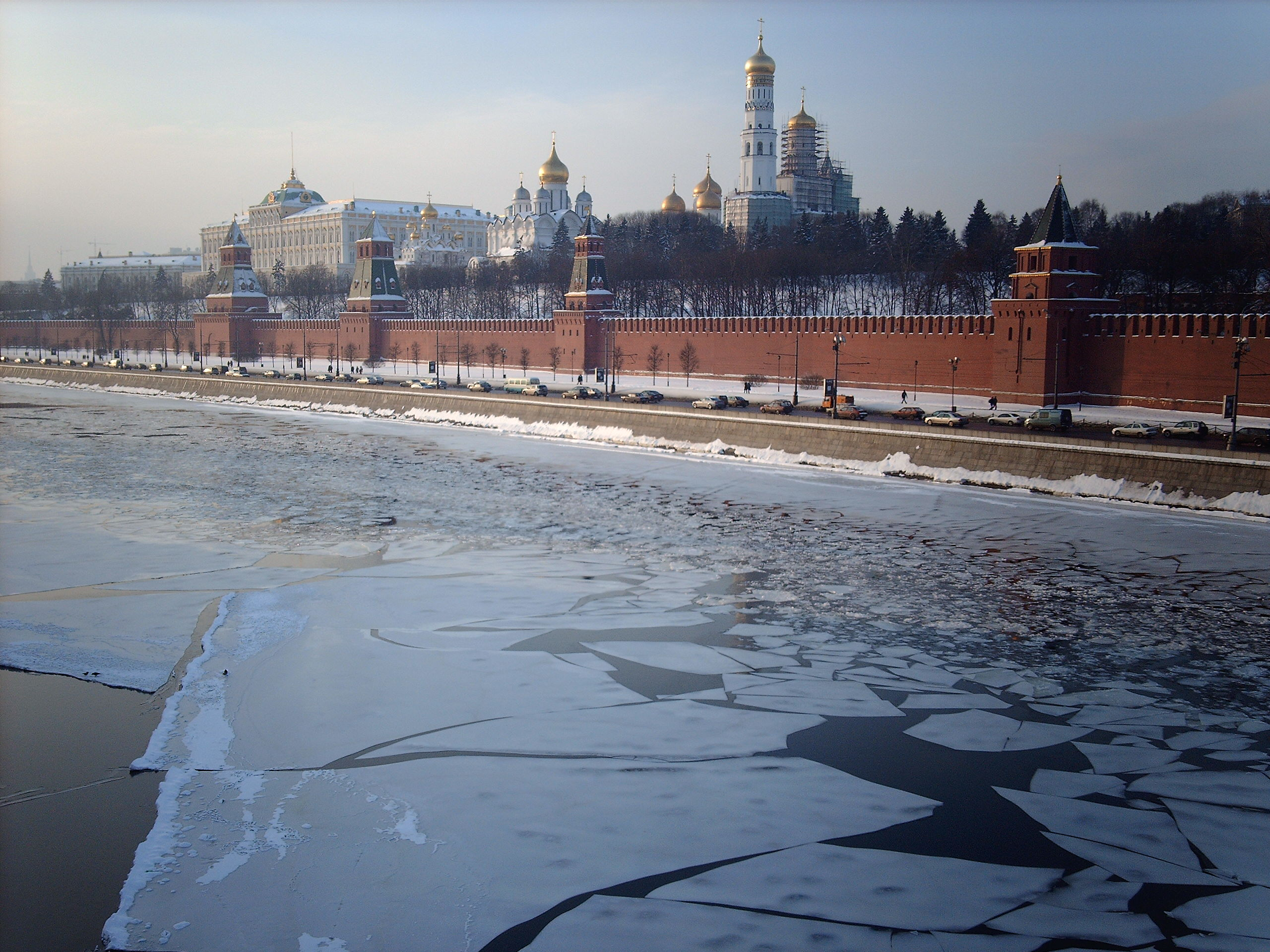
La Moskova gelée devant le Kremlin.
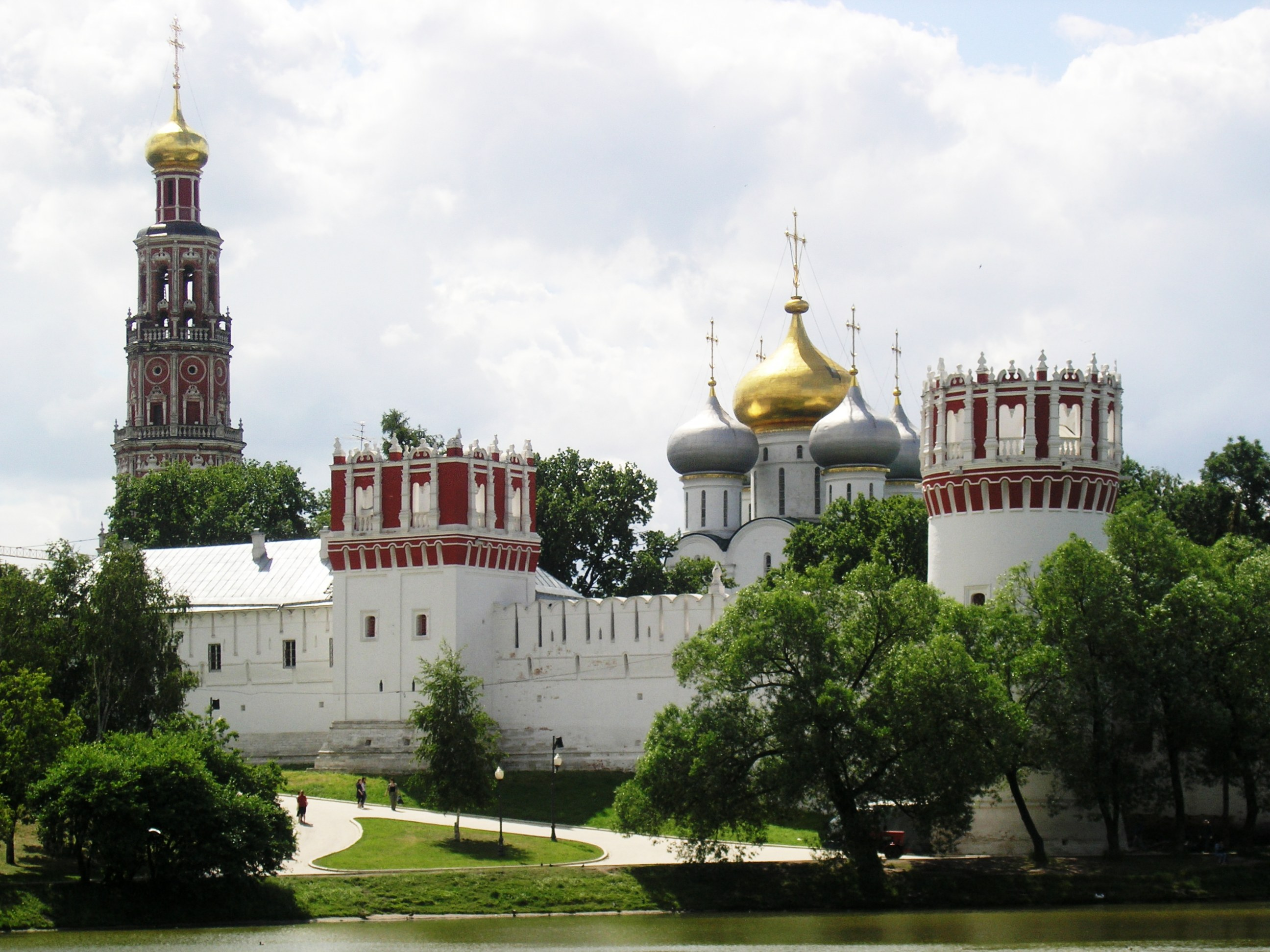
Le couvent de Novodievitchi en été.
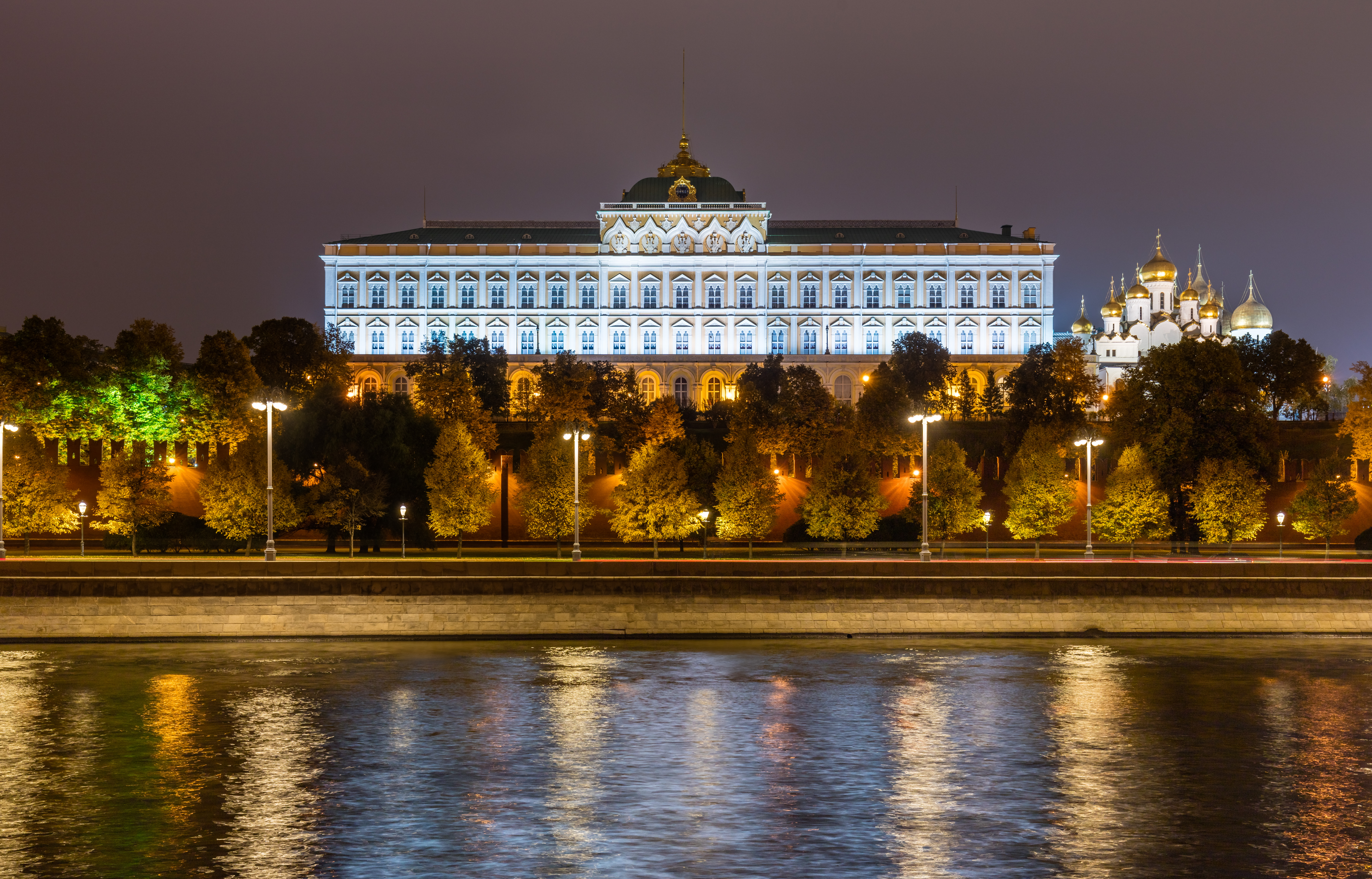
Le palais du Kremlin photographié de nuit
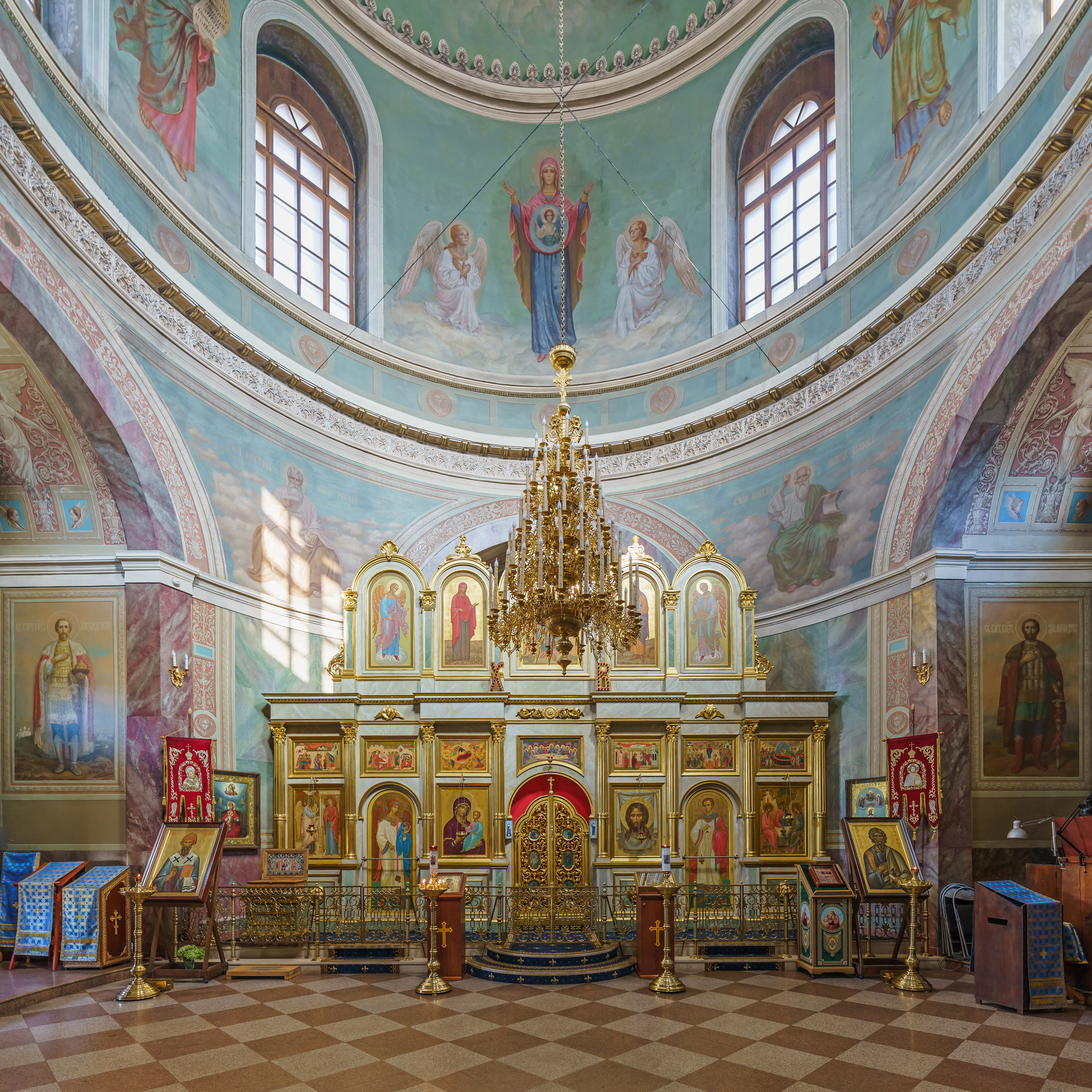
Intérieur de l'église Notre-Dame de l'icône d'Iveron à Vspolie à Moscou, août 2018.
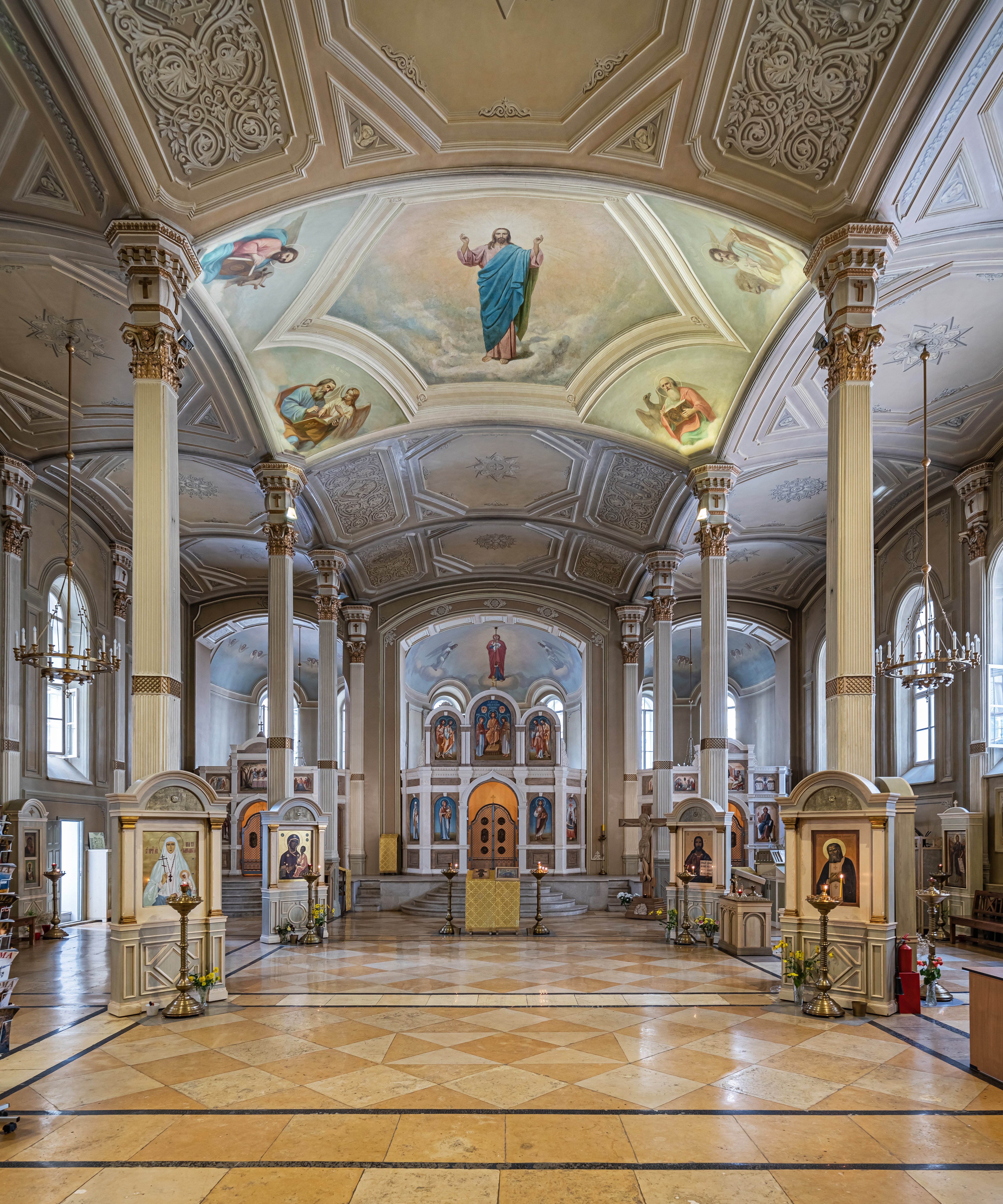
Храм Успения Пресвятой Богородицы на Успенском Вражке (ru). Aout 2021.

### Espaces verts

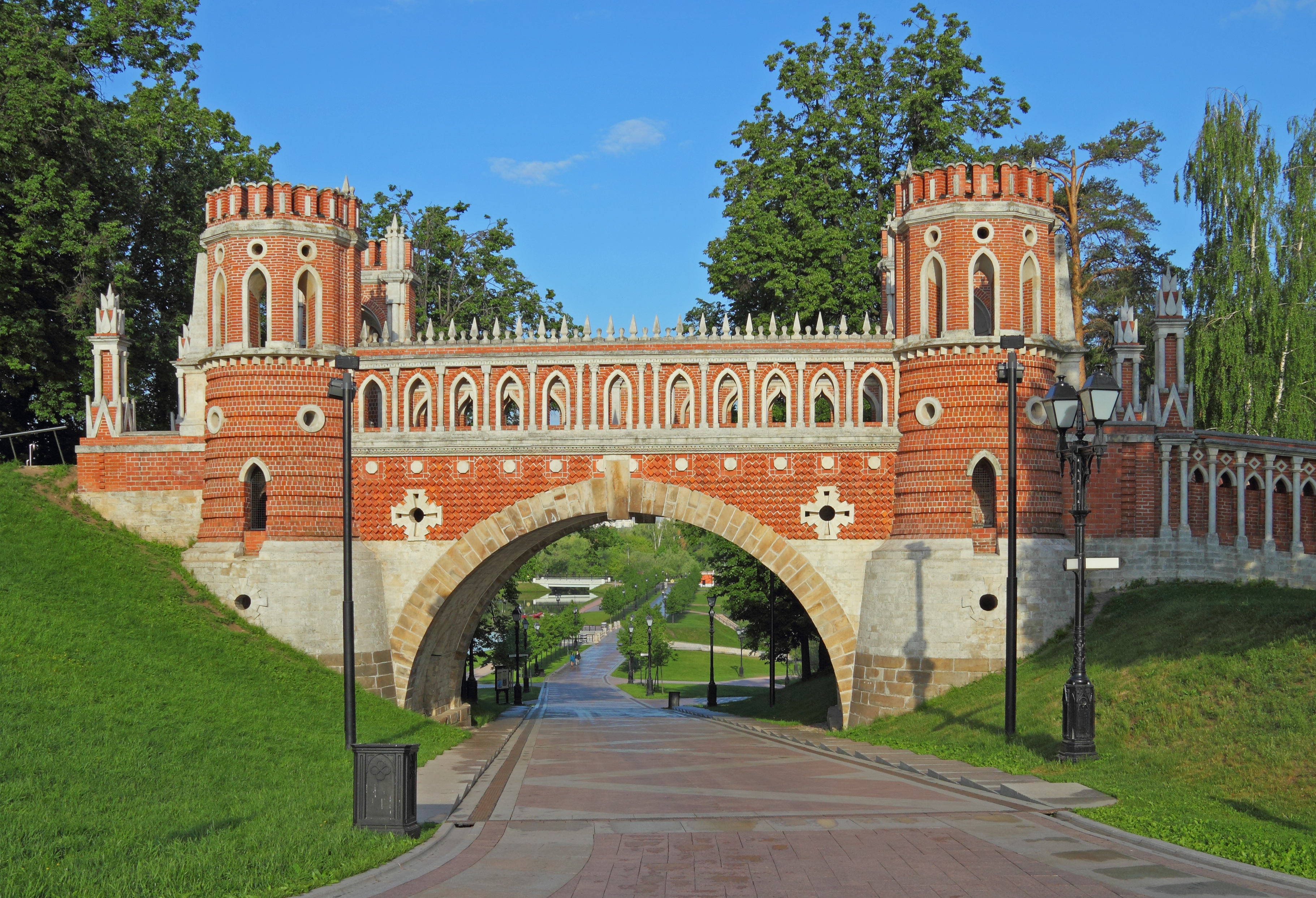
Le pont des Figurines (Фигурный мост ou pont Figourny) dans le parc du palais de Tsaritsyno.

Il y a 96 parcs et 18 jardins à Moscou, dont quatre jardins botaniques. Au total, les espaces verts représentent 450 km2, sans compter plus de 100 km2 de forêt. Si on la compare aux villes de même taille d'Europe de l’Ouest ou d'Amérique, Moscou est une ville relativement riche en verdure. Chaque Moscovite dispose en moyenne de 27 m2, contre 6 à Paris, 8,6 à New York et 7,5 à Londres. On trouve souvent dans les parcs de Moscou des statues de personnalités du pays : Nicolas Gogol et Alexandre Pouchkine font ainsi partie des nombreuses personnes immortalisées dans les espaces verts de Moscou. La quasi-totalité des statues de personnalités de l'ère soviétique ont disparu. Beaucoup ont été regroupées dans le parc des Statues sur les bords de la Moskova, non loin du centre.
- Le parc Gorki, du nom de l'écrivain Maxime Gorki, fut fondé en 1928. Sa partie principale, d'une superficie de 69 hectares le long de la Moskova, contient des estrades, des jeux pour enfants parmi lesquels les étangs de la Grande Roue dans lesquels flottent bateaux et vélo aquatiques, des courts de tennis et d'autres installations sportives.
- Le parc Gorki longe le jardin Neskoutchni, le plus vieux parc de la ville, ancienne résidence de l'Empereur, d'une superficie de 41 hectares, qui contient le théâtre de Verdure, l'un des plus vastes amphithéâtres à toit ouvert d'Europe, d'une capacité de 15 000 personnes.
- Le parc Izmaïlovski créé en 1931 est l'un des plus grands au monde. Il a une superficie de 15,34 km2, soit six fois celle de Central Park à New York.
- Le parc Sokolniki, est l'un des plus anciens de Moscou et sa superficie de 6 km2 est le quadruple du parc londonien de Hyde Park. Il comporte un labyrinthe composé de chemins verdoyants.
- Le parc national Lossiny Ostrov (Национальный парк «Лосиный Остров», littéralement « parc national de l'Île aux Élans »), en bordure du parc Sokolniki, d'une superficie de plus de 116 km2 est le premier parc de Russie, situé dans l'oblast de Moscou. Il est aussi connu sous le nom de Taïga urbaine, et on y trouve facilement des élans en liberté.
- Le jardin botanique de Moscou, dit jardin Tsitsyne de l'Académie des sciences, fondé en 1945 dans l'ancien domaine des comtes Cheremetiev, est le plus grand d'Europe, couvrant un territoire de 3,61 km2, en bordure du centre panrusse des expositions. Plus de 20 000 espèces différentes de plantes de différentes parties du monde y sont exposées. Il comporte aussi un laboratoire de recherche scientifique.
- Le parc du palais de Tsaritsyno et le parc Kouzminki sont des immenses parcs paysagers prisés des promeneurs.
- Le parc VDNKh est une foire-exposition commerciale et d'amusement permanente dans le quartier d'Ostankinski.
- Le parc Zariadié est un jardin public créé en 2017 au centre de la ville.

Le zoo de Moscou est le domicile de presque un millier d'espèces et de plus de 6 500 spécimens. C'est une attraction très prisée qui accueille chaque année plus de 1,2 million de visiteurs adultes.

Parcs et jardins moscovites
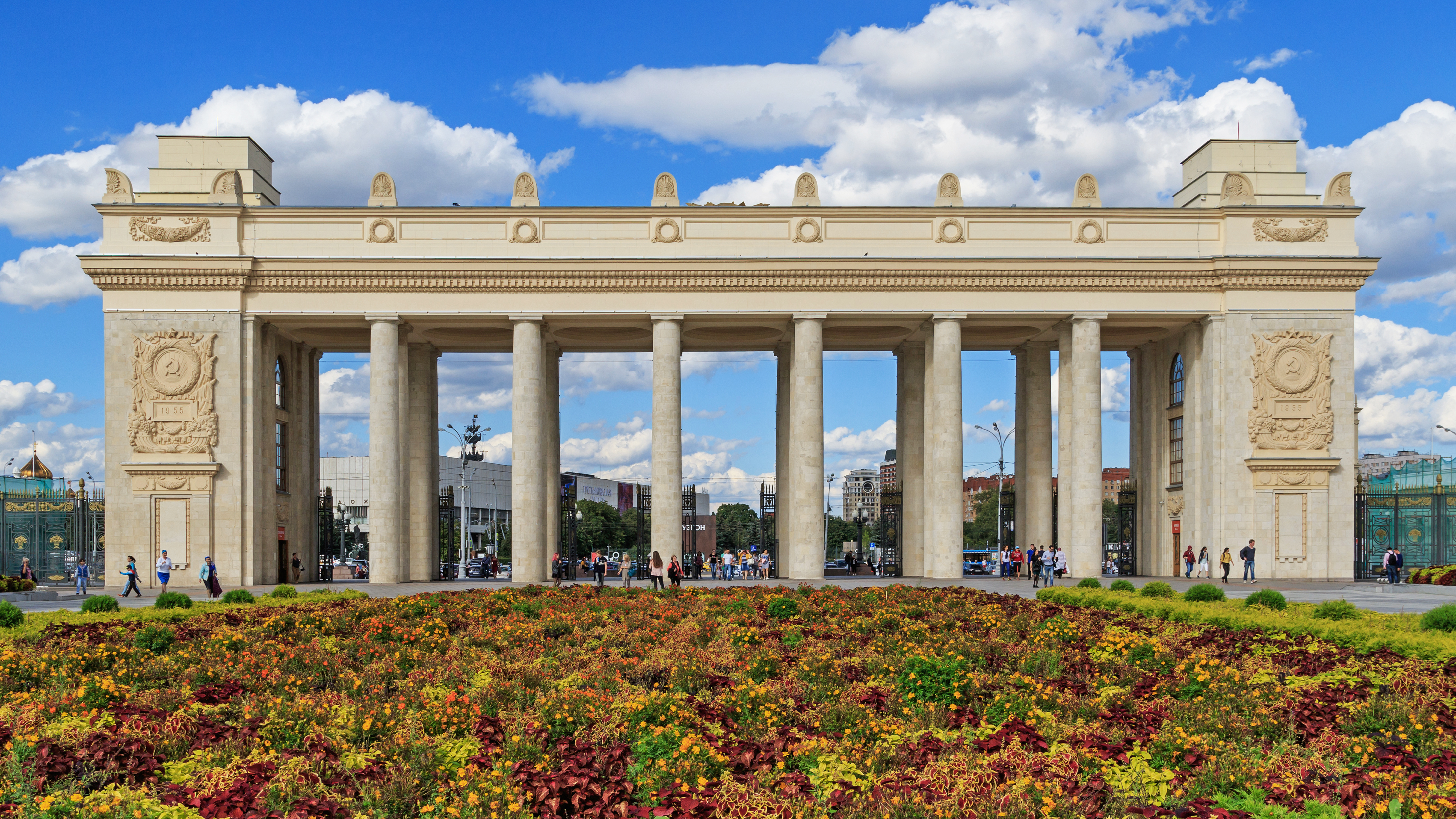
Porte principale du parc Gorki.
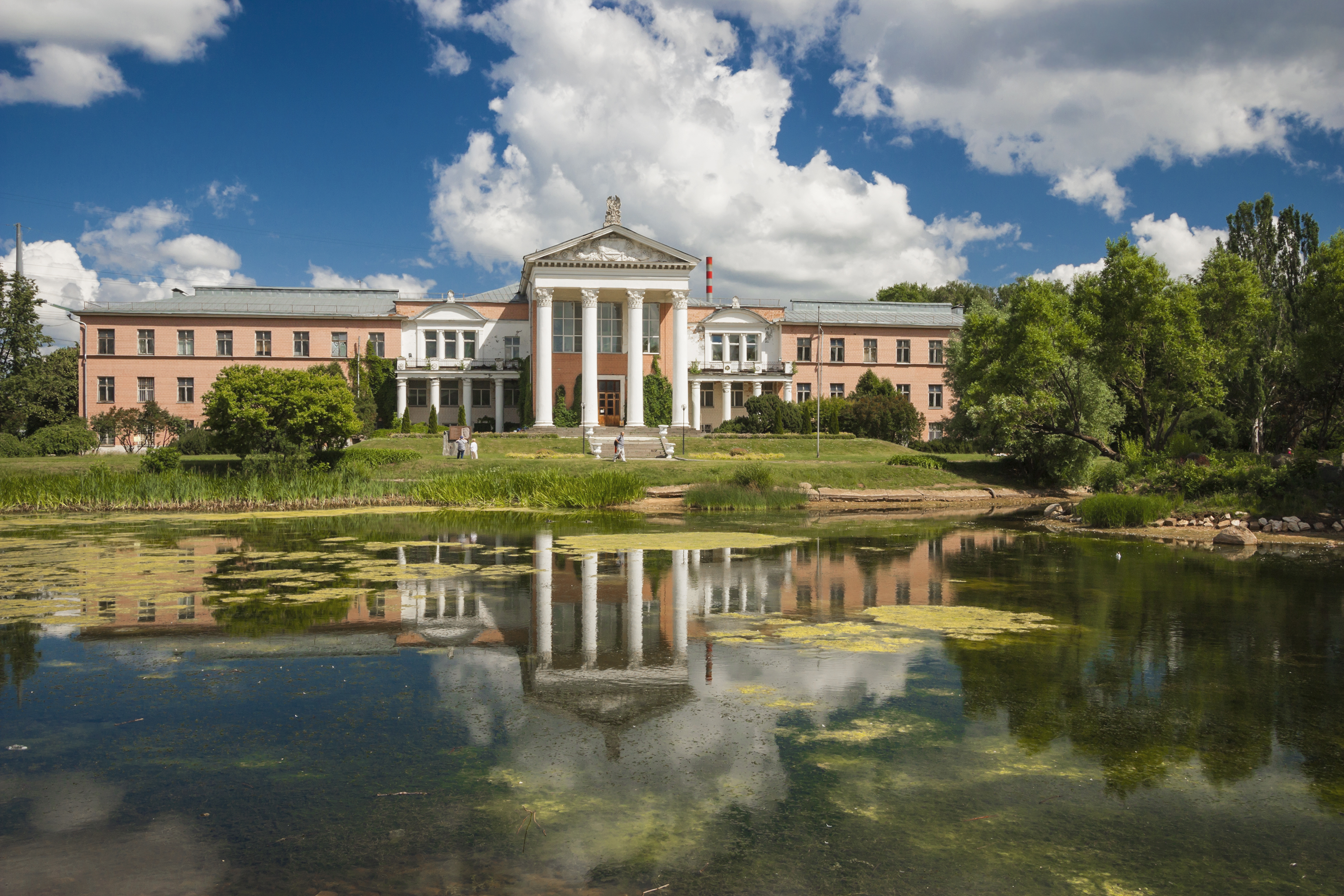
Bâtiment principal du Jardin botanique de Moscou.

### Développements récents

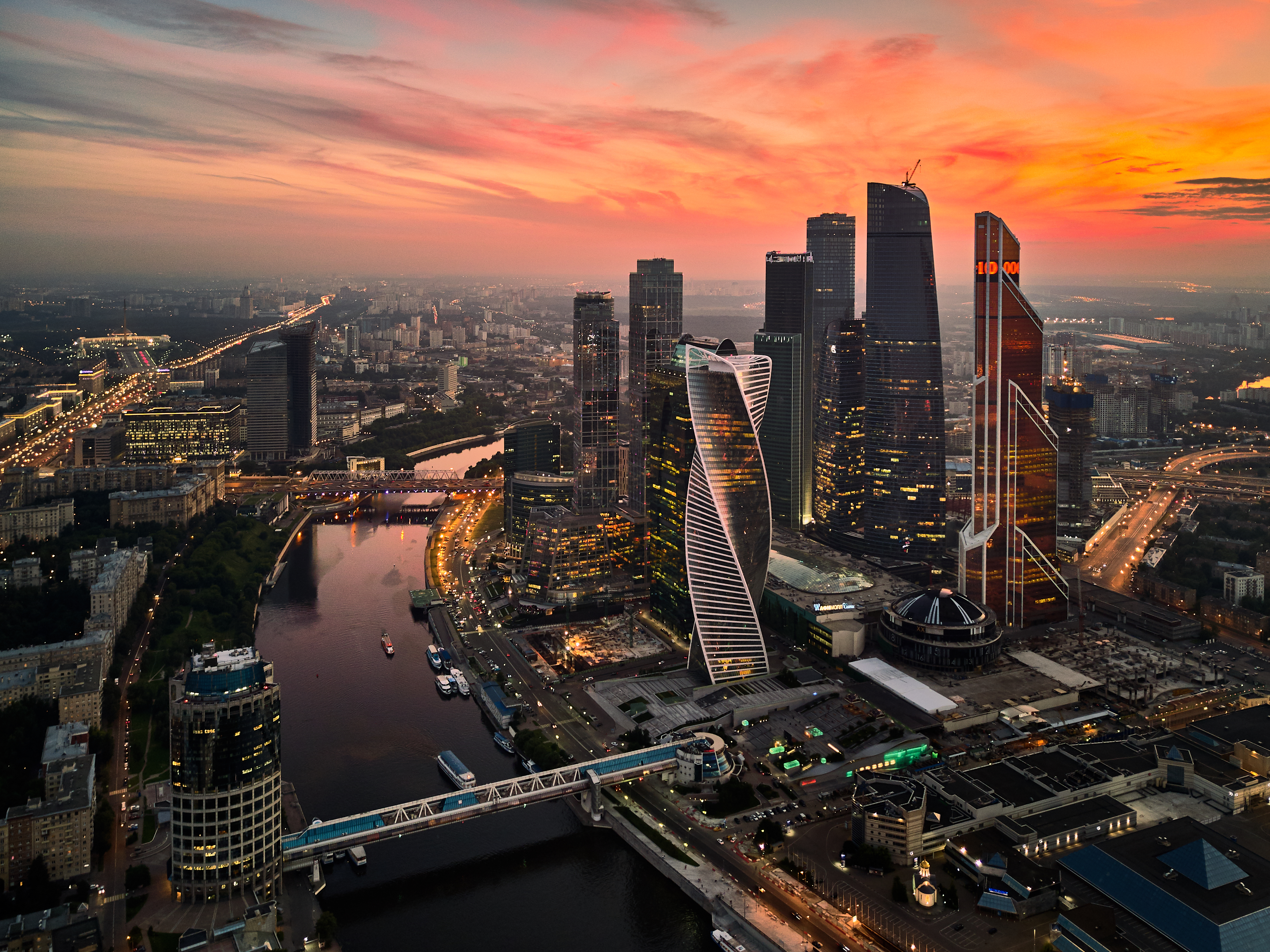
Moskva-City.

Moskva City est le quartier d'affaires de la ville. Il est situé hors du centre historique, dans le district de Presnenski. La zone de Moskva City connaît un développement intense. Le projet fut initialement conçu en 1992 et vise à développer une zone économique et un nouveau quartier d'habitations. La taille de la zone est d'un kilomètre carré. Cette zone est la seule pouvant accueillir un tel projet de grande échelle, car elle n'abritait que des usines et de vieux complexes industriels. La tour de la Fédération achevée en 2017 et qui est la plus haute tour d'Europe (373 mètres). Elle devait être dépassée par la tour de Russie, dont la hauteur devait atteindre pratiquement 650 mètres, mais la construction de cette tour s'est arrêtée le 6 avril 2009, à cause de la crise économique. Le complexe inclut également de nombreux autres gratte-ciel de verre, des centres commerciaux, un centre aquatique ainsi que d'autres centres récréatifs. Le centre abrite également l'immeuble de l'administration de Moscou, ainsi que des tours résidentielles de haut standing. Quatre nouvelles stations de métro relient ce quartier au reste de la ville. Il est prévu d'en construire d'autres, ainsi qu'une ligne directe jusqu'à l'aéroport international Cheremetievo.
Dans l'oblast de Moscou, une part toujours plus importante de logements neufs est occupée par les maisons individuelles (très rares à Moscou) qui fleurissent dans des zones autrefois boisées et des complexes d'appartements dans les limites de la ville même. Les grues sont visibles partout dans la ville et l'on construit, en plus des logements, toujours plus de centres commerciaux, complexes sportifs et récréatifs et des bureaux. La rénovation est également un phénomène qui touche toutes les parties de la ville : dans la périphérie l'on rénove toujours plus de quartiers datant de l'ère communiste.

## Éducation
Cette section ne s'appuie pas, ou pas assez, sur des sources secondaires ou tertiaires indépendantes du sujet. Le texte peut contenir des analyses inexactes ou inédites de sources primaires.
Pour l'améliorer, ajoutez-en, ou placez des modèles {{Source secondaire souhaitée}} ou {{Source secondaire nécessaire}} sur les passages mal sourcés. (octobre 2024)

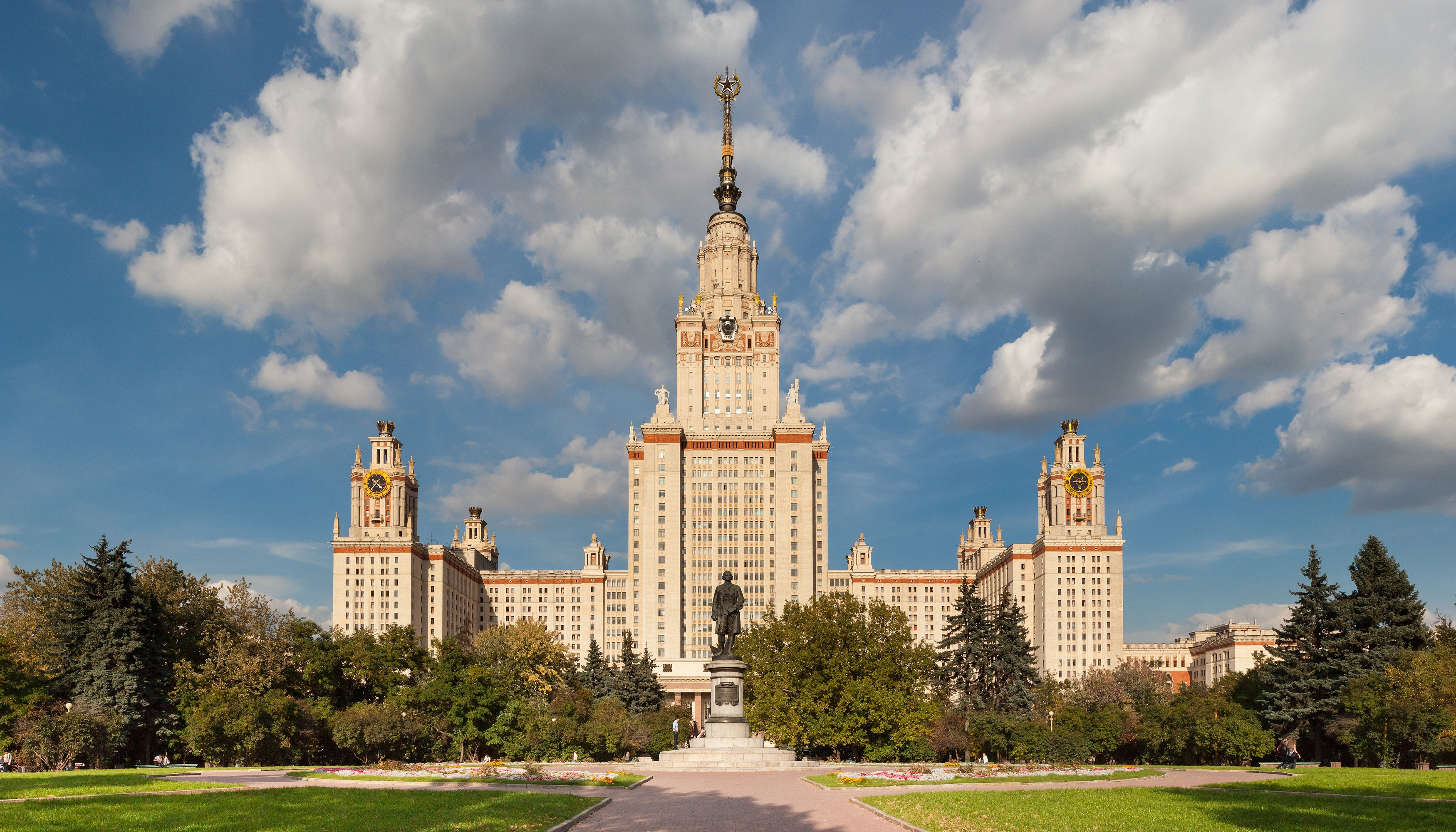
Le bâtiment principal de l'université d'État de Moscou est un des sept gratte-ciel staliniens.

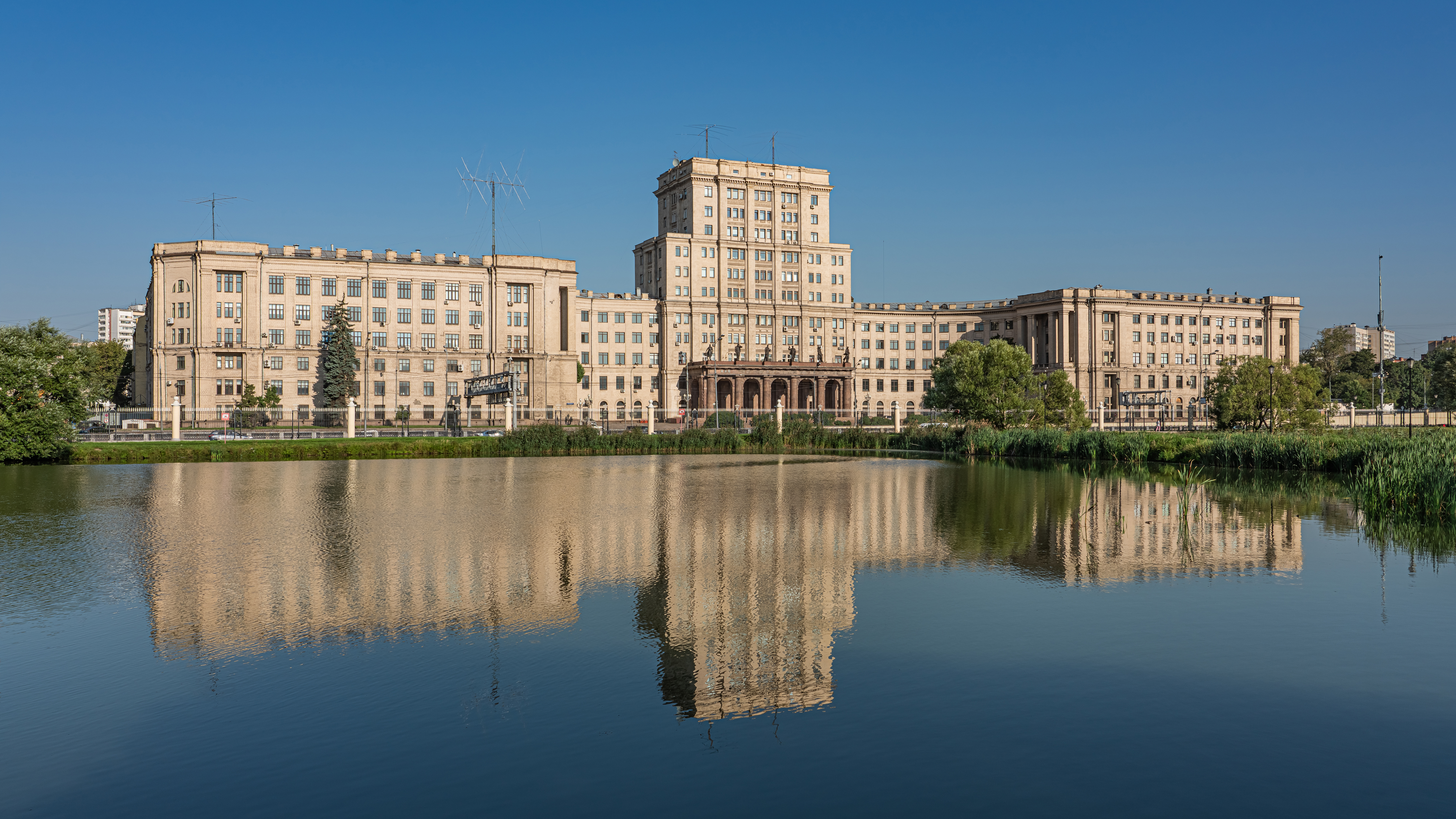
L'université technique d'État de Moscou-Bauman.

La ville de Moscou abrite de nombreuses universités et instituts d'études supérieures et près d'un million d'étudiants y suivent des cours[source insuffisante].
- L'université la plus renommée est l'université d'État de Moscou (MGU) qui dispense des formations dans toutes les matières et a pour vocation de former l'élite du pays. Ses cours sont suivis par plus de 40 000 étudiants. Il s'agit de l'université la plus ancienne du pays (1755). Son bâtiment principal, le plus haut (240 mètres) des sept gratte-ciel staliniens construits à Moscou dans les années 1950, est situé dans la partie sud-ouest de la ville sur la colline des moineaux.
- L'université technique Bauman, fondée en 1763, forme l'élite des ingénieurs russes. Elle accueille 18 000 étudiants qui ne peuvent y accéder qu'en passant un concours très sélectif. De nombreux ingénieurs ayant joué un rôle de pionnier dans leur domaine ont été formés par cette école : Sergueï Korolev, père de l'astronautique soviétique, Vladimir Choukhov dans le génie civil et l'industrie pétrolière, Andreï Tupolev et Pavel Soukhoï dans le domaine aéronautique et Nikolaï Joukovski en aérodynamique.
- Le Conservatoire Tchaïkovski, créée en 1866, est l'école de musique la plus importante et la plus prestigieuse de Moscou. De nombreux musiciens, virtuoses ou compositeurs célèbres figurent parmi ses élèves : Serge Rachmaninov, Alexandre Scriabine, Aram Khatchatourian, Sviatoslav Richter, Mstislav Rostropovitch, David Oïstrakh.
- L'Institut d'État des relations internationales de Moscou (MGIMO) est une université spécialisée dans le domaine des relations internationales.
- L'Institut national de la cinématographie, créé en 1919, est une des plus anciennes écoles du cinéma et les plus grands cinéastes soviétiques et russes y ont été formés (Andreï Tarkovski, Otar Iosseliani, Andrei Konchalovsky…) ou y ont enseigné (Sergueï Eisenstein)[70].
- L'université des finances du gouvernement russe, ancien Institut d'État des finances de Moscou.

Parmi les autres établissements supérieurs remarquables figure l'École des hautes études en sciences économiques créée en 1992 qui est la plus reconnue des institutions apparues après le changement de régime dans le but de former des cadres adaptés à l'économie de marché. La Première Université de médecine Ivan Setchenov de Moscou est la principale faculté de médecine de la ville. L'université russe de l'Amitié des Peuples (URAP) est une université créée en 1960 pour former des cadres des pays d'Asie, d'Afrique et d'Amérique latine dans le contexte de la décolonisation et de la lutte d'influence avec les États-Unis avec en toile de fond la guerre froide. L'Académie militaire des forces armées de la fédération de Russie est l'école de formation des officiers supérieurs de l'armée russe.
Moscou concentre de nombreux institutions et établissements tournés vers la recherche d'envergure nationale. La ville héberge notamment l'Académie des sciences de Russie, l'Institut Kourtchatov (équivalent du CEA français), l'Institut de physique théorique et expérimentale, l'Institut de mathématiques Steklov et l'Institut de recherche spatiale de l'Académie des sciences de Russie. La ville dispose d'un réseau de plusieurs centaines de bibliothèques publiques. La Bibliothèque d'État de Russie, créée en 1862, héberge les œuvres fournies au titre du dépôt légal. Elle conserve 17,5 millions de volumes et 25 millions articles de différentes natures (magazines, journaux, estampes et photographies, microfiches, thèses…

## Culture
Moscou est une ville dynamique où la culture occupe une place privilégiée. La ville offre ainsi de nombreux spectacles, ballets et pièces de théâtre ainsi que plusieurs musées mondialement connus comme la galerie Tretiakov (art russe), le musée Pouchkine (beaux-arts), le Bolchoï ou encore le palais des Armures (arts décoratifs).

### Musées et galeries d'art

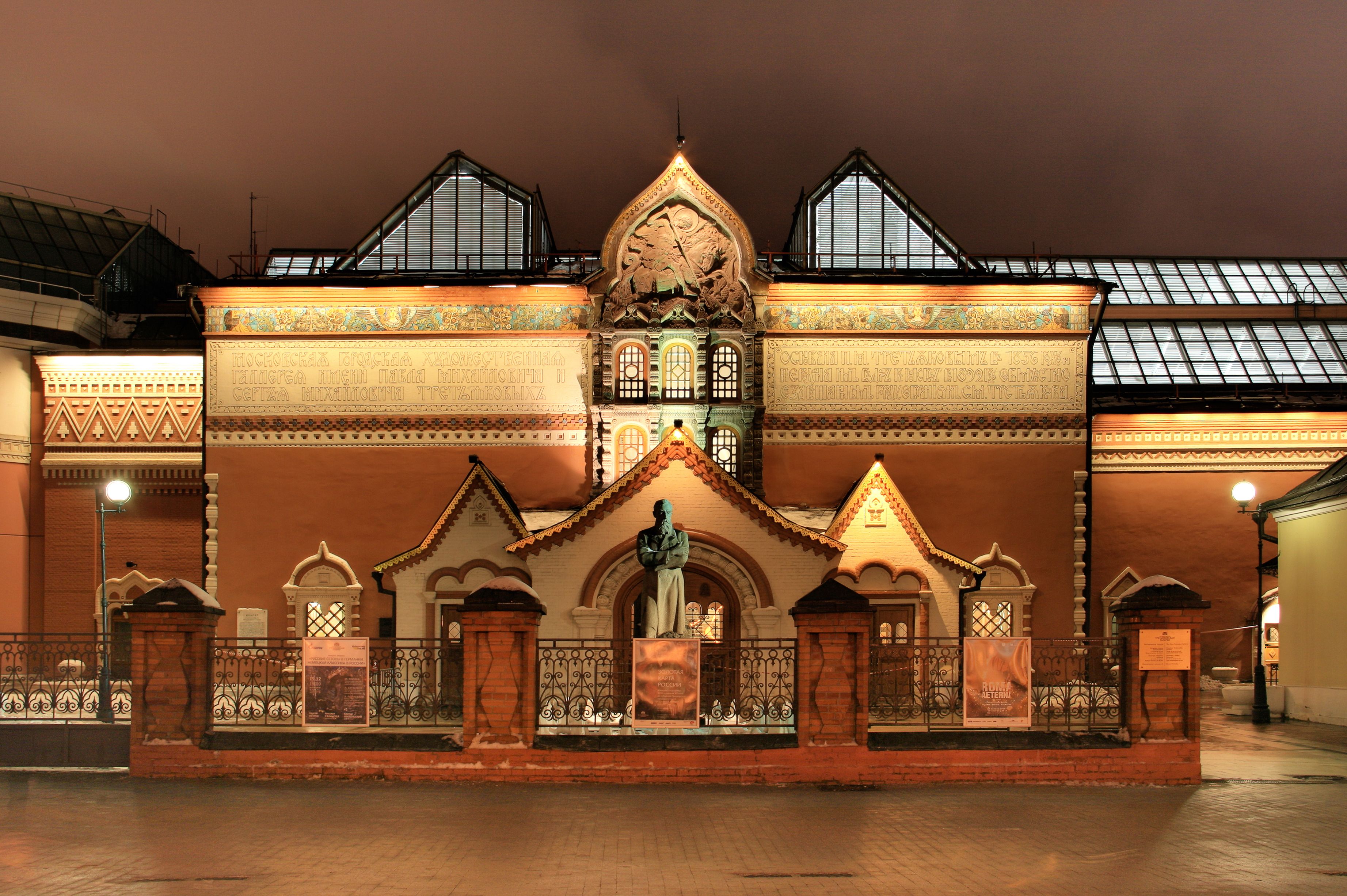
La galerie Tretiakov de nuit.

Les musées et galeries moscovites mondialement reconnus ainsi que leurs collections, font partie des plus grands et importants musées du monde. Les expositions artistiques, qu'il s'agisse de l'art classique ou moderne, y sont très fréquentes, comme à l'époque ayant précédé la période révolutionnaire. Elles regroupent toutes les branches artistiques : la peinture, la photographie, la sculpture…

#### Galerie Tretiakov
L'un des musées les plus célèbres de Moscou est la galerie Tretiakov (Государственная Третьяковская галерея), fondée par Pavel Mikhaïlovitch Tretiakov, un riche philanthrope qui fit don de son importante collection personnelle à la ville. La galerie Tretiakov est actuellement[Quand ?] scindée en deux bâtiments : l'Ancien Tretiakov, la galerie originelle située dans le quartier Tretiakovskaïa, sur la rive sud de la Moskova, abrite les ouvrages traditionnels russes. On peut y trouver les travaux de célèbres peintres pré-révolutionnaires, comme Ilia Répine, ainsi que des icônes de l'ancienne Russie. Les visiteurs peuvent même y voir de précieux originaux de l'iconographe du XVe siècle Andreï Roublev. Le Nouveau Tretiakov, créé durant la période soviétique, contient principalement des œuvres d'artistes soviétiques, ainsi que celles de quelques artistes contemporains, mais la chronologie des deux galeries se chevauche au début du XXe siècle. La nouvelle galerie inclut une reconstitution du célèbre Monument à la Troisième Internationale de Vladimir Tatline et un mélange de travaux d'artistes d'avant-garde tels que Kasimir Malevitch et Wassily Kandinsky. Des éléments du réalisme socialiste peuvent également être aperçus dans cette nouvelle galerie.

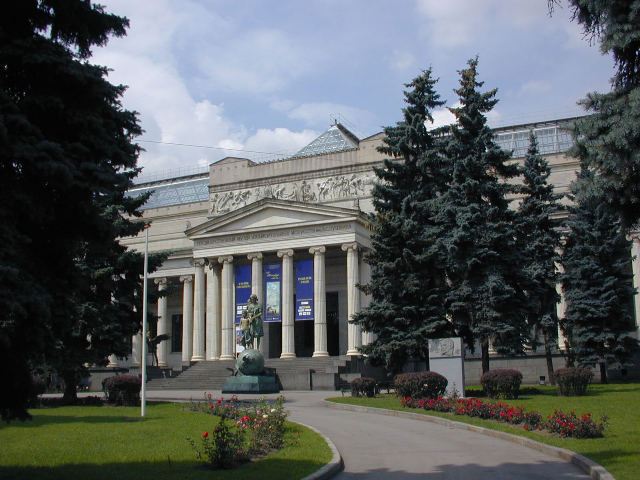
Le musée des beaux-arts Pouchkine.

#### Musée des beaux-arts Pouchkine
Un autre musée moscovite important est le musée des beaux-arts Pouchkine (Государственный музей изобразительных искусств имени А. С. Пушкина), qui fut fondé entre autres par le père de la poétesse Marina Tsvetaeva. Le Musée Pouchkine ressemble au British Museum de Londres dans la mesure où ses salles sont un croisement des civilisations du monde, riches de nombreuses fontes de plâtre d'anciennes sculptures. Cependant, il abrite également des peintures célèbres de toutes les ères de l'art occidental et on y trouve aussi bien des œuvres de Claude Monet ou Paul Cézanne que celles de Pablo Picasso. Les musées du palais de Tsaritsyno ont ouvert en 2007 et le grand palais de Tsaritsyno a pour objectif de devenir un grand musée d'art international.

#### Musée historique d'État
Le Musée historique d'État de Russie (Государственный Исторический музей) est un musée d'histoire russe situé entre la place Rouge et la place du Manège à Moscou. Ses expositions sont de nature variable, des reliques de tribus préhistoriques ayant vécu dans la Russie actuelle à des dessins d'une valeur inestimable acquis par les membres de la dynastie des Romanov. Le nombre total d'objets appartenant à la collection du musée est de l'ordre de plusieurs millions.

#### Musée Polytechnique et Musée de l'astronautique
Le Musée Polytechnique (Политехнический музей) fondé en 1872 est le plus grand musée technique de Russie, et expose une vaste étendue d'inventions historiques et technologiques, incluant des automates humanoïdes du XVIIIe siècle et les premiers ordinateurs soviétiques. Il contient plus de 160 000 objets. Le Musée mémorial de l'astronautique est consacré au programme spatial russe et soviétique qui dominait le début de l'ère spatiale avec des sections consacrés aux programmes spatiaux des autres nations. Il est installé dans le socle du monument des Conquérants de l'Espace.

#### Musée-Panorama Borodino
Le Musée-Panorama Borodino, situé sur l'avenue Koutouzov permet aux visiteurs de vivre l'expérience d'un champ de bataille grâce à un diorama de 360°. Il fait partie de l'immense mémorial historique commémorant la victoire de la Guerre Patriotique de 1812 face à l'armée napoléonienne, qui inclut également l'Arc de Triomphe érigé en 1827.

### Théâtres et arts du spectacle

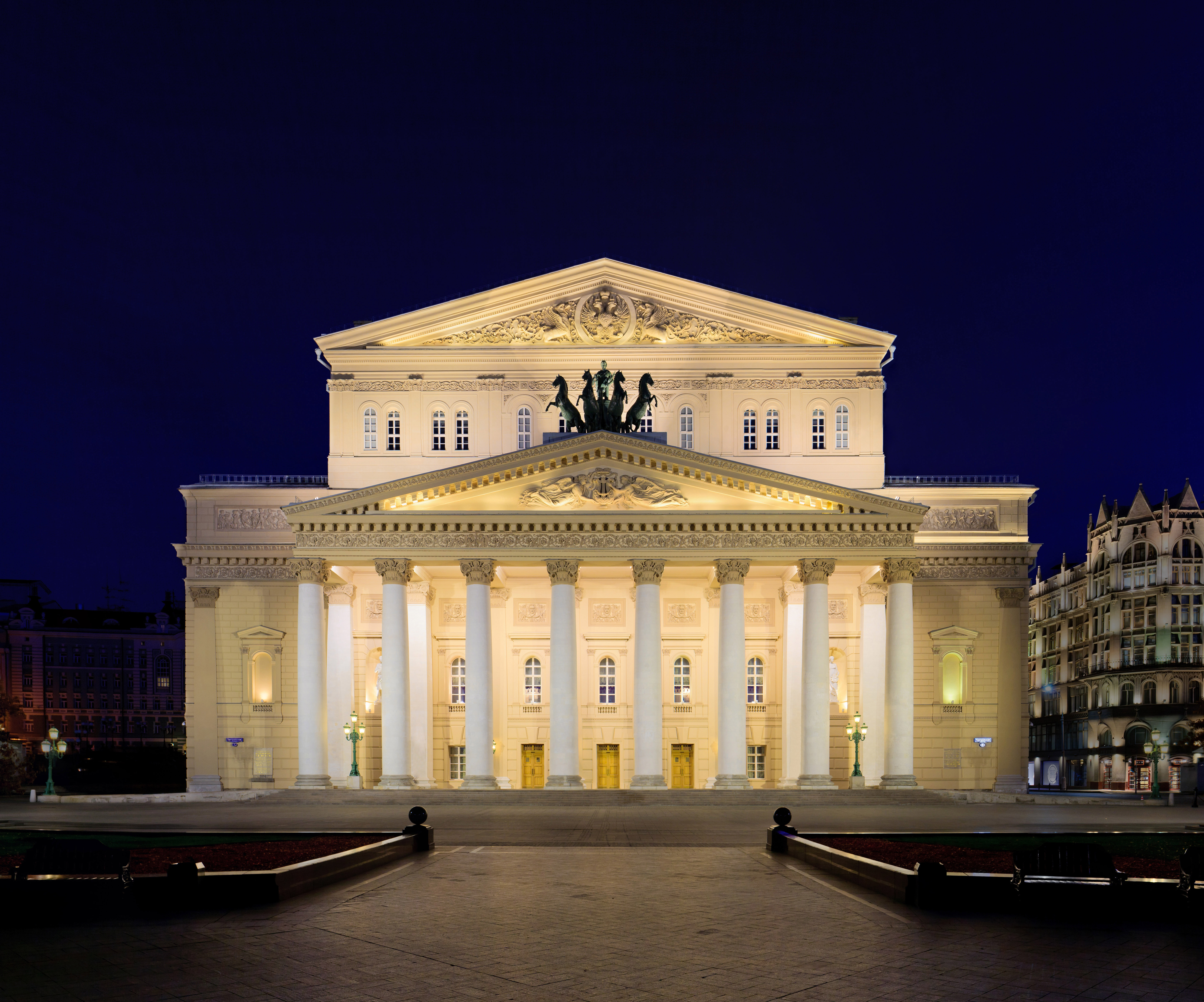
Le Théâtre Bolchoï.

Les arts du spectacle sont bien représentés à Moscou. La ville est réputées pour ses représentations de ballet, ses concerts de musique symphonique et sa vie théâtrale. La ville dispose de 93 théâtres, 132 salles de cinémas et 24 salles de concert.
Parmi les nombreux théâtres et ballets moscovites, on trouve notamment le Théâtre Bolchoï (en russe, Grand Théâtre) et le Théâtre Maly (Petit Théâtre), ainsi que le théâtre Vakhtangov et le Théâtre d'art de Moscou (Московский Художественный Академический Театр). Les répertoires d'une saison typique à Moscou couvrent un large spectre musical et les interprétations modernes d'œuvres classiques, qu'il s'agisse d'opéra ou de théâtre, sont fréquemment à l'affiche. La Salle de concert Rossiya (Государственный центральный концертный зал « Россия »), connue pour ses ballets et ses représentations, était un lieu de concerts fréquents de pop-stars comme Alla Pougatcheva et se trouvait à l'hôtel Rossiya, le plus grand hôtel d'Europe, aujourd'hui démoli. Une nouvelle salle de concert doit être inaugurée au même emplacement mais au milieu du Parc Zariadié.

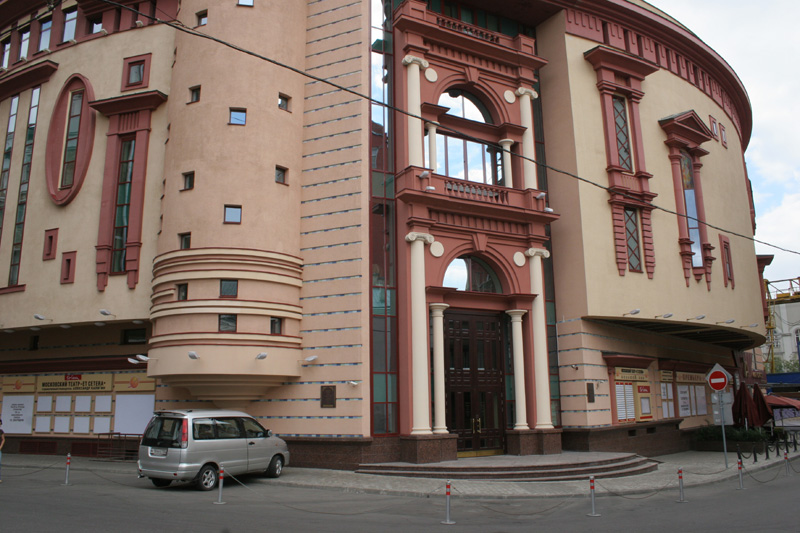
Le Théâtre Et Cetera.

Moscou possède plusieurs orchestres symphoniques de renom, au premier rang desquels l'Orchestre philharmonique de Moscou et l'Orchestre national de Russie. On peut également citer l'Orchestre symphonique Tchaïkovski de la Radio de Moscou, l'Orchestre symphonique de la fédération de Russie et l'Orchestre symphonique Capella de l'État de Russie. Le Centre International des Arts du Spectacle de Moscou, ouvert en 2003, aussi connu sous le nom de Maison Internationale de la Musique de Moscou (Московский международный Дом музыки), est réputé pour ses spectacles de musique classique. Il possède également le plus grand orgue de Russie, installé dans la salle Svetlanov.
La ville de Moscou comporte également deux grands cirques dont les artistes sont connus sur la scène internationale sous l'appellation cirque de Moscou : il s'agit du Grand cirque d’État de Moscou et du Cirque Nikouline, le plus ancien, qui comportait dans ses rangs le célèbre acteur et clown Youri Nikouline.
L'industrie du cinéma soviétique fait partie intégrante de l'histoire du film et le studio Mosfilm a produit de nombreux films classiques soviétiques artistiques ou d'une veine plus populaire. Toutefois, malgré la présence continue et la réputation de cinéastes russes reconnus sur le plan international, les studios autrefois prolifiques se sont faits plus discrets. Les films historiques rares sont projetés au cinéma Salut (films de la collection du Musée du Cinéma).

## Sports

### Équipements sportifs

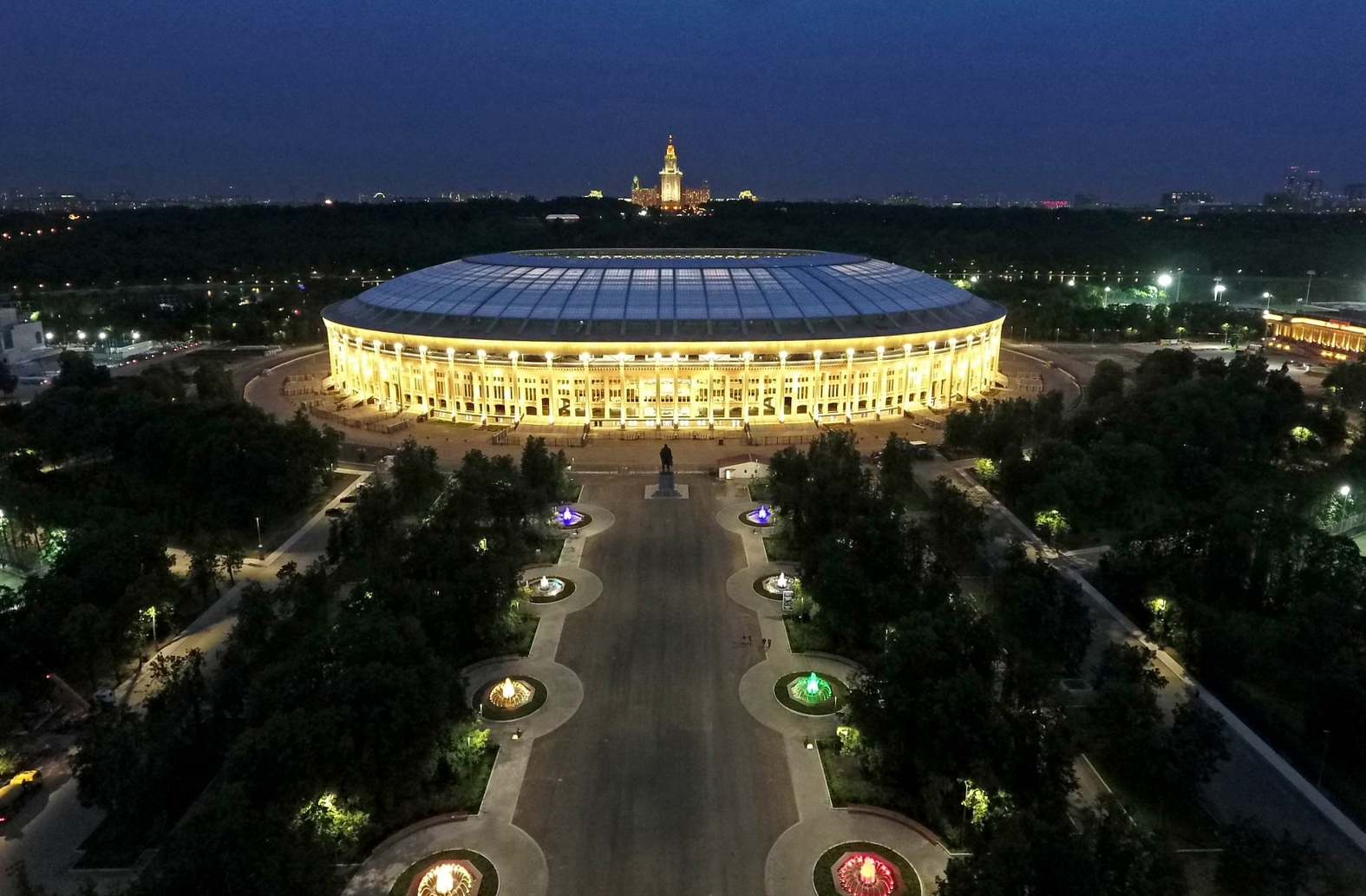
Le stade Loujniki est dédié aux matchs nationaux.

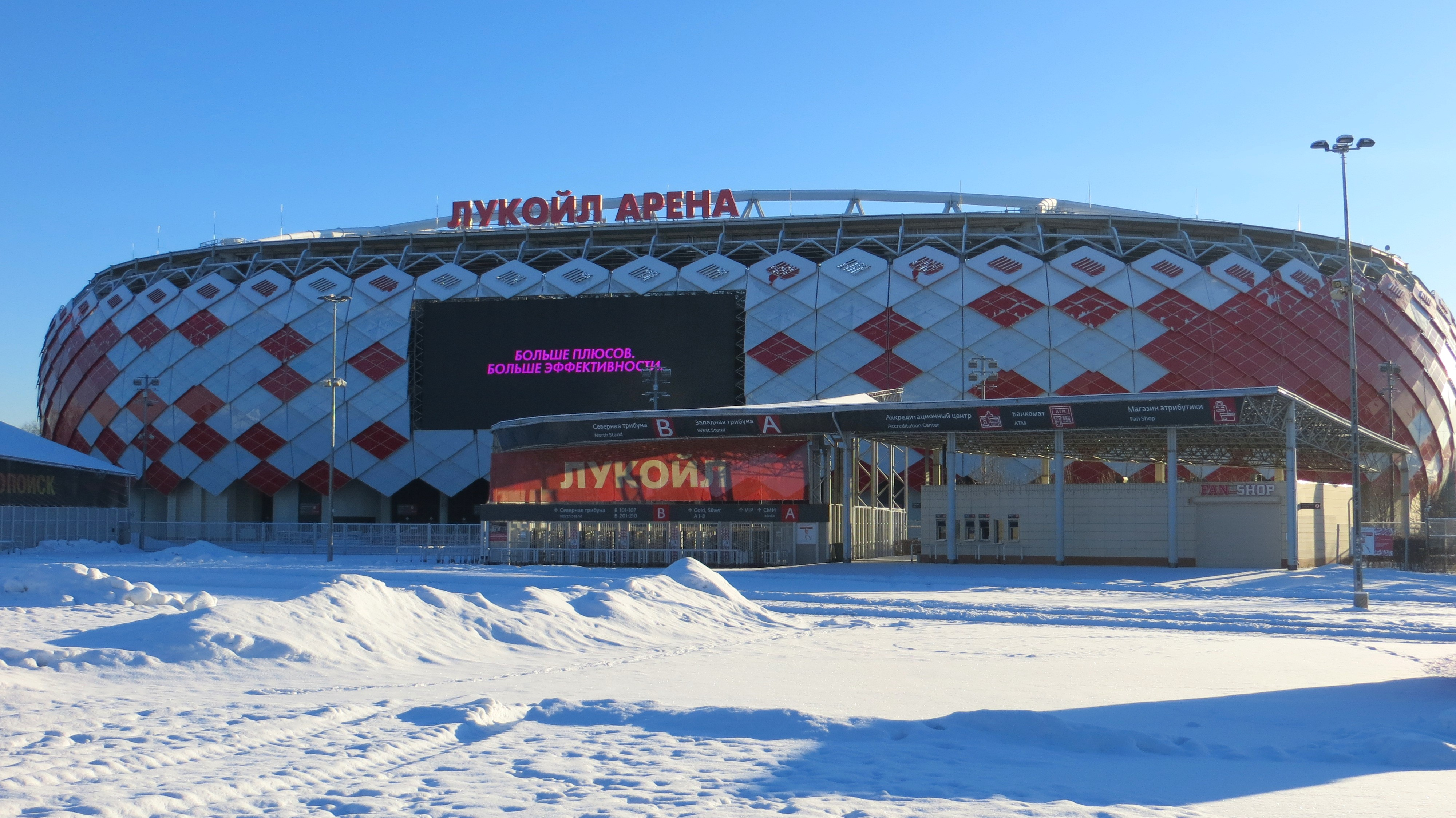
Stade du FK Spartak Moscou.

Le stade Spartak (Otkrytie Arena), inauguré en 2017 ; compte 45 360 places et constitue le stade à domicile du club de football FK Spartak Moscou. Il a été construit dans le cadre d’un projet urbain de développement sur l'emplacement de l’ancien aéroport de Touchino qui comprend également des sites commerciaux et publics d’affaires, des centres de culture physique et de santé, des courts de tennis, des palais des sports aquatiques et des sports de glace, des jardins d’enfants et écoles, des polycliniques et aussi des de création. La ville comprend deux autres grands stades : Stade Lokomotiv et Stade Dynamo.

### Équipes
La ville compte plusieurs des grandes équipes de sport collectif du pays.
Clubs de football : CSKA Moscou, FK Dynamo Moscou, Lokomotiv Moscou, FK Spartak Moscou, FK Moscou, Torpedo Moscou.
Clubs de volley-ball : CSKA Moscou (volley-ball masculin), Dynamo Moscou (volley-ball masculin), MGTU Moscou (volley-ball masculin), Dynamo Moscou (volley-ball féminin), CSKA Moscou (volley-ball féminin).
Clubs de basket-ball : CSKA Moscou (basket-ball), MBK Dynamo Moscou, ŽBK Dynamo Moscou.
Clubs de hockey sur glace : CSKA Moscou (hockey sur glace), Dynamo Moscou (hockey sur glace), HC Spartak Moscou.

Équipements sportifs
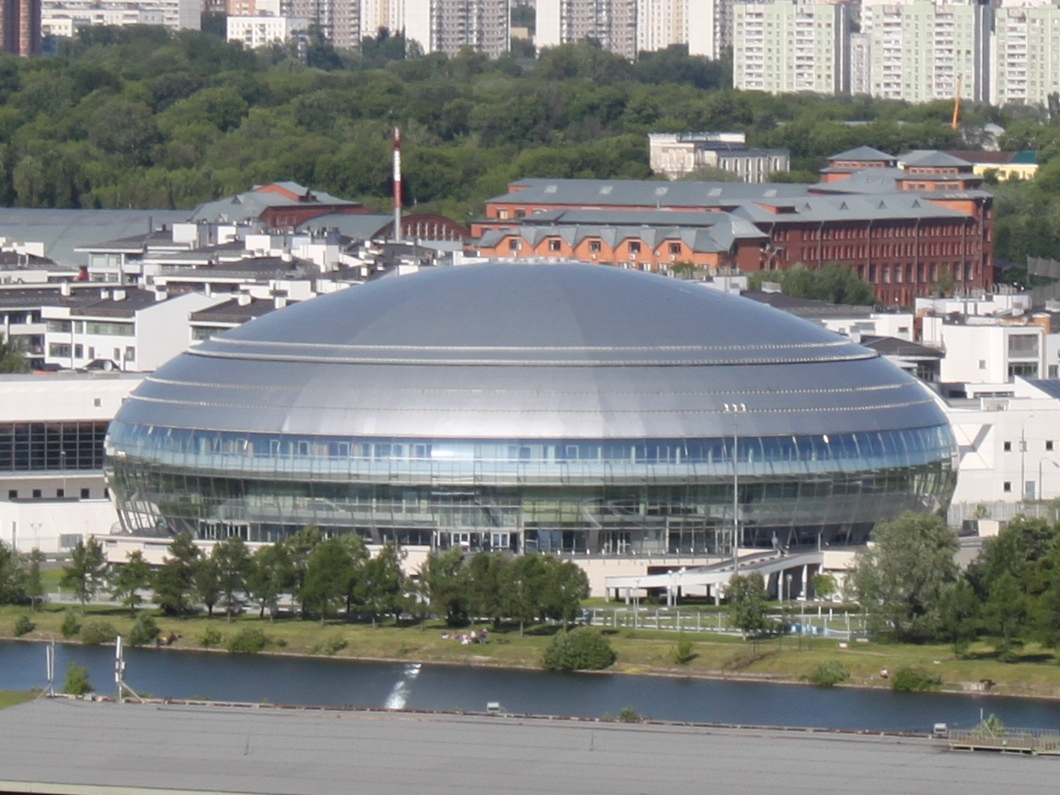
Palais des sports Krylatskoïe stade à domicile des équipes féminine et masculine de basketball du MBK Dynamo Moscou.
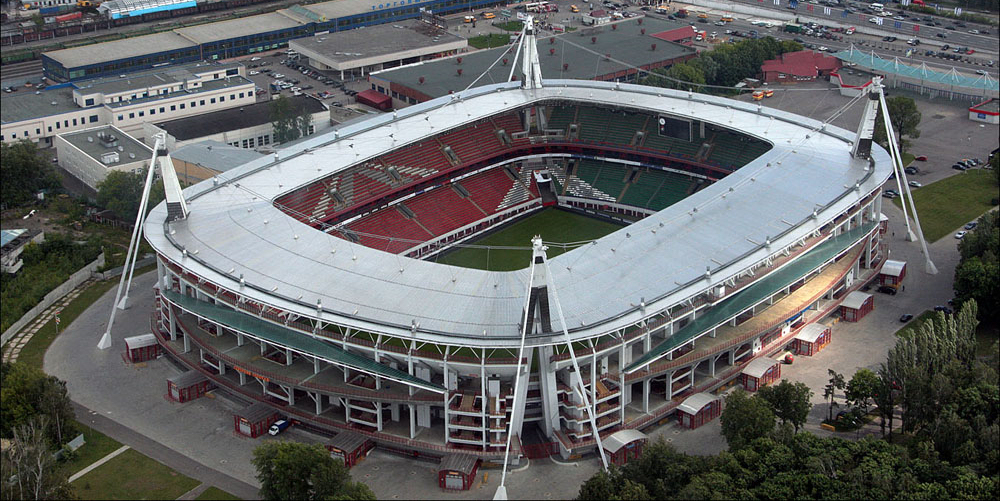
RZD Arena stade à domicile de l'équipe de football Lokomotiv Moscou.

### Événements sportifs
En 1980, Moscou a accueilli les Jeux olympiques d'été, mais les régates ont lieu à Tallinn. En 2018, la ville accueille 12 matchs de la Coupe du monde de football de 2018 dont la finale au Stade Loujniki. L'Otkrytie Arena a également accueilli 5 matchs de la compétition. La ville a également accueilli de multiples Championnats du monde ou d'Europe.

## Moscou dans les arts

### Littérature
- Plusieurs romans de l'écrivain russe Léon Tolstoï prennent place (en partie ou totalement) dans la capitale russe, par exemple :
  - Guerre et Paix paru entre 1865 et 1869, raconte l’histoire de la Russie à l’époque de Napoléon Ier. Il évoque ainsi différents événements historiques, tels que l'Incendie de Moscou en 1812, survenue lors de la prise de Moscou par l'armée de l'empereur.
  - Anna Karénine, roman paru en 1877 est un autre roman plus intimiste qui se déroule à Moscou.
- Michel Strogoff - de Moscou à Irkoutsk est un roman d'aventures historique de Jules Verne paru en 1876, dans la série des Voyages extraordinaires. Le héros éponyme, courrier du tsar (Alexandre II ?), est envoyé par ce dernier depuis le Kremlin, afin de livrer une lettre à son frère le grand-duc, vivant dans la capitale de la Sibérie orientale. Ce roman constitue une des œuvres les plus célèbres de l'auteur, illustré par des gravures de Jules Férat.
- Le Maître et Marguerite, roman écrit entre 1927 et 1939 par Mikhaïl Boulgakov, se déroule en partie à Moscou sous le régime stalinien.
- Le Docteur Jivago, roman de Boris Pasternak paru en 1957 raconte l'histoire d'une famille moscovite au temps de la révolution d'Octobre.
- Plusieurs romans de Venedikt Erofeïev :
  - Moscou-sur-Vodka, paru en 1969 récit d'un intellectuel à la dérive dans un train de banlieue moscovite durant l'ère socialiste.
  - Azazel, roman policier se déroulant à la fin du XIXe siècle, paru en 2001.
- Une saga moscovite, roman de Vassili Axionov paru en 1994 histoire d'une famille de médecins moscovites entre 1920 et 1950.
- Le Chapiteau vert de Lioudmila Oulitskaïa paru en 2014 parcours de trois garçons moscovites sous le régime communiste post-stalinien.

### Théâtre
- Boris Godounov, tragédie écrite par Alexandre Pouchkine en 1825 se déroule au Moyen Âge au Temps des troubles sous le règne tragique du tsar Boris Godounov.

### Bande dessinée
- Tintin au pays des Soviets, premier album de la série Les Aventures de Tintin, créée par le Belge Hergé en 1929. À la demande de son rédacteur en chef l'abbé Norbert Wallez, il envoie un jeune journaliste en Russie communiste afin d'en dénoncer le régime auprès de ses jeunes compatriotes. L'auteur puisa essentiellement sa documentation dans le pamphlet anticommuniste Moscou sans voiles - Neuf ans de travail au pays des Soviets. Ce best-seller paru en 1928 est écrit de Joseph Douillet, ancien consul de Belgique en Russie à Rostov-sur-le-Don, critiquant férocement le régime du pays.
- Spirou à Moscou, épisode de la série Spirou et Fantasio conçu par Tome et Janry, parue en 1990. Les héros y affrontent une nouvelle fois Zantafio, qui projette d'enlever la momie de Lénine pour renverser le régime soviétique. L'occasion pour les auteurs de s'amuser avec les stéréotypes et les traits culturels de la Russie.
- La Machination Voronov, épisode de la série Blake et Mortimer, conçue par Yves Sente et André Juillard en 2000. Les héros luttent contre le docteur Voronov, savant fou nostalgique de Staline, qui utilise une arme bactériologique contre l'Occident, ainsi que contre les politiciens de l'URSS s'éloignant trop à ses yeux des idéaux staliniens.

### Musique
- Moskau, chanson du groupe pop allemand Dschinghis Khan, sorti en 1979, ayant pour thème cette ville.

### Peinture
- Plusieurs peintures du peintre russe Apollinaire Vasnetsov représentent différents lieux de la ville, tels que :
  - Au Kremlin de Moscou, visible sur ce lien ;
  - Chambre de torture à Moscou. Fin du XVIe, 1912, visible sur ce lien ;
  - Le Kremlin de Moscou à l'époque d'Ivan Kalita, 1921, visible sur ce lien ;
  - Place Rouge dans la seconde moitié du XVIIe siècle, 1925, visible sur ce lien ;
- C'est aussi le cas pour certaines œuvres du peintre moscovite Konstantine Iouon, dont[73] :
  - Vue du Kremlin, 1908, visible sur ce lien ;
  - Moscou. Kremlin, 1910 ;
  - L'Université de Moscou, 1911, visible sur ce lien ;
  - Moscou. Vue du Stade Loujniki à Luzhniki, 1956 ;

## Jumelages
Moscou est jumelée[réf. nécessaire] avec :
- Alger (Algérie)

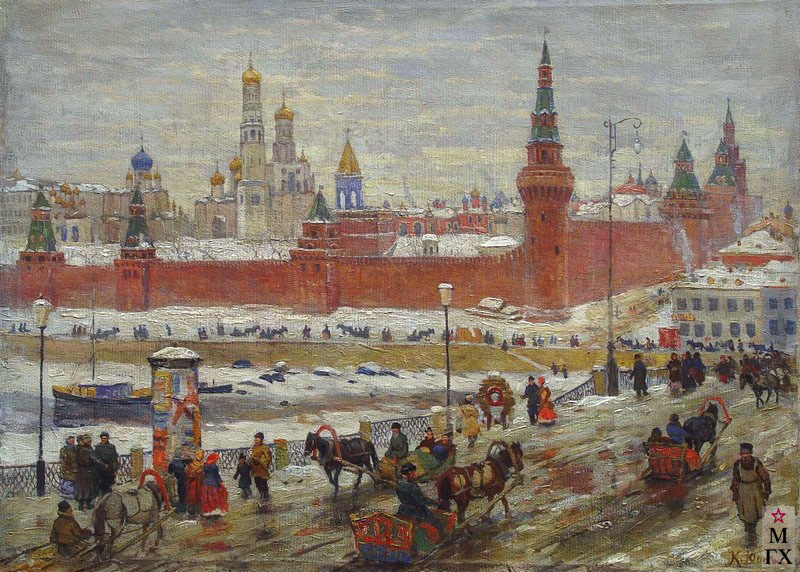
Vue du Kremlin (Constantin Juon, 1908)

- Paris (France) (accord d'amitié et de coopération)
- Tunis (Tunisie)[74]
- Vienne (Autriche) depuis 1990
- Pékin (Chine)
- Erevan (Arménie)
- Varsovie (Pologne)
- Cracovie (Pologne)
- Valenciennes (France)[75]
- Madrid (Espagne)
- Tarente (Italie)
- Buenos Aires (Argentine)
- Beyrouth (Liban)
- Chicago (États-Unis)
- Los Angeles (États-Unis)
- Almaty (Kazakhstan) depuis 1991
- Noursoultan (Kazakhstan)
- New Delhi (Inde)
- Bruxelles-ville (Belgique)
- Tel-Aviv (Israël)
- Ankara (Turquie)
- Mykolaïv (Ukraine)
- Bangkok (Thaïlande)
- Berlin (Allemagne)
- Düsseldorf (Allemagne)
- Londres (Royaume-Uni)
- Athènes (Grèce)
- Téhéran (Iran)
- Belgrade (Serbie)
- La Havane (Cuba)
- Ljubljana (Slovénie)
- Kiev (Ukraine)
- Tokyo (Japon)
- Séoul (Corée du Sud)
- Pyongyang (Corée du Nord)
- Bratislava (Slovaquie)

## Personnalités célèbres nées à Moscou

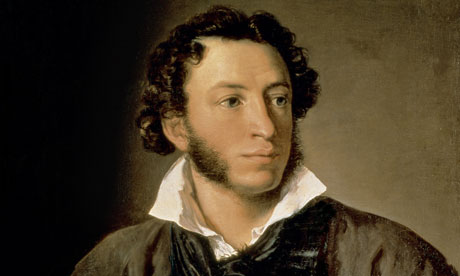
Alexandre Pouchkine, poète et romancier (1799-1837).
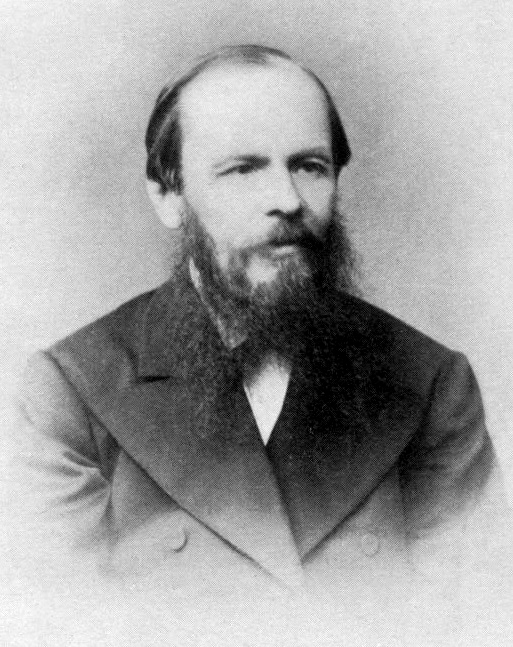
Fiodor Dostoïevsky, romancier (1821-1881).
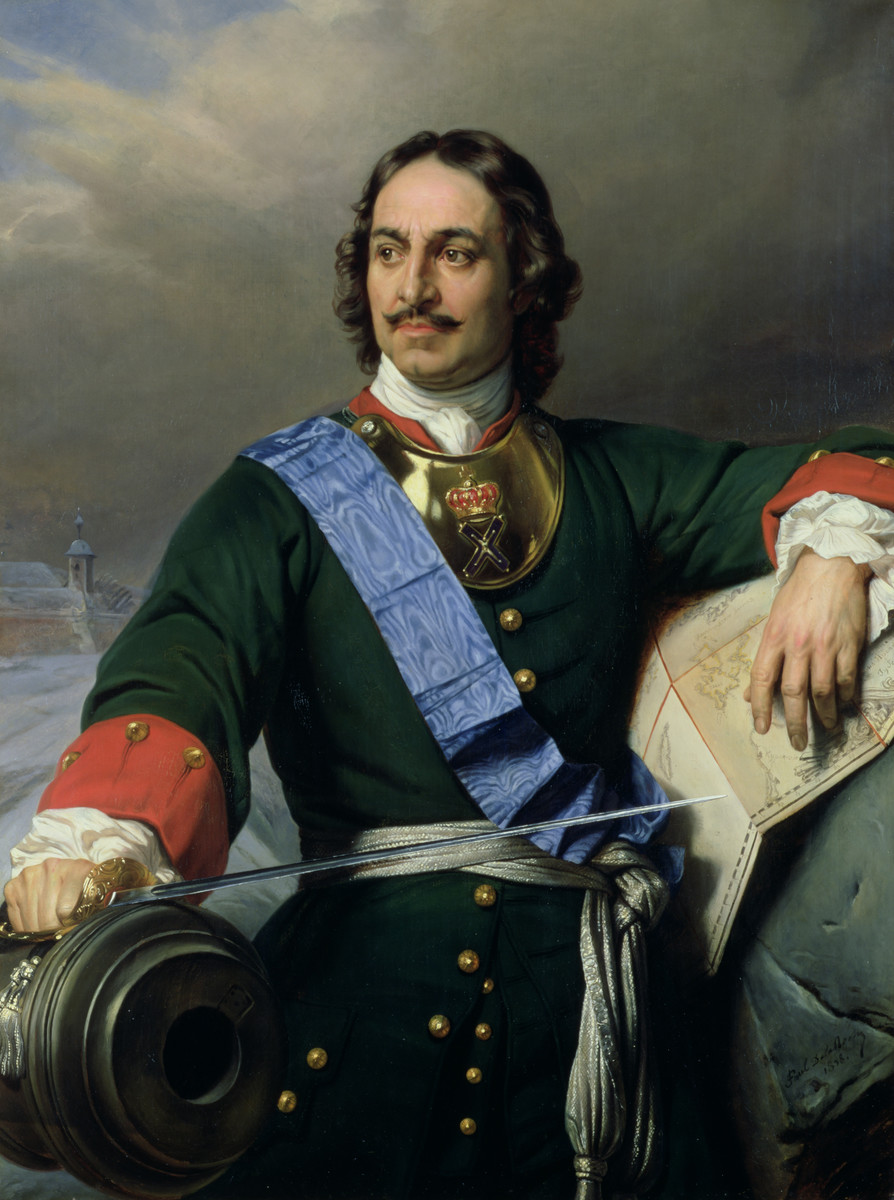
Pierre le Grand.
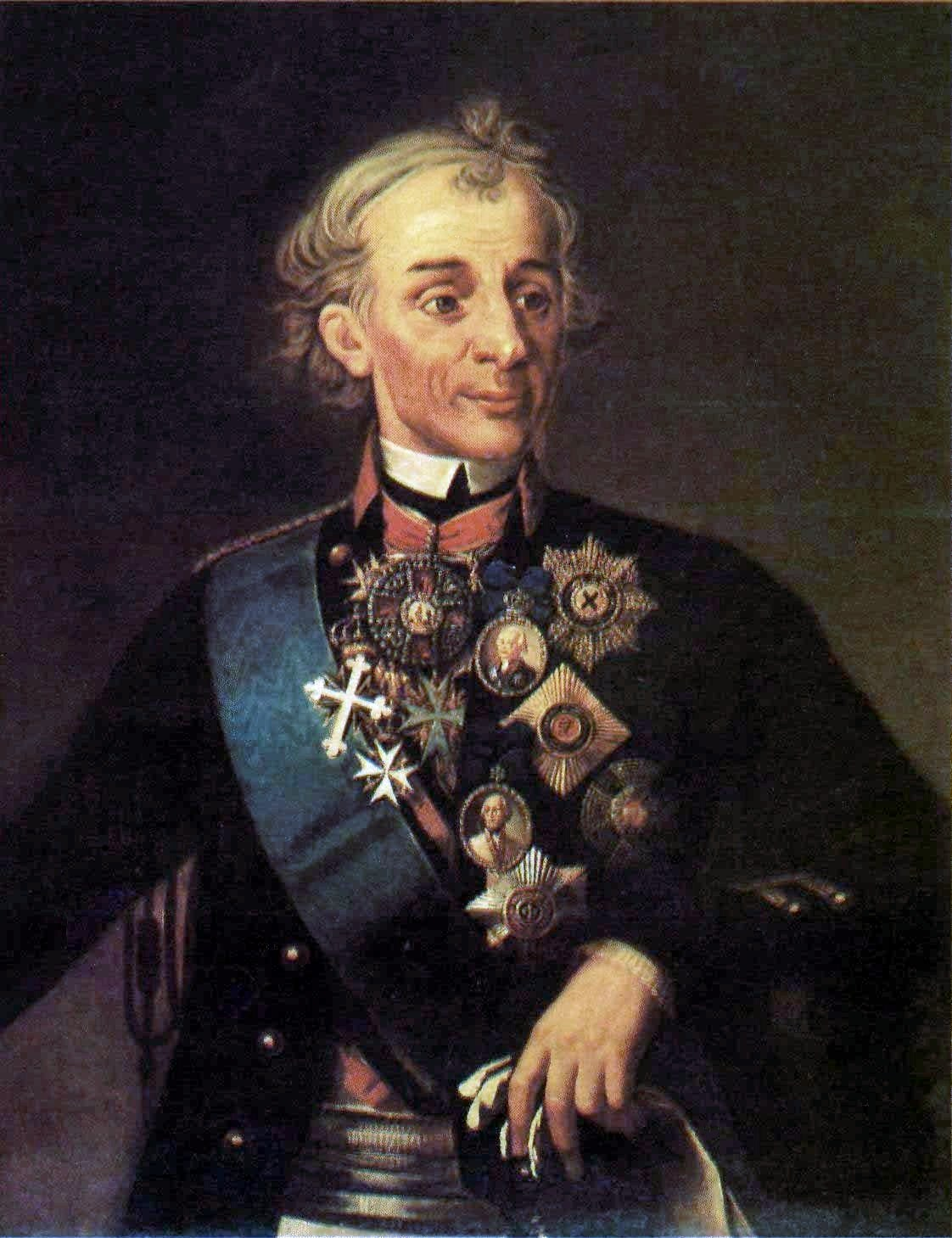
Alexandre Souvorov, militaire (1730-1800).
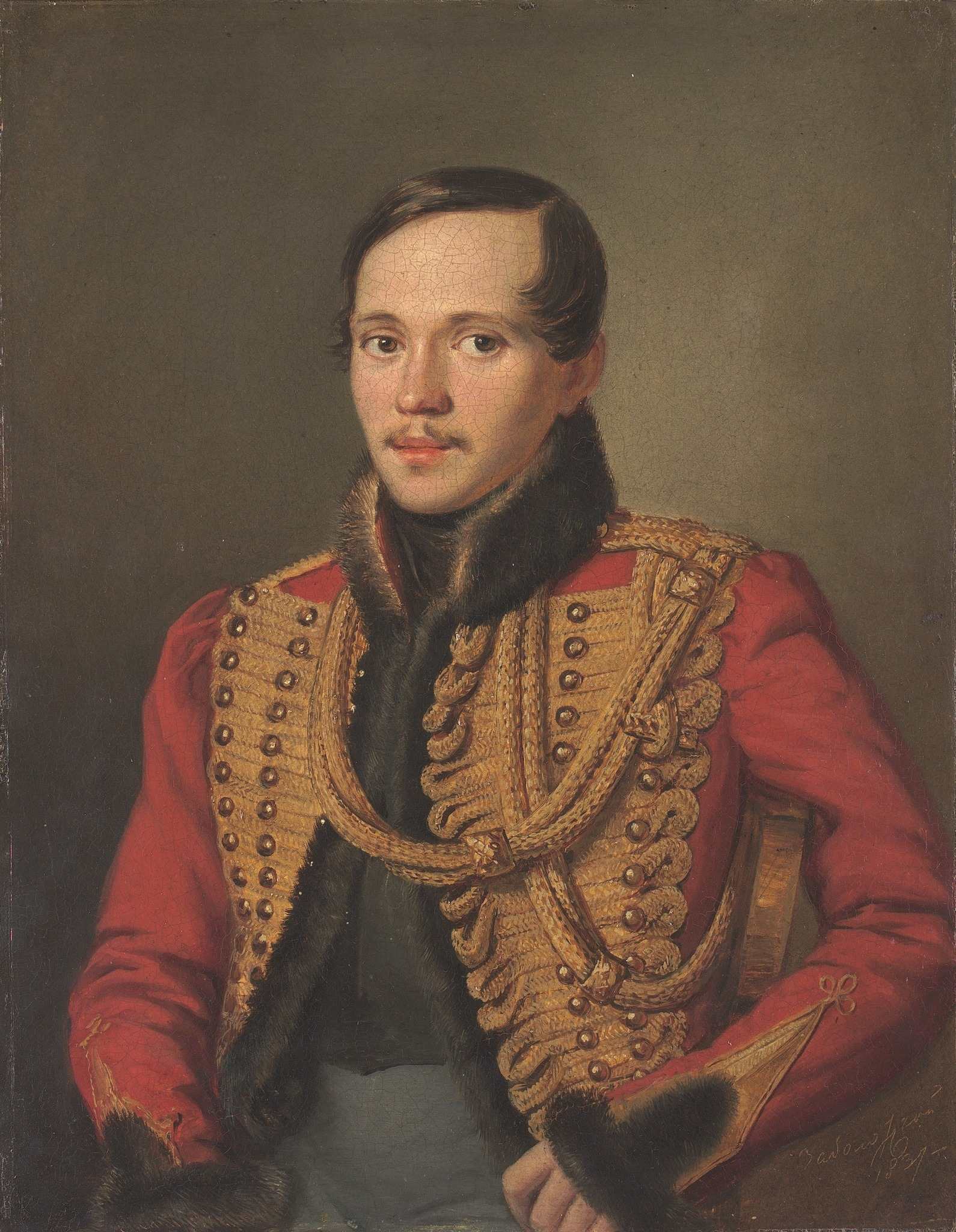
Mikhail Lermontov, poète et romancier (1814-1841).
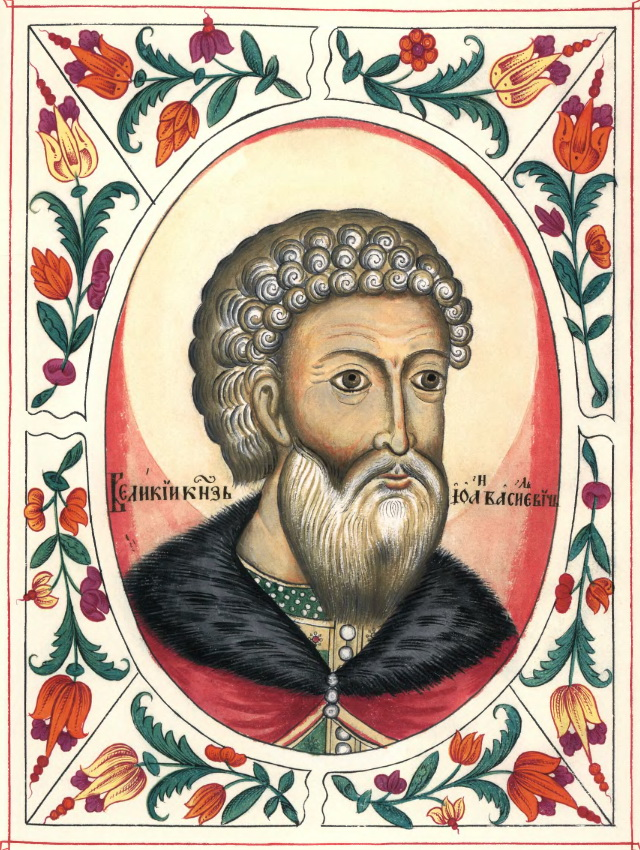
Ivan III de Russie, tsar.
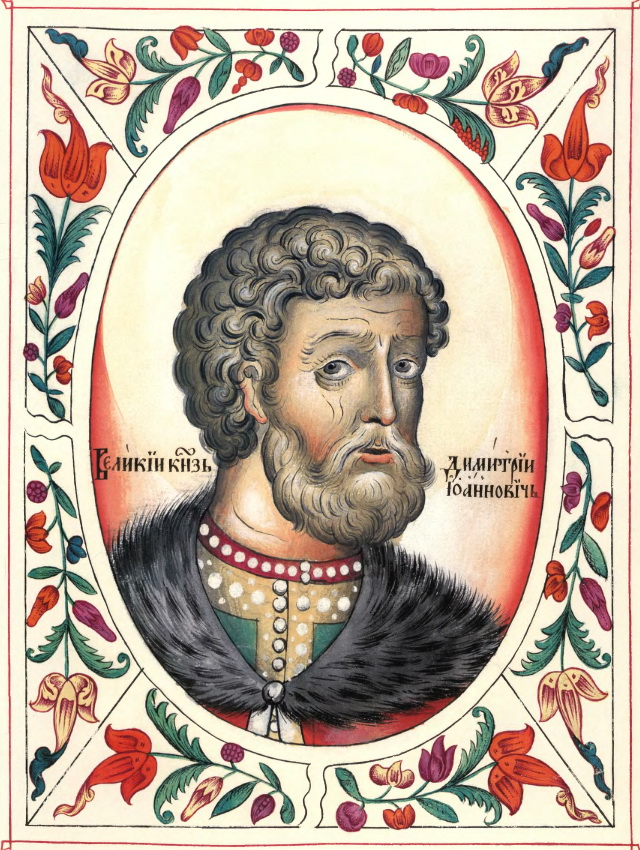
Dmitri Donskoï, Grand prince de Moscou (1350-1389).
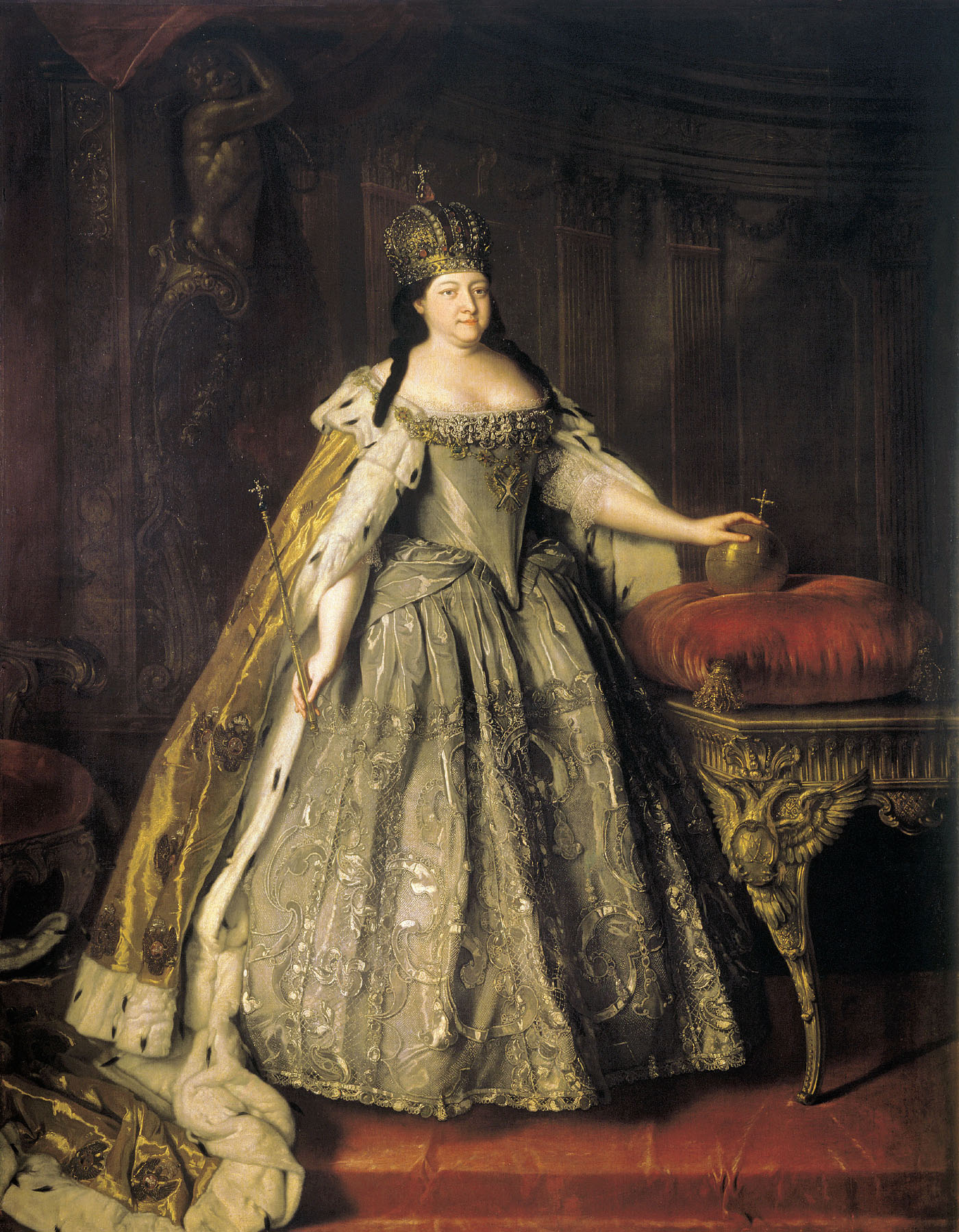
Anne de Russie, tsarine.
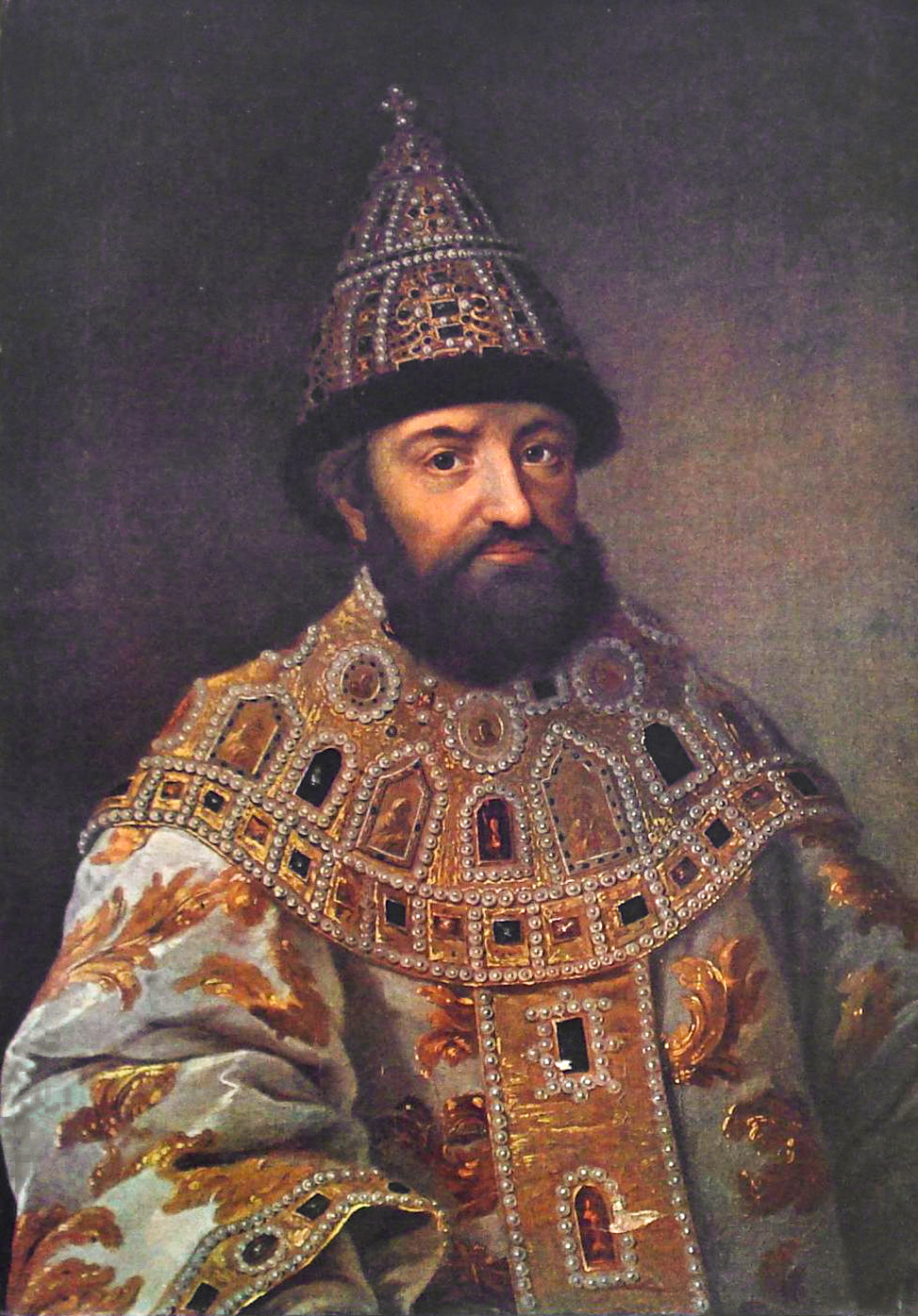
Michel Ier, tsar.
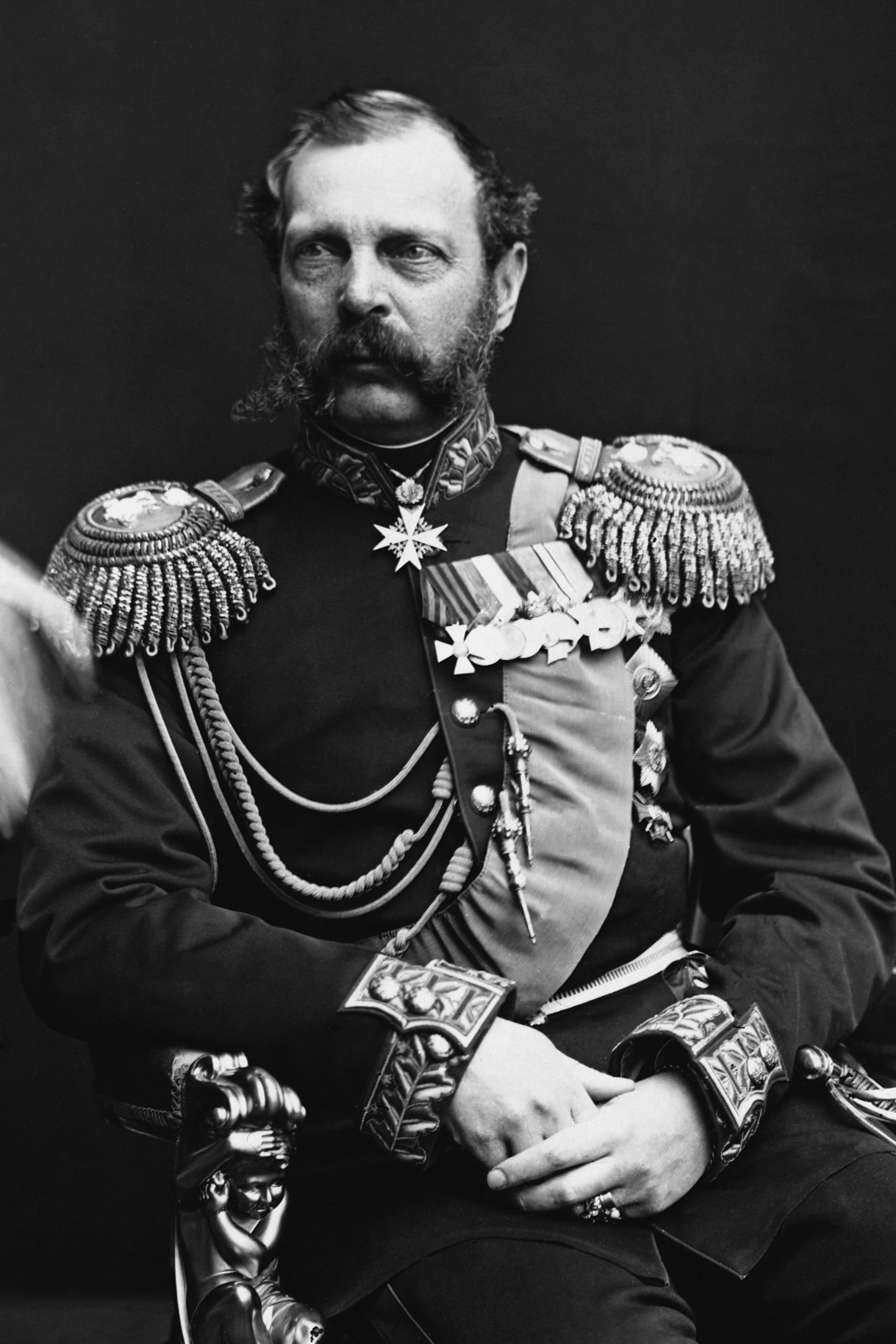
Alexandre II, tsar.
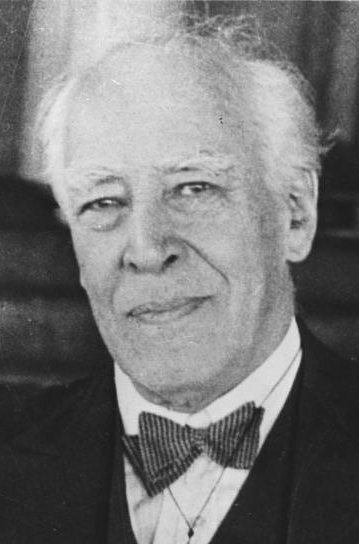
Constantin Stanislavski, comédien et professeur d'art dramatique (1863-1938).
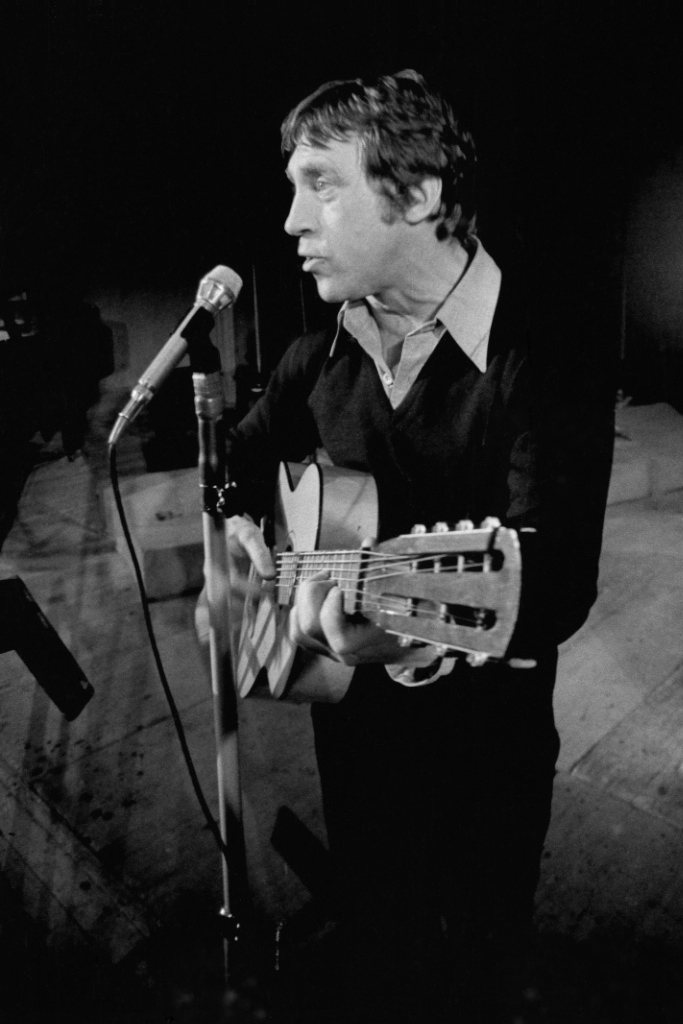
Vladimir Vyssotski, chanteur (1938-1980).
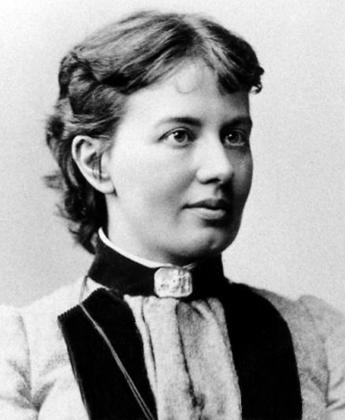
Sofia Kovalevskaïa, mathématicienne (1850-1891).
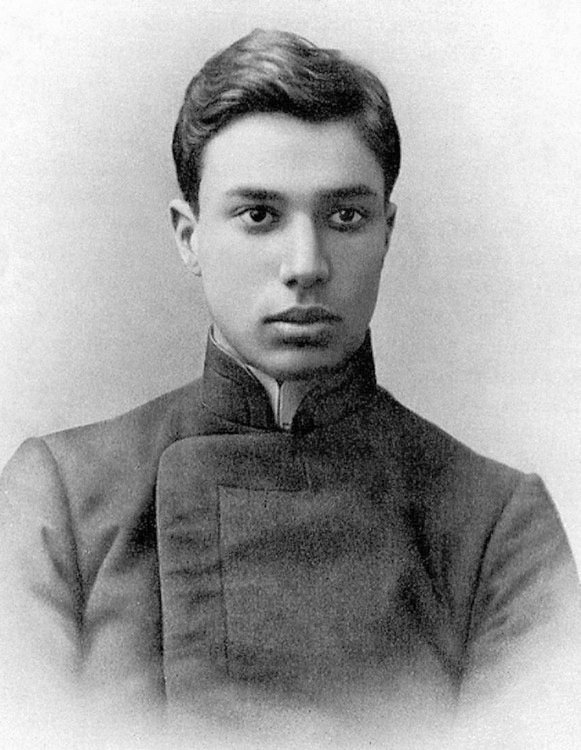
Boris Pasternak, écrivain (1890-1960).
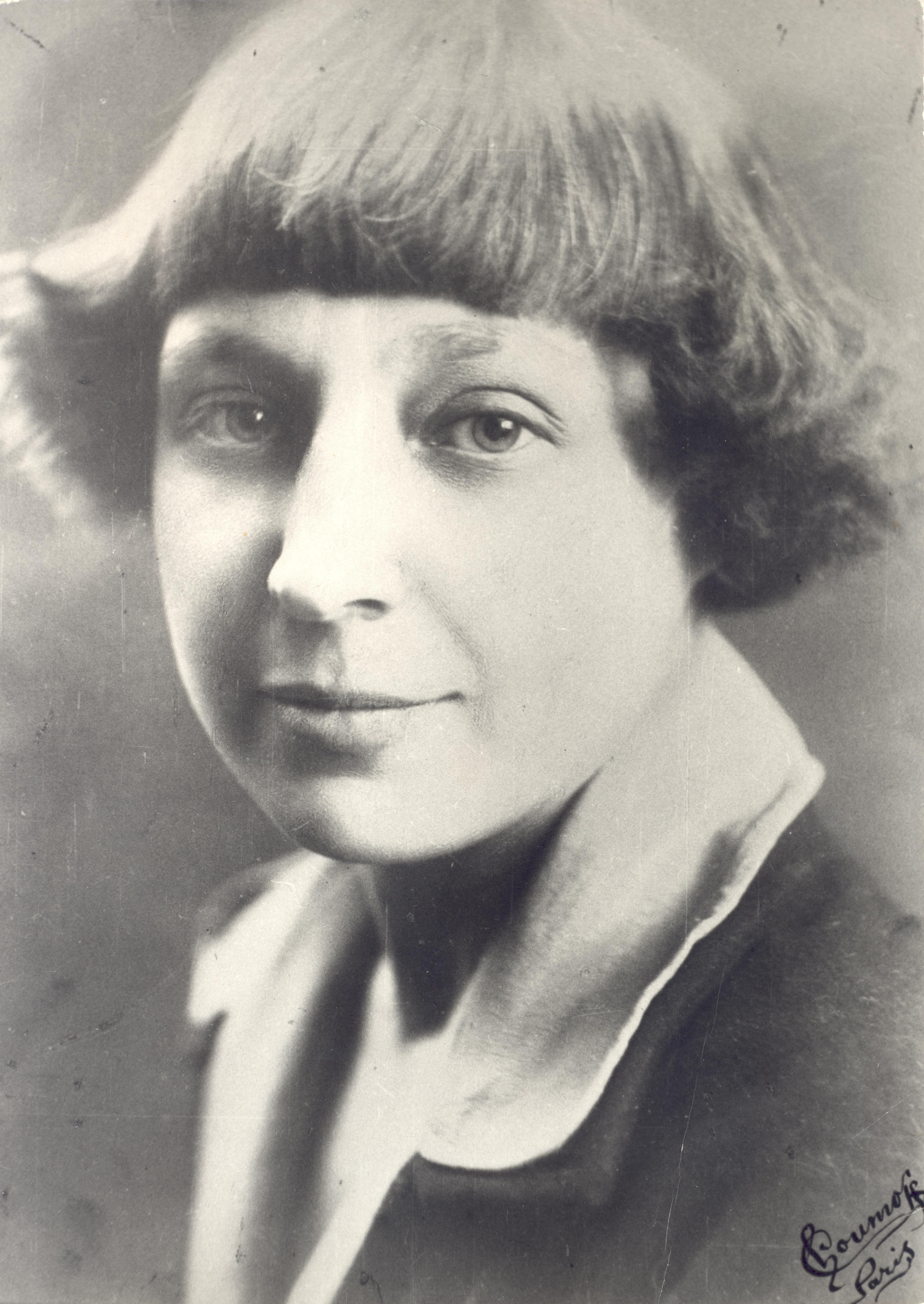
Marina Tsvetaïeva, poétesse (1892-1941).
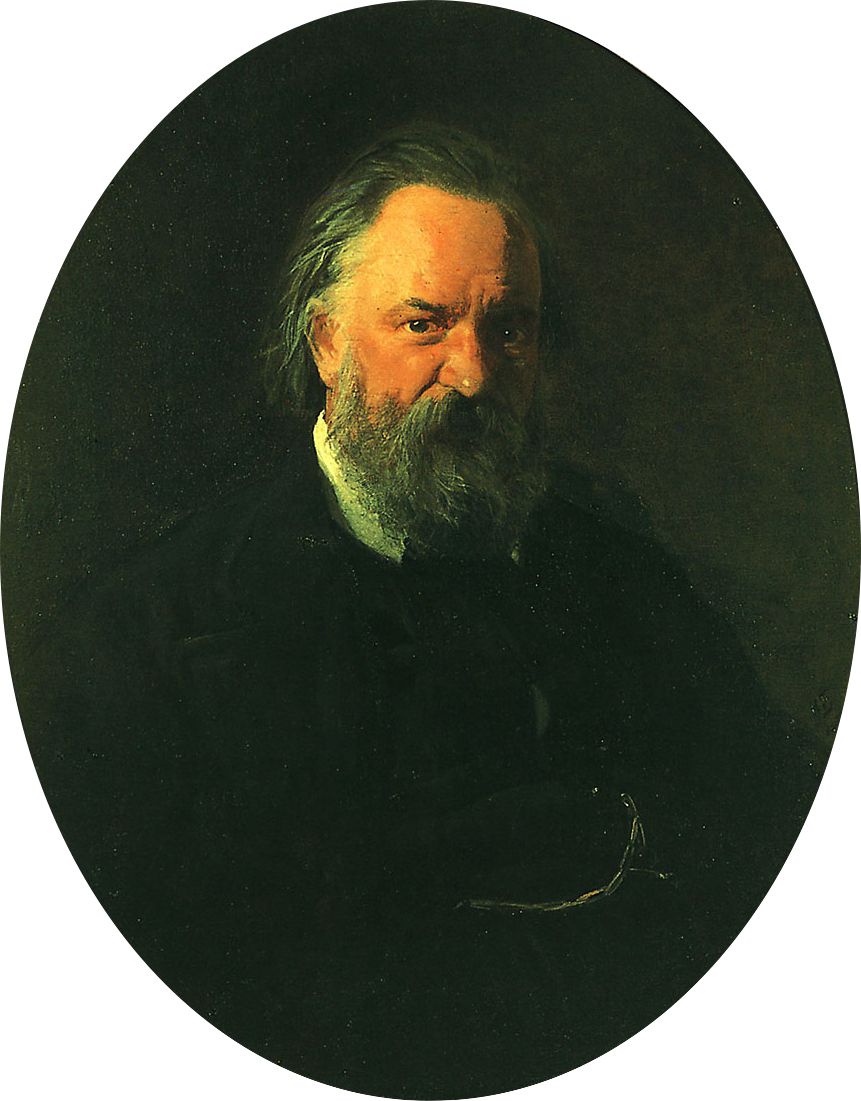
Alexandre Herzen, essayiste (1812-1870).
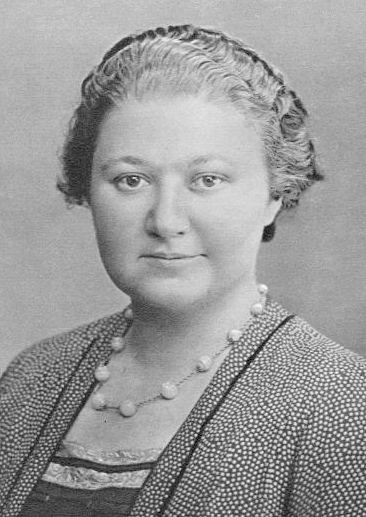
Vera Menchik, joueuse d'échecs (1906-1944).
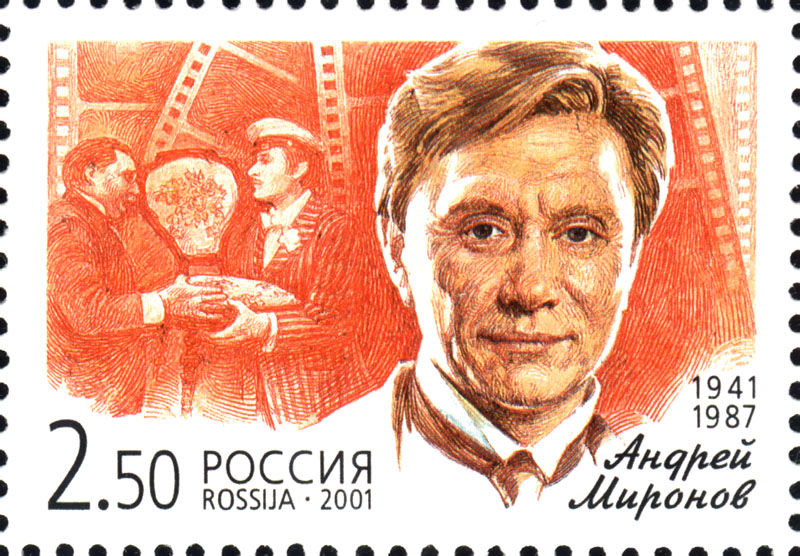
Andreï Mironov, acteur (1941-1987).
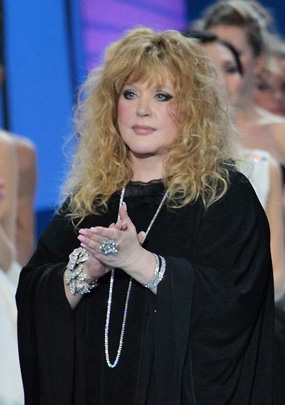
Alla Pougatcheva, chanteuse (1949-).
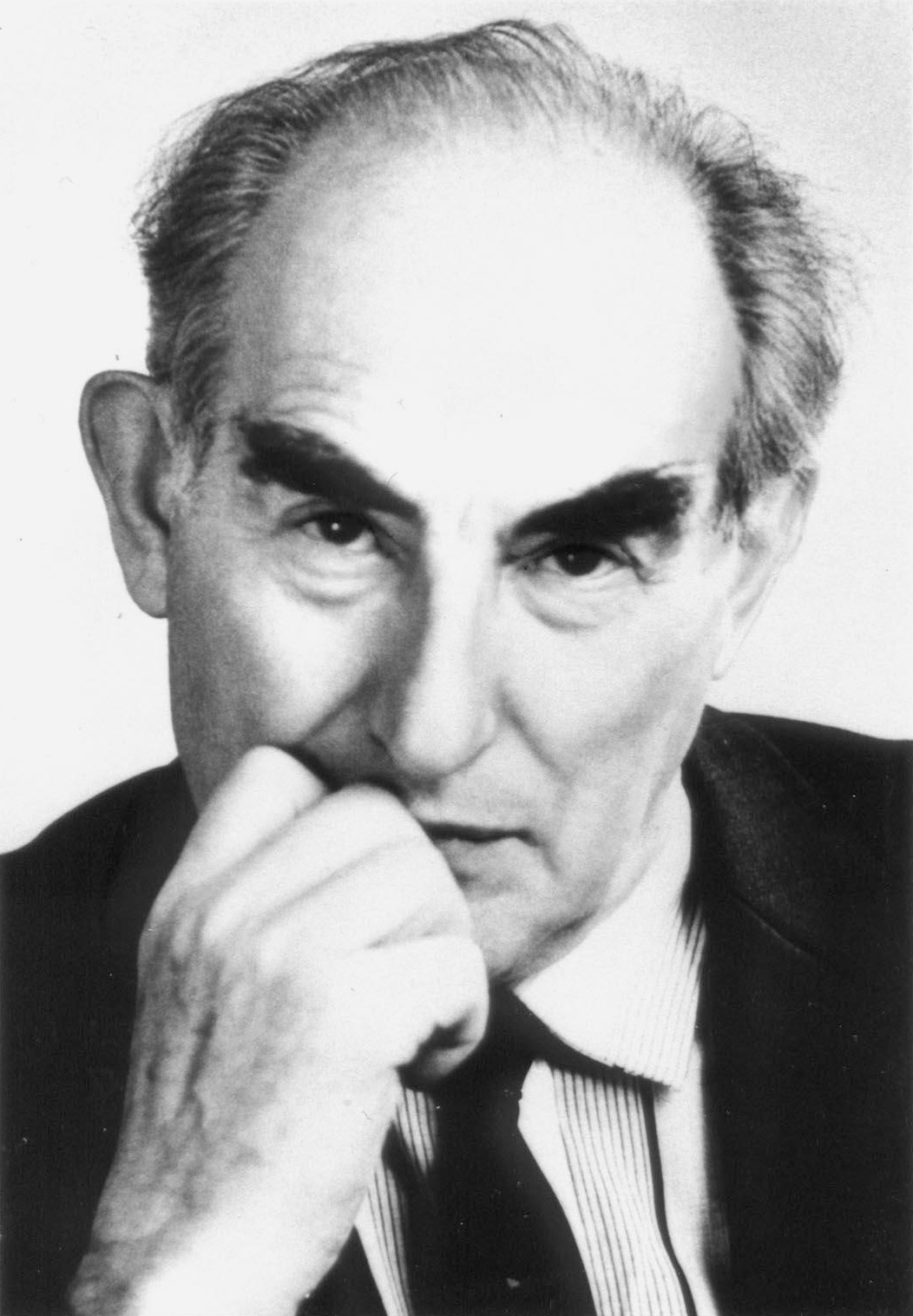
Vitaly Ginzburg, physicien (1916-2009).
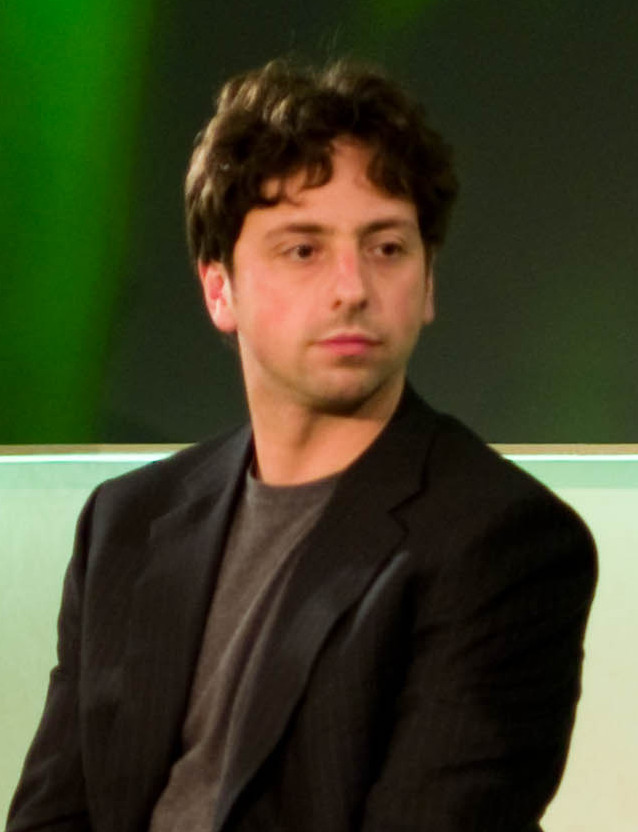
Sergey Brin (1973-), cofondateur de Google.
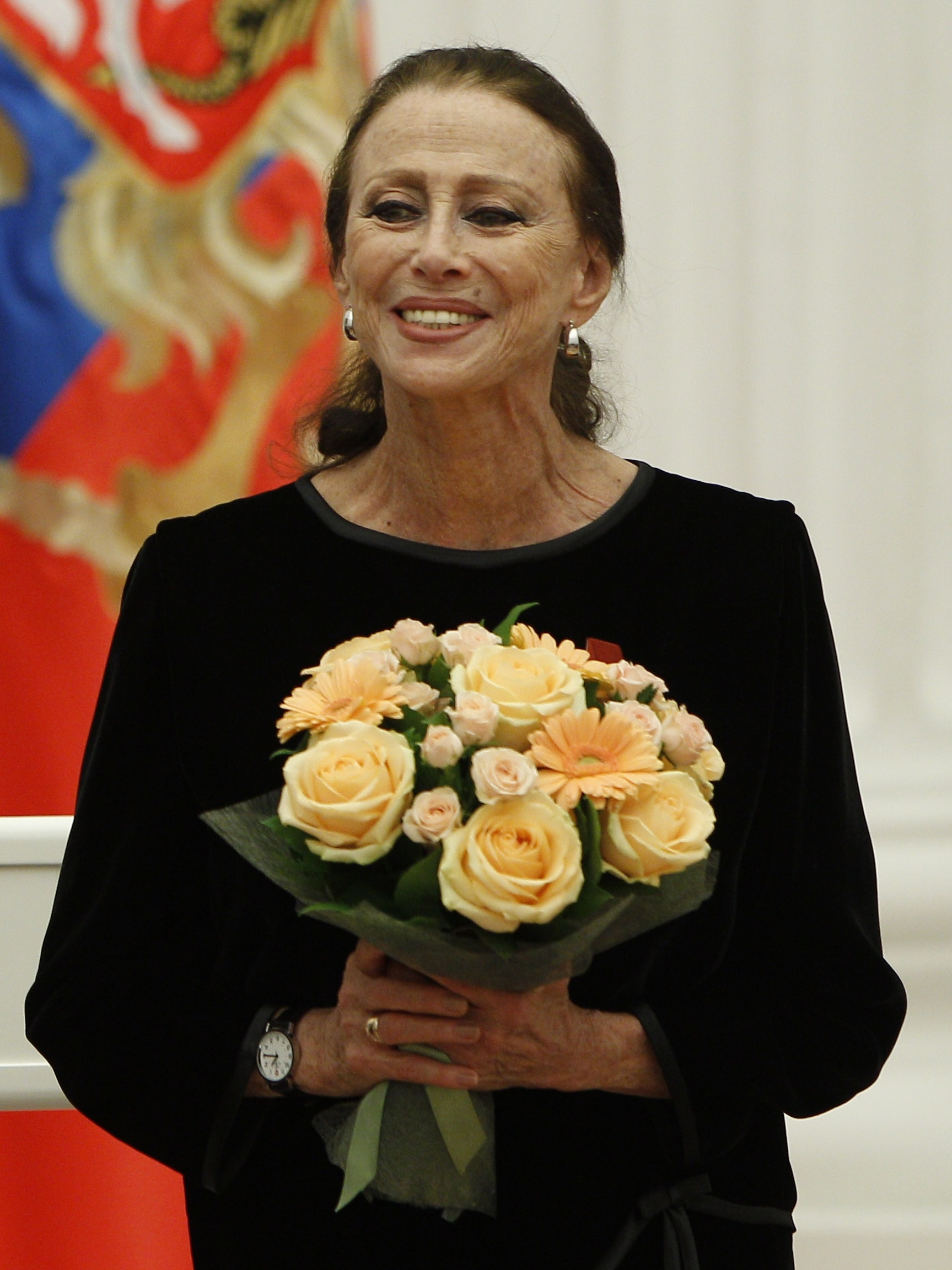
Maïa Plissetskaïa, ballerine (1925-2015).
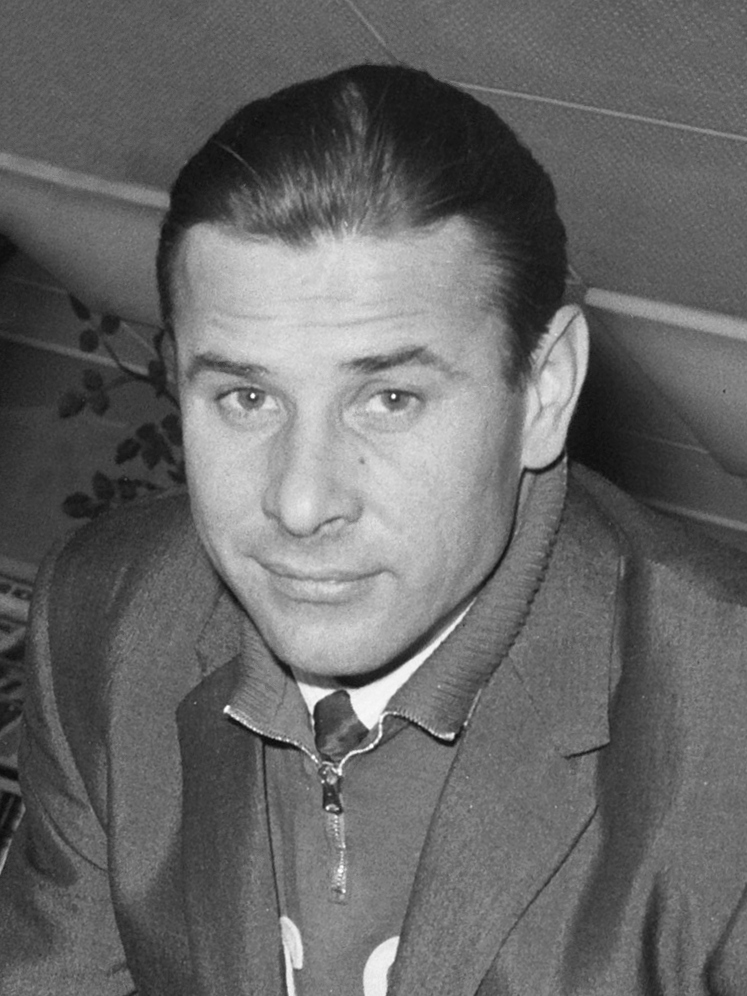
Lev Yachine, gardien de but de football (1929-1990).
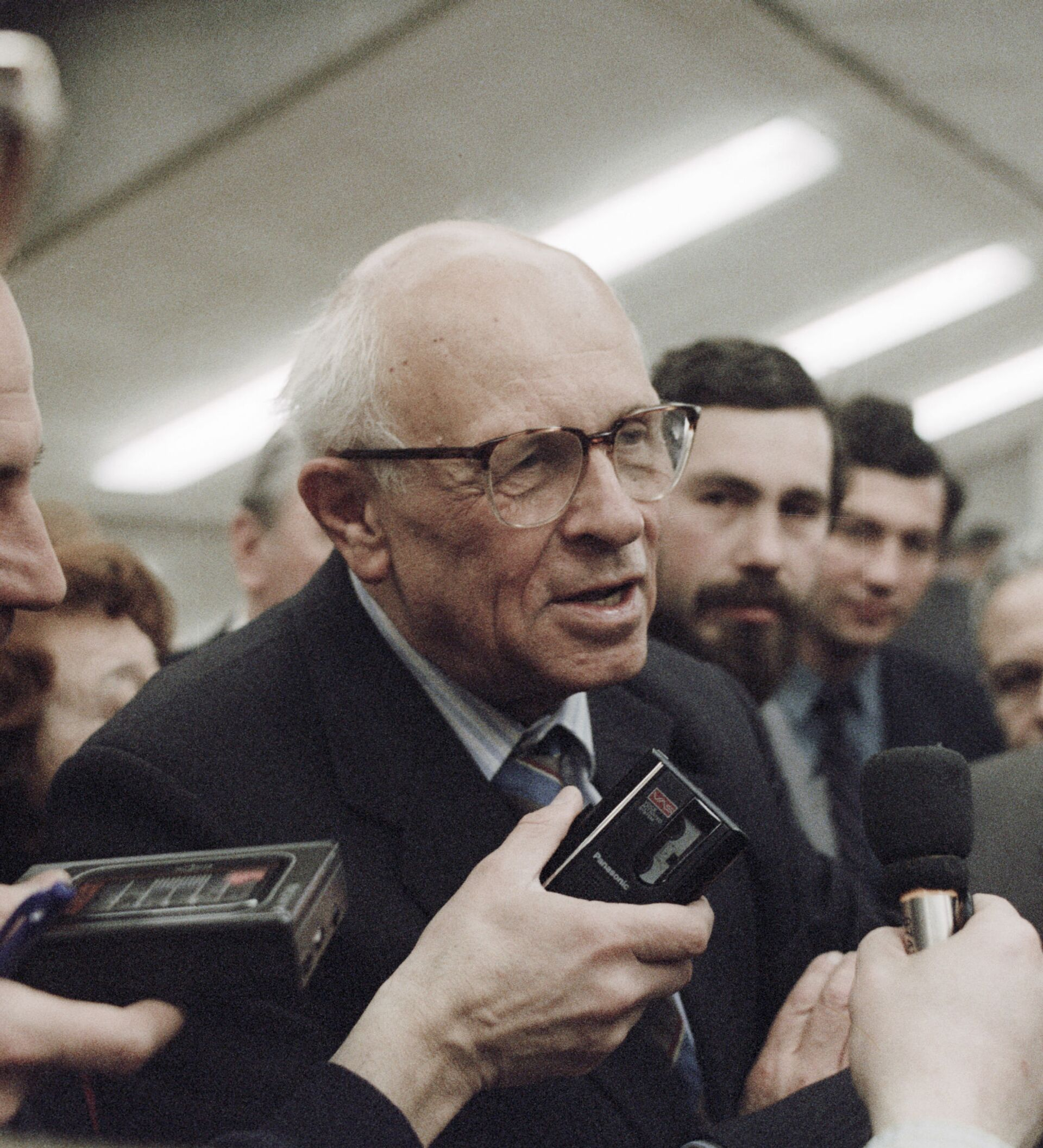
Andreï Sakharov, physicien (1921-1989).
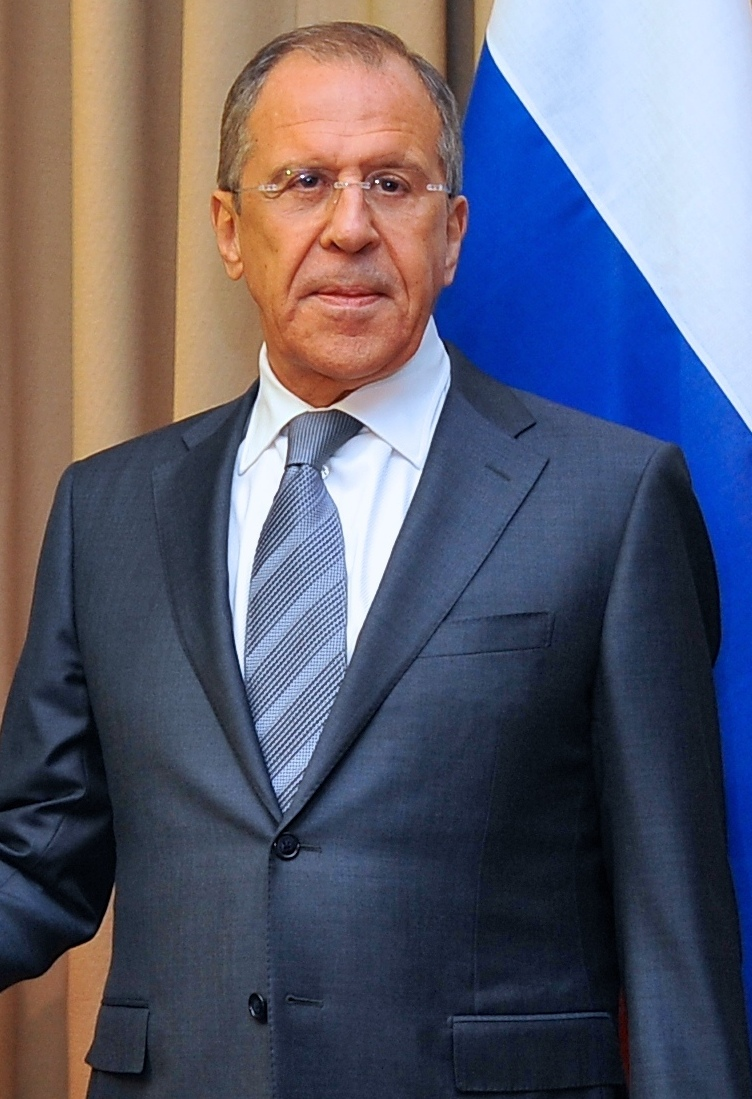
Serguei Lavrov, homme politique (1950-).
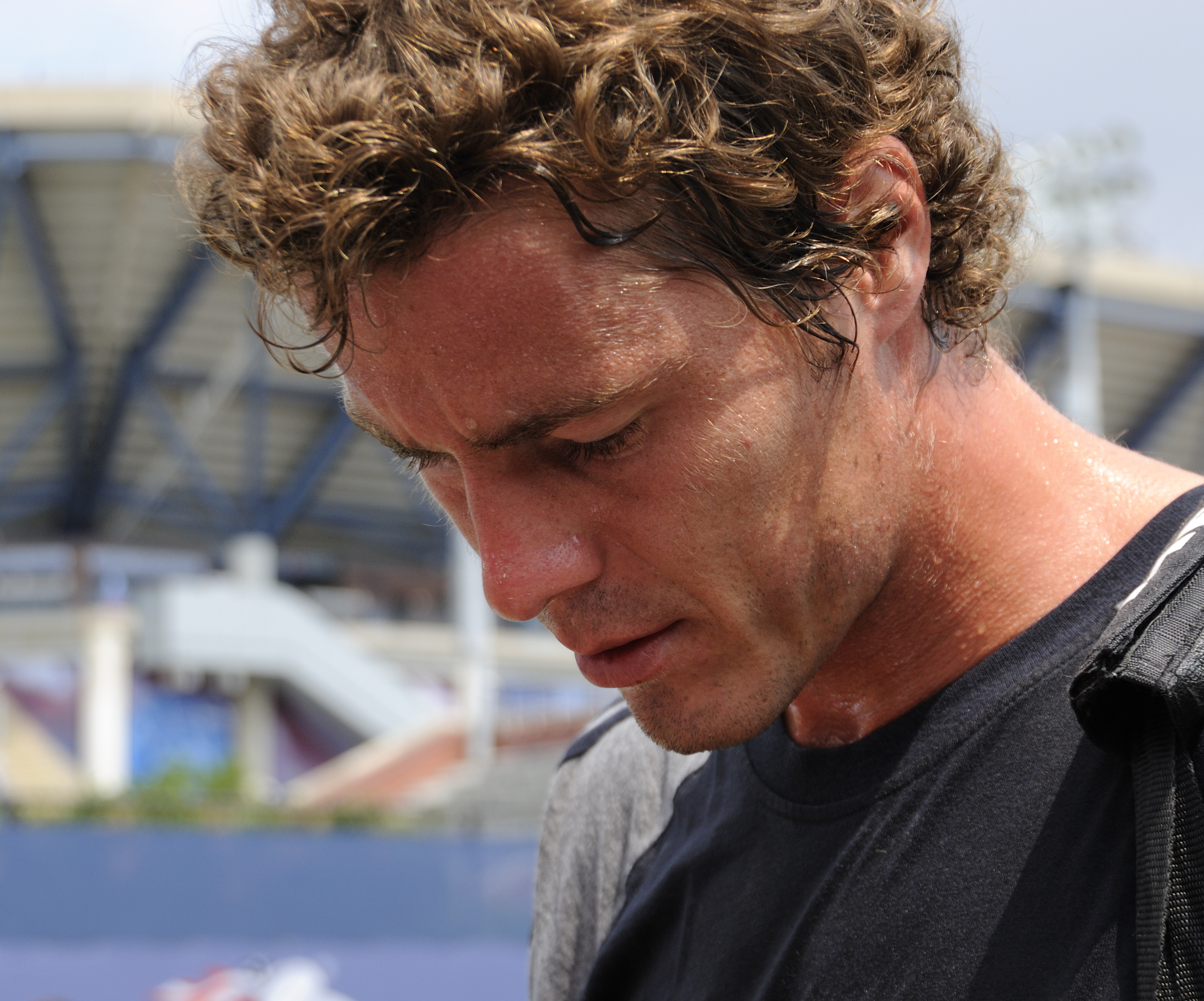
Marat Safine, joueur de tennis (1980-).
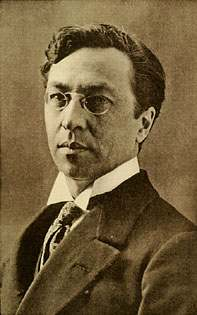
Vassili Kandinsky, peintre (1866-1944).
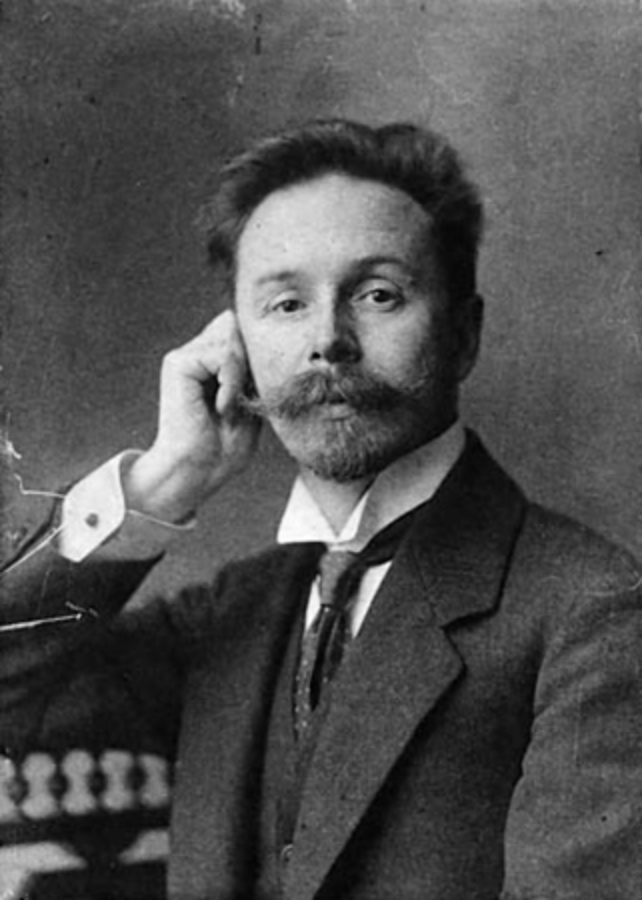
Alexandre Scriabine, pianiste et compositeur (1871-1915).
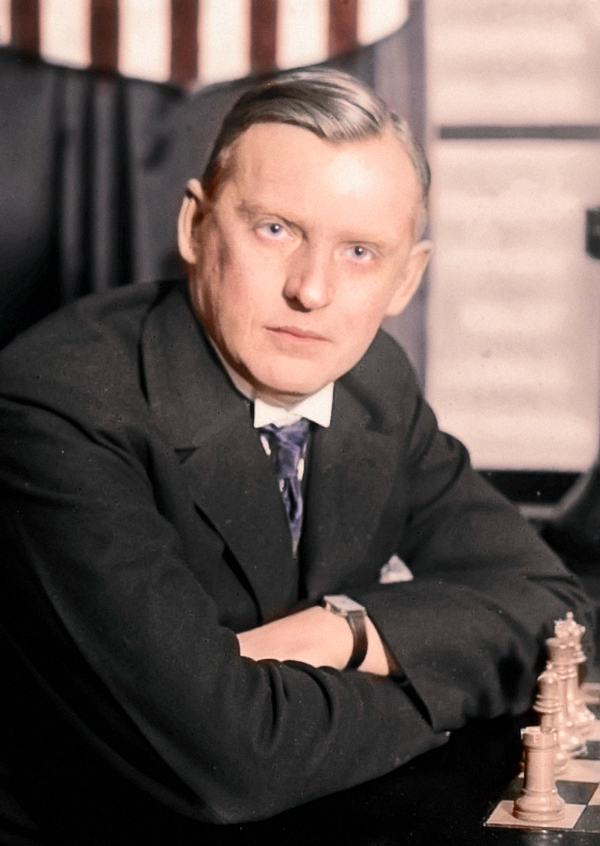
Alexandre Alekhine, joueur d'échecs (1892-1946).
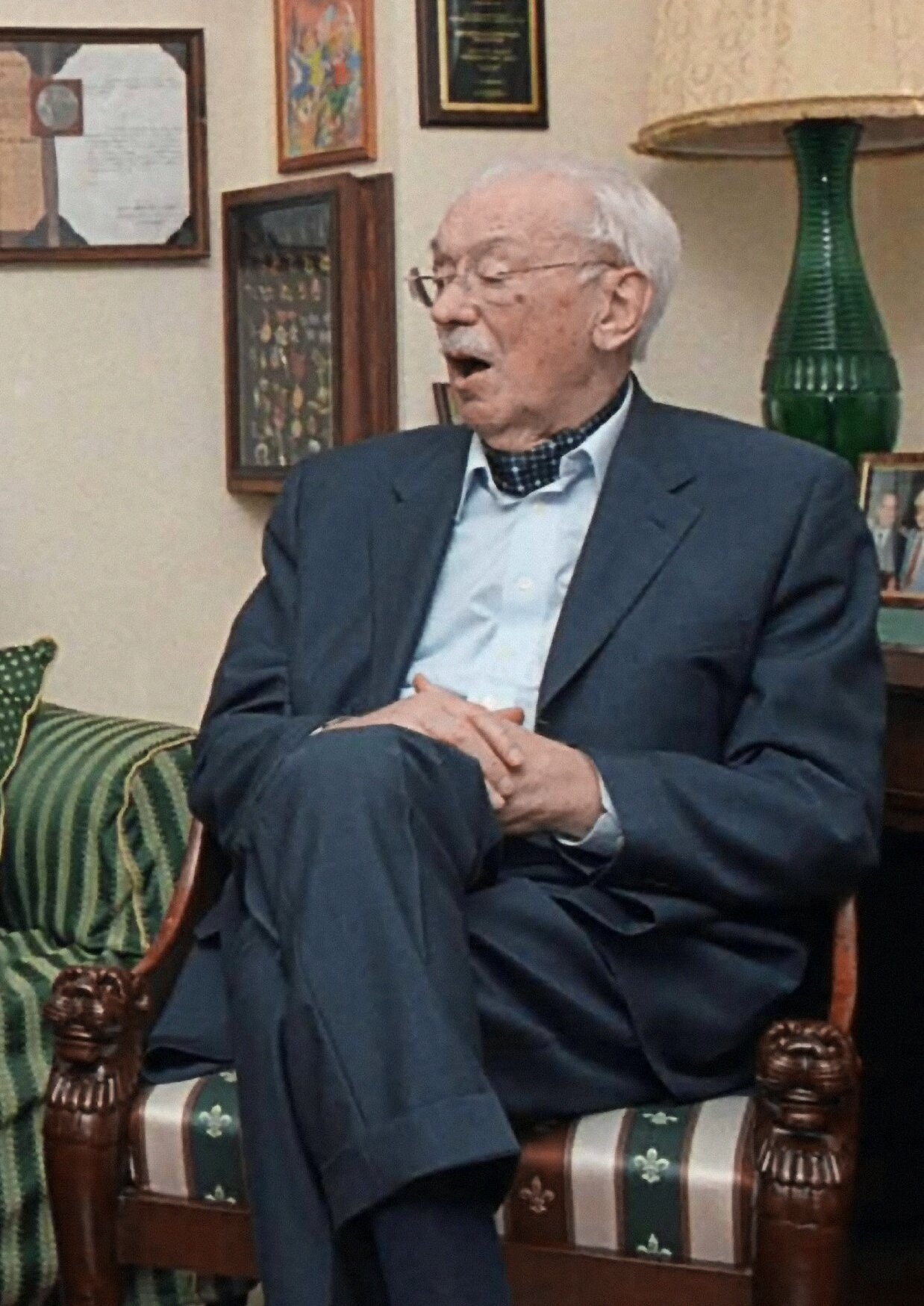
Sergueï Mikhalkov, poète et écrivain (1913-2009).
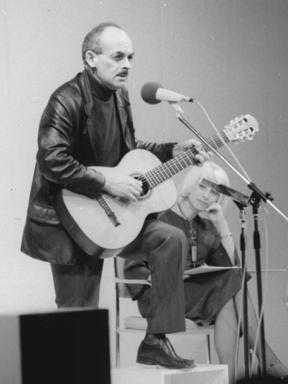
Boulat Okoudjava, auteur-compositeur-interprète (1924-1997).
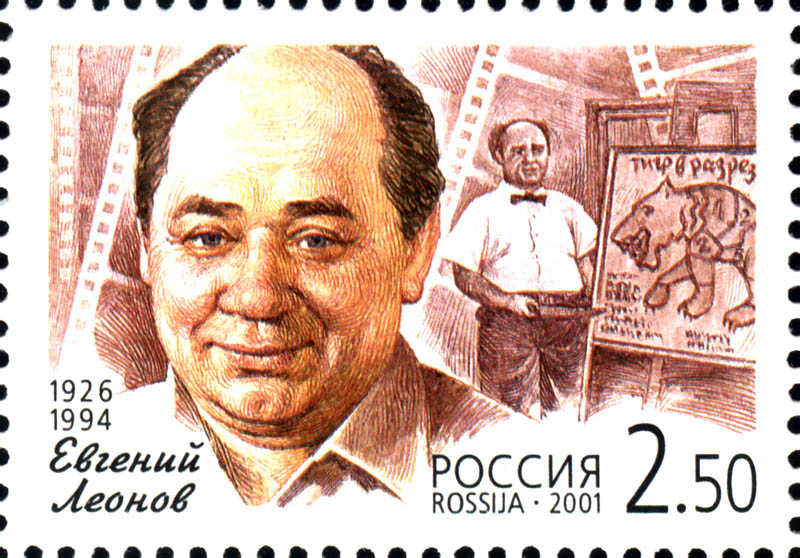
Evgueni Leonov, acteur (1926-1994).
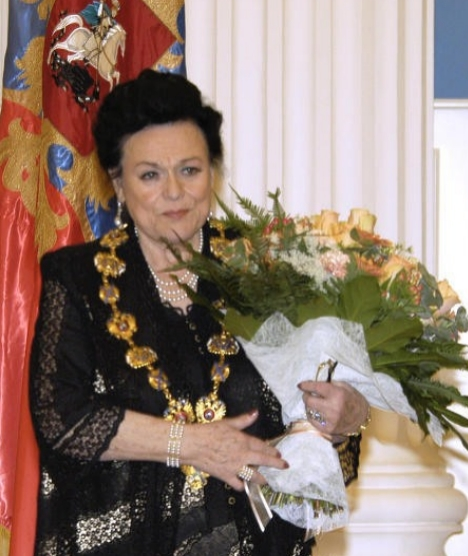
Lioudmila Zykina, chanteuse (1929-2009).
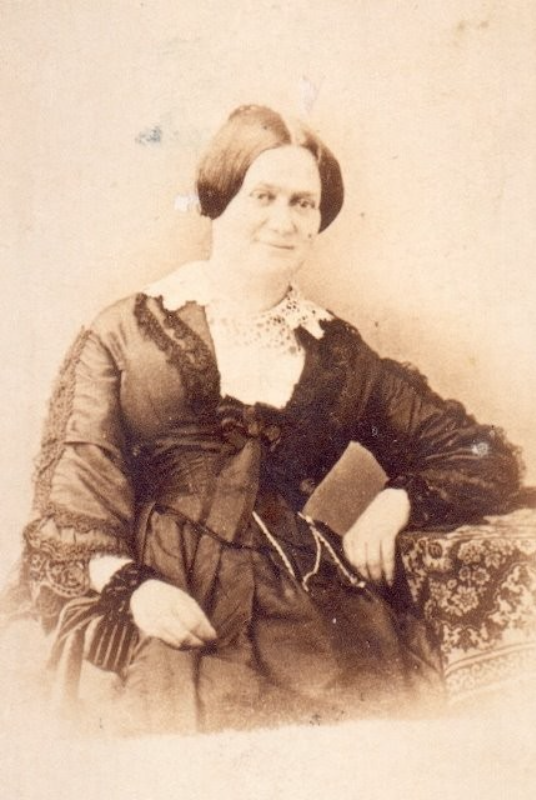
Lisinka Poirel, aquarelliste et collectionneuse (1808-1885).